# Jean Ignace Isidore Gérard Grandville
Jean Ignace Isidore Gerard va ser un il·lustrador i caricaturista francès del segle xix que va publicar sota els pseudònims de Grandville i Jean-Jacques Grandville. Ha estat anomenat "la primera estrella de la gran edat de la caricatura francesa", i les il·lustracions de llibres de Grandville descrites com a "elements simbòlics, onírics i incongruents, i conserven un sentit de comentari social". "La seva visió perversa buscava el monstre en tothom i es delectava amb la transfiguració més estranya i perniciosa de la forma humana mai produïda per la imaginació romàntica". Els vegetals antropomòrfics i les figures zoomòrfiques que poblaven els seus dibuixos es van anticipar i van influir en el treball de generacions de dibuixants i il·lustradors, des de John Tenniel, a Gustave Doré, Félicien Rops i Walt Disney. També ha estat anomenat un "proto-surrealista" i va ser molt admirat per André Breton i altres persones del moviment.
Grandville va néixer l'any 1803 a Nancy en el si d'una família d'artistes i actors, i va rebre les seves primeres instruccions de dibuix del seu pare. Es va traslladar a París vers 1823-1825 i va començar a fer il·lustracions. La seva reputació es va establir el 1829 quan va publicar un conjunt de 70 litografies titulades Les Métamorphoses du jour. Durant la revolució de juliol de 1830 i els anys convulsos que van seguir, va treballar amb Honoré Daumier i altres produint caricatures polítiques provocadores per a publicacions periòdiques molt crítiques amb la nova monarquia de Lluís Felip I. Després que es van aprovar estrictes lleis de censura i amenaces de la policia el 1835, Grandville es va dedicar a la il·lustració de llibres. Va il·lustrar diversos clàssics com Faules de La Fontaine, Robinson Crusoe de Defoe, Els viatges de Gulliver de Swift i el Quixot de Cervantes. En anys posteriors, els seus llibres es van centrar cada cop més al voltant de les seves il·lustracions, amb el text escrit per a les seves imatges, per exemple Un autre monde (1844), Cent proverbes: têxte par trois Tetes dans un bonnet (1845), i Les fleurs animées (1846). Grandville normalment feia dibuixos per a editors que més tard eren copiats en litografies i xilografies per altres, i només ocasionalment feia les seves pròpies impressions.
Es va casar amb la seva cosina Marguerite Henriette Fischer el 1833 i van tenir tres fills, però tràgicament Marguerite i els tres fills van morir en diferents moments abans que ell. Es va tornar a casar el 1843 amb Catherine Marceline "Céline" Lhuillier i van tenir un fill, Armand el 1845. Els relats tradicionals diuen que es va tornar boig i va morir en un manicomi, però autors recents diuen que tot i que l'hospital on va morir a París, Maison de Santé a Vanves, sí que va tractar els malalts mentals entre altres malalties, no estava "boig" i probablement va morir d'una infecció a la gola, possiblement per diftèria.

## Biografia

### Primers anys: 1803 – 1830

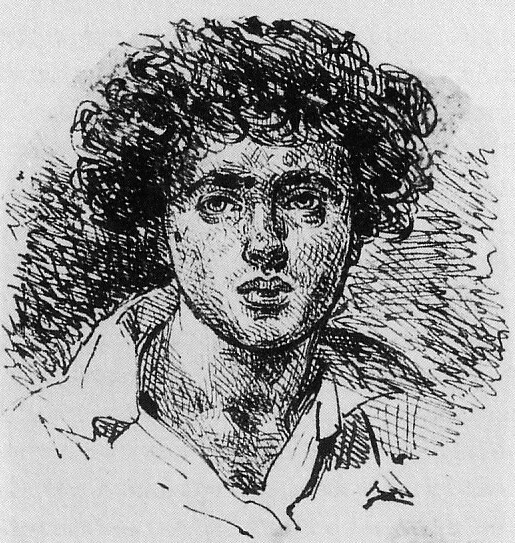
Grandville, Autoretrat (ca. 1820–22), ploma i tinta

Jean Ignace Isidore Gerard, "Grandville", va néixer el 15 de setembre de 1803 a Nancy, Meurthe-et-Moselle, al nord-est de França. Els seus pares l'anomenaven Adolphe, un nom que prové d'un germà gran que havia mort tres mesos abans de néixer Grandville, i un nom que el va seguir durant la resta de la seva vida. El seu pare, Jean-Baptiste Gérard, era un destacat pintor de miniatures. Va heretar el talent del seu pare i va mostrar aptitud per dibuixar a una edat primerenca. Va rebre la seva primera educació artística del seu pare i diversos autors han assenyalat la influència del seu pare en el seu dibuix i composicions denses, fins i tot en la seva obra madura. Un altre pintor de miniatures i litògraf, Léon-André Larue, anomenat Mansion, va ser un parent que va animar Grandville a anar a París i aprendre litografia, inventada feia poc a Alemanya a la dècada de 1790 i que va anar guanyant popularitat ràpidament a París com una alternativa ràpida i barata al gravat i l'aiguafort, per a la producció massiva d'impressions i publicacions il·lustrades. En un període de convulsions socials i polítiques, els diaris il·lustrats de baix cost s'estaven posant de moda, i les oportunitats per als dibuixants i il·lustradors també estaven augmentant entre les editorials i els estudis de litografia de París en aquell moment. Grandville es va sentir atret i influenciat per les impressions satíriques, les caricatures i les il·lustracions (sovint polítiques) que estaven creixent en popularitat a França. Les fonts difereixen l'any i l'edat exactes, però després d'acabar l'escola, ca. 1923 -1825, Grandville es va traslladar a París i va començar a seguir una carrera en il·lustració i litografia. Un relat afirma que la seva primera litografia titulada La Marchande de cerises (El venedor de cireres), va ser publicada a Nancy el 1824 o el 1825.
Els pares de Grandville tenien amics i familiars a París que treballaven al teatre que li van proporcionar feina i connexions des del principi, inclòs un familiar, Frédéric Lemétheyer, que era director d'escena a l'Opéra-Comique. Va començar a utilitzar el seu pseudònim, "Grandville" a París. Derivava de "Gérard de Grandville", el nom artístic dels seus avis paterns quan eren actors i treballaven a la cort de Lorena. El pseudònim Grandville va aparèixer en diverses variacions al llarg de la seva carrera, incloent Jean Ignace Isidore Grandville, Jean-Jacques Granville, Jean de Granville, J. J. Grandville, J. I. I. Grandville i Grandville. Va dibuixar il·lustracions per a baralles de cartes i va treballar amb Hippolyte Lecomte, pintor i escenògraf de ballet a París, per a qui va produir un conjunt de litografies en color Costumes De Théãter el 1826. Aquest conjunt va ser seguit per sèries addicionals que incloïen 12 litografies creades per a l'impressor Langlumé titulades Les Dimanches d'un bourgeois de Paris ou Les tribulations de la petite propriété (Diumenges d'un burgès a París o les Tribulacions de la propietat petita), el 1826. Les col·leccions posteriors van incloure 53 gravats a La Sibylle des salons (La Sibil·la dels Salons) el 1827 i 12 gravats a Titres pour morceaux de musique (Títols per a peces musicals) el 1828.

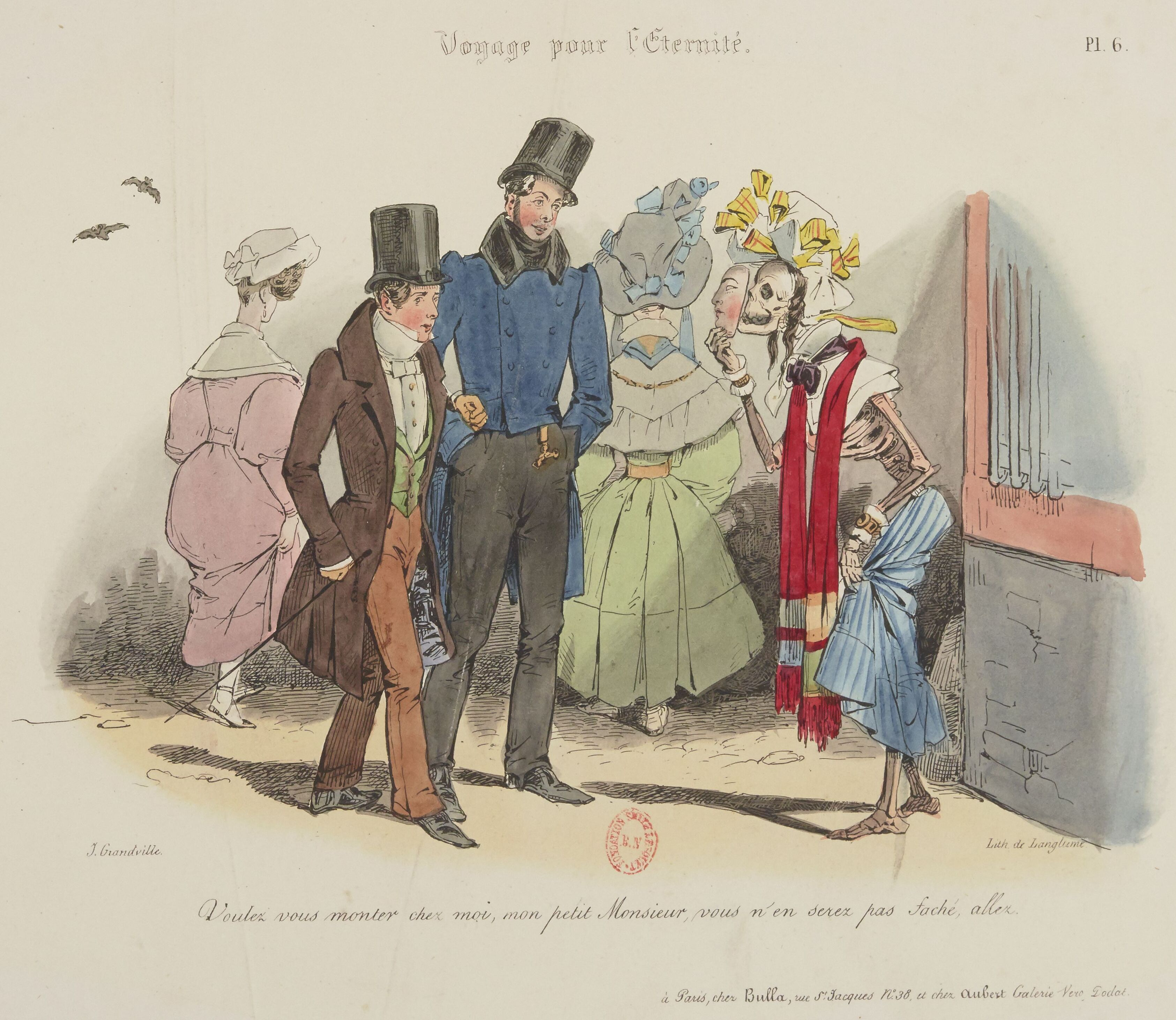
Voyage pour L'éternite, núm. 6: Voleu pujar al meu lloc, senyor meu, no us decebrà! (1830), litografia pintada a mà, al·lusió a la sífilis.

Grandville va viure una vida bohèmia a finals de la dècada de 1820 i principis de la dècada de 1830, llogant una petita habitació al pis superior d'un edifici que es diu que estava ple de bolígrafs i papers on dibuixava incessantment. Es va convertir en un lloc de trobada per a artistes, escriptors, cantants, litògrafs i altres. El pintor Paul Delaroche va ser veí durant aquest període. Alexandre Dumas es trobava entre el medi i més tard va escriure sobre l'època: "Si teníem diners, preníem cervesa. Si no, estàvem contents només de fumar, fer broma i discutir". Grandville va ser descrit com un home baix, de veu suau i prim. Amics com Dumas apreciaven el seu enginy agut, però amagava un caràcter malenconiós, i era molt competitiu. Va ser en aquest període quan va conèixer el carismàtic Charles Philipon, de 28 anys, editor i litògraf del diari La Silhouette.
El primer èxit real de Grandville va ser Les Métamorphoses du jour (Les metamorfosis del dia), un conjunt de 70 litografies en color publicades el 1829. En aquesta sèrie, figures amb cossos humans però els caps de diversos animals, des de peixos fins a elefants, es representen interpretant una comèdia humana, satiritzant de manera perceptiva els burgesos de París i la naturalesa humana en general. Va establir la seva reputació entre el públic i després va ser buscat com a il·lustrador per editorials i publicacions periòdiques. El 1830 va publicar Voyage pour l'éternité (Viatge a l'eternitat), una sèrie de nou litografies en què la mort, en forma d'esquelet vestit de diferents maneres, visita una varietat de parisencs, i finalment es veu liderant triomfalment una desfilada de joves soldats a la seva sort. La impressió es va aturar després de fer-ne poques còpies a causa del tema fosc, que possiblement es va inspirar en la Dansa de la mort de Thomas Rowlandson. No obstant això, va aconseguir guanyar-li més notorietat i l'admiració d'uns quants com Champfleury i Honoré de Balzac.
Les Métamorphoses du jour (1829), litografies en color

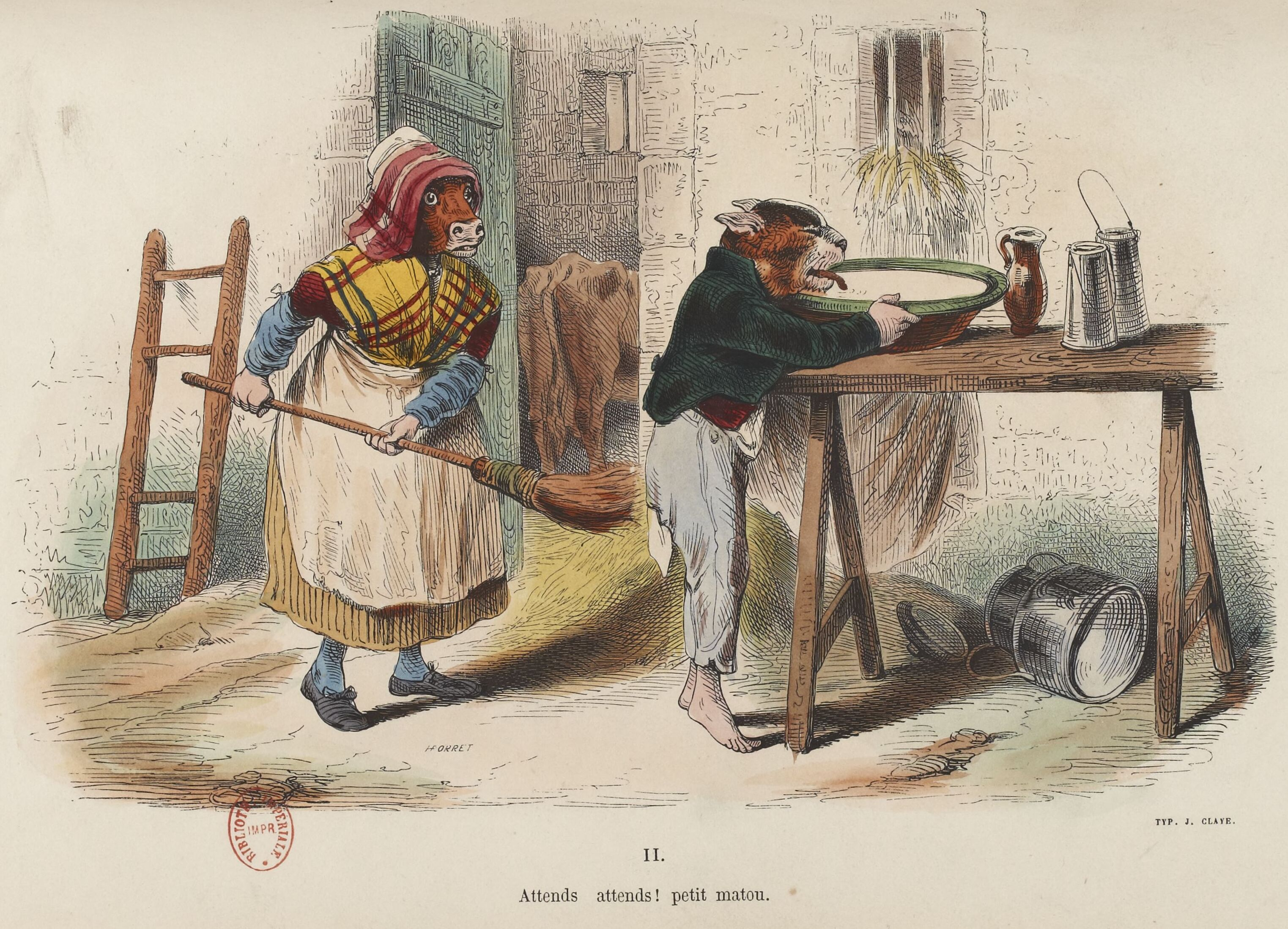
No. 2: Attends Attends! petit matou (Espera Espera! petit gat).
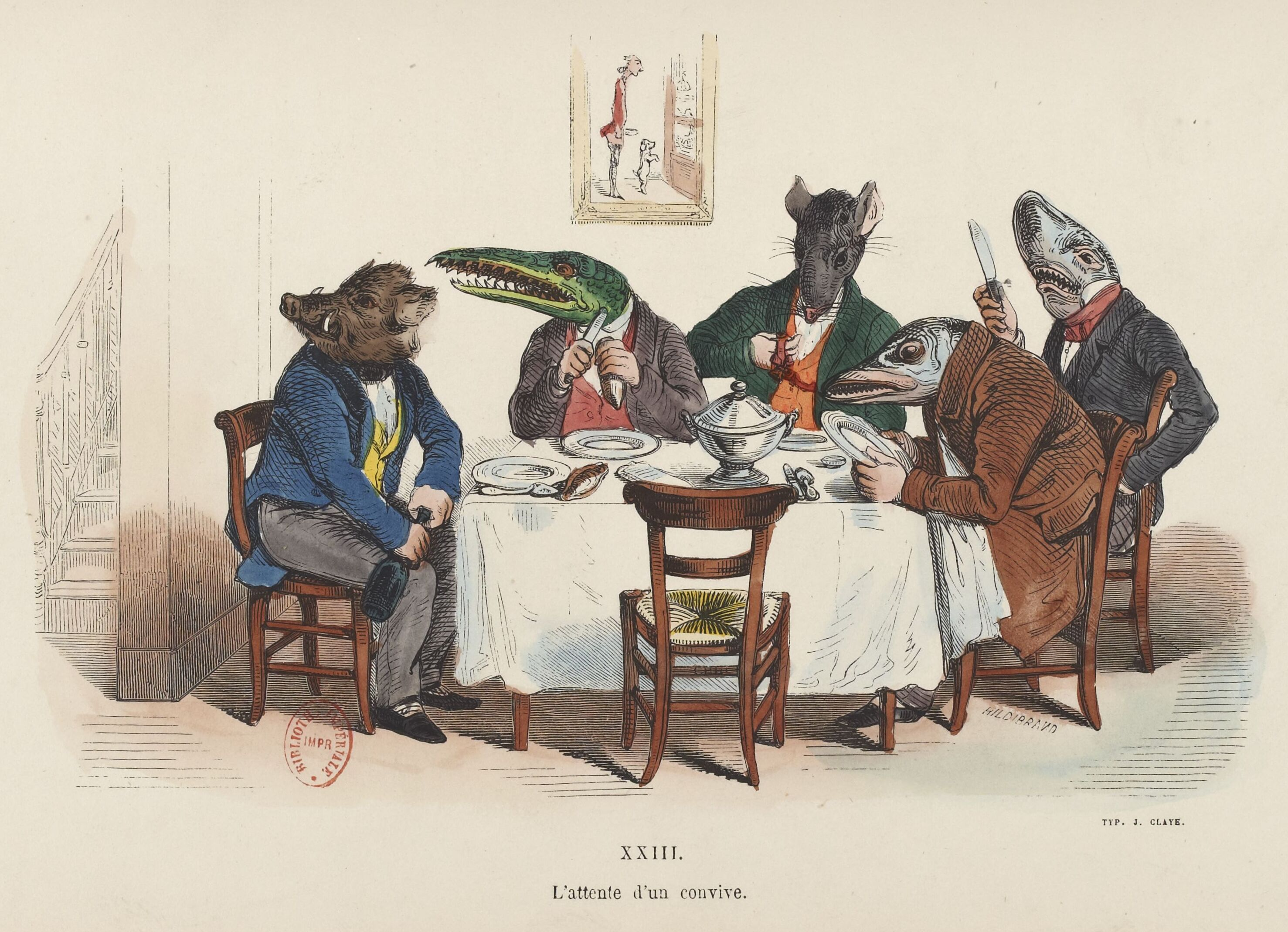
No. 23: L'attente d'un convive (Esperant un convidat)
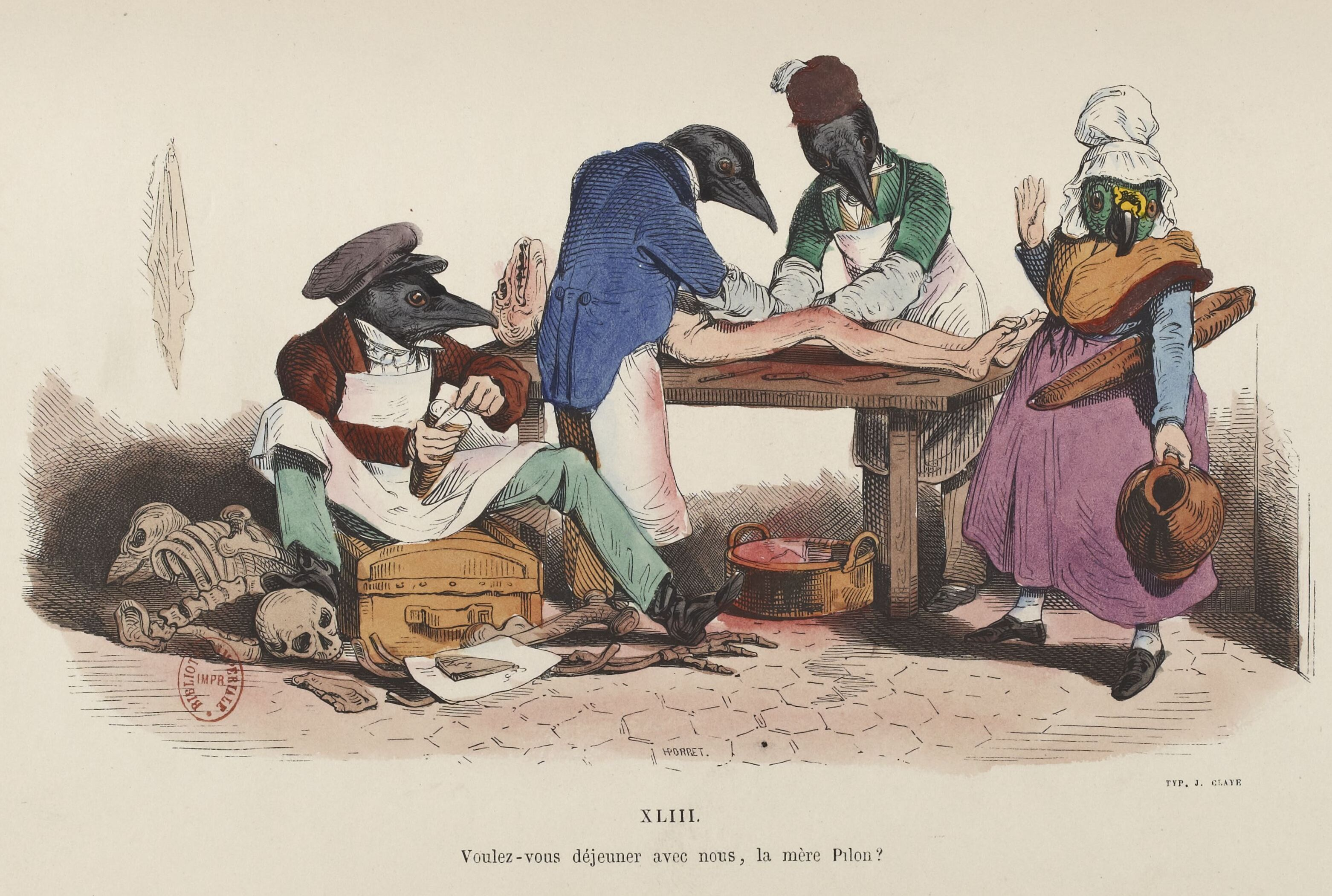
No. 43: Voulez-vous déjeuner avec nous, la mére Pilon? (Voldries dinar amb nosaltres, mare Piló?)
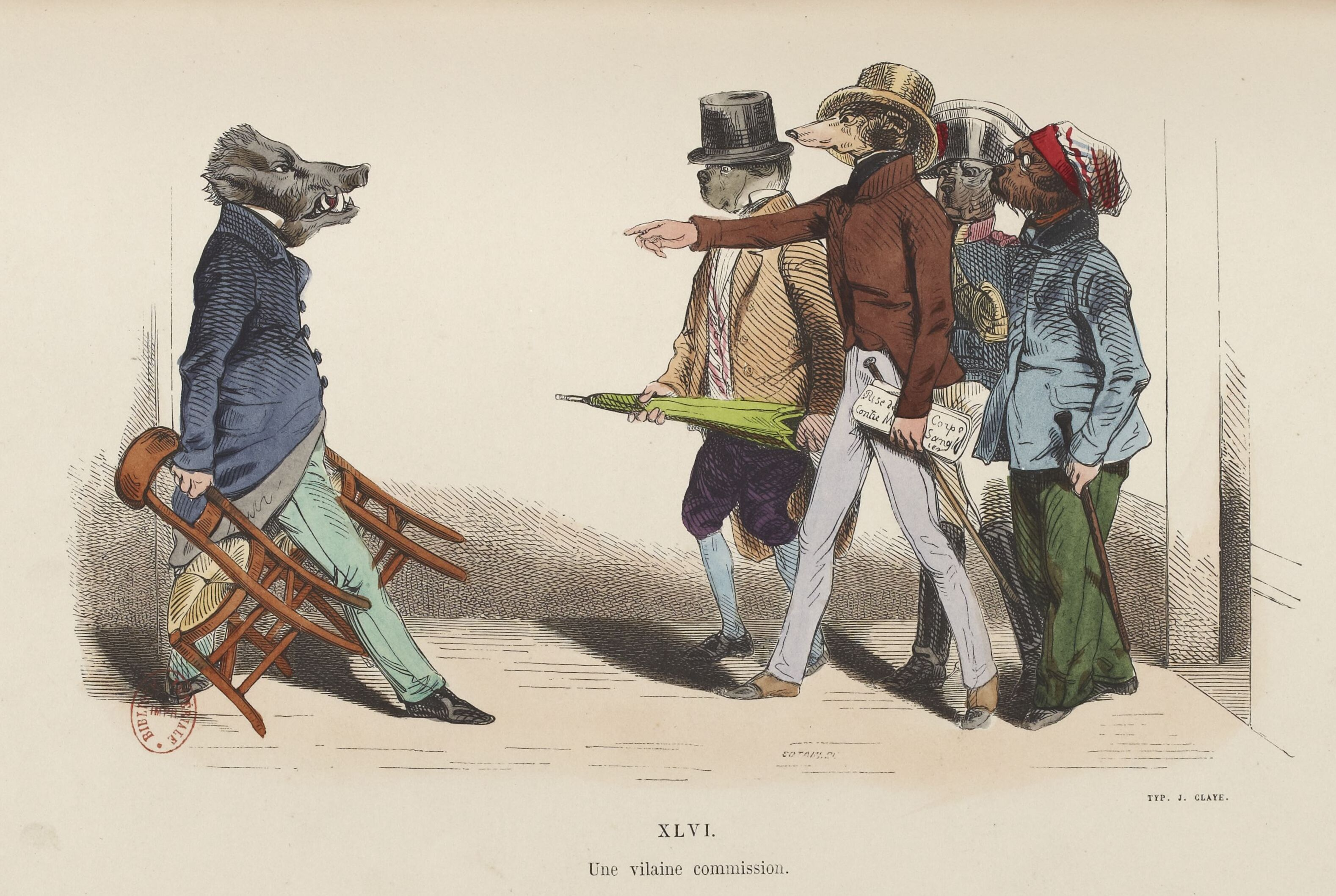
No. 46: Une vilaine commission (Una lletja delegació)
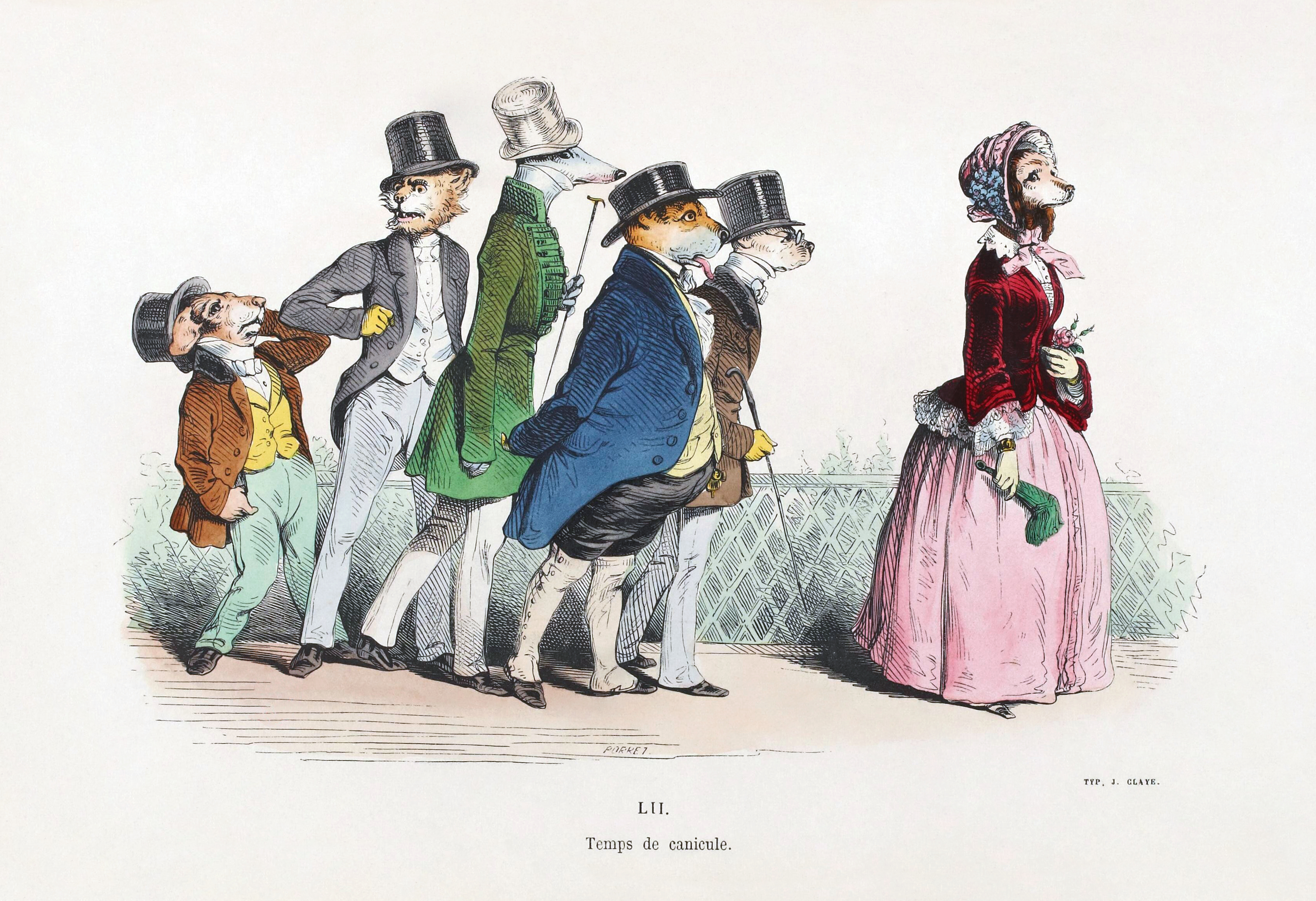
No. 52: Temps de canicule (Temps caloròs)

### La Revolució Francesa de 1830: 1830-1835

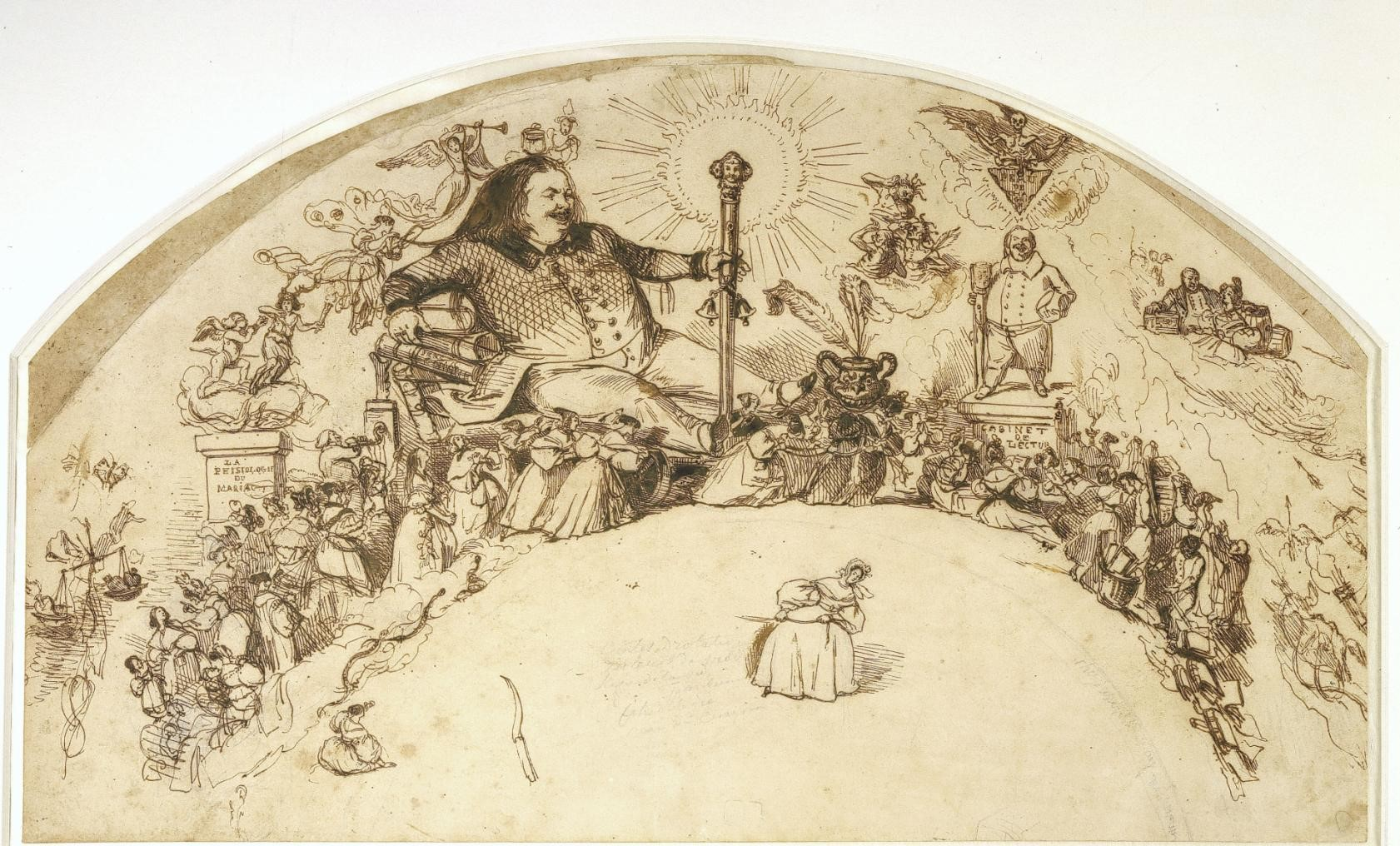
Balzac i els personatges de la comèdia humana. Dibuix a ploma per a un projecte de fans (Maison de Balzac, París).

A la Revolució Francesa de 1830, els "Tres dies gloriosos" (del 27 al 29 de juliol) van veure la classe obrera, republicana i liberal de París lluitant als carrers per enderrocar el monarca Carles X de Borbó, que va ser substituït pel seu cosí més liberal, Lluís Felip I. Aquests mateixos obrers republicans van ser ràpidament marginats a mesura que la burgesia s'apropiava dels guanys socials, econòmics i polítics de la revolució als seus propis fins. Se sap que Alexandre Dumas va lluitar amb els obrers i és possible que Grandville, com altres del seu cercle, també participés en la lluita. En aquesta època comencen a sorgir a París diverses publicacions periòdiques republicanes satíriques, com La Silhouette, Tribune, La Caricature, L'Artiste, Le Charivari, Corsaire, Réformateur, Bon Sens, Populaire, entre d'altres. Aquests diaris sovint eren polítics, provocadors i insistien en la qüestió que els treballadors havien estat fonamentals per portar Lluís Felip al poder, però que ara eren rebutjats per la nova monarquia.
L'èxit de la sèrie litogràfica anterior de Grandville va provocar invitacions per dibuixar caricatures per a aquests diaris. El primer d'ells va ser el diari satíric La Silhouette on el seu amic Charles Philipon treballava com a editor. La litografia de Grandville Apaguem la llum i tornem a encendre el foc! ("la llum" de la Il·lustració i "el foc" de la crema de llibres), criticant la censura de la premsa, va ser publicat el juny de 1830 i ràpidament proscrit pel govern. La Silhouette va tenir una curta durada (desembre de 1829 – gener de 1831), tancant després de les multes i pressions de l'administració. Va ser només un d'una successió de diaris de contingut similar, molts dels quals van tancar sota la pressió del govern i, en alguns casos, els mateixos editors, escriptors i il·lustradors van passar d'un diari a un altre.

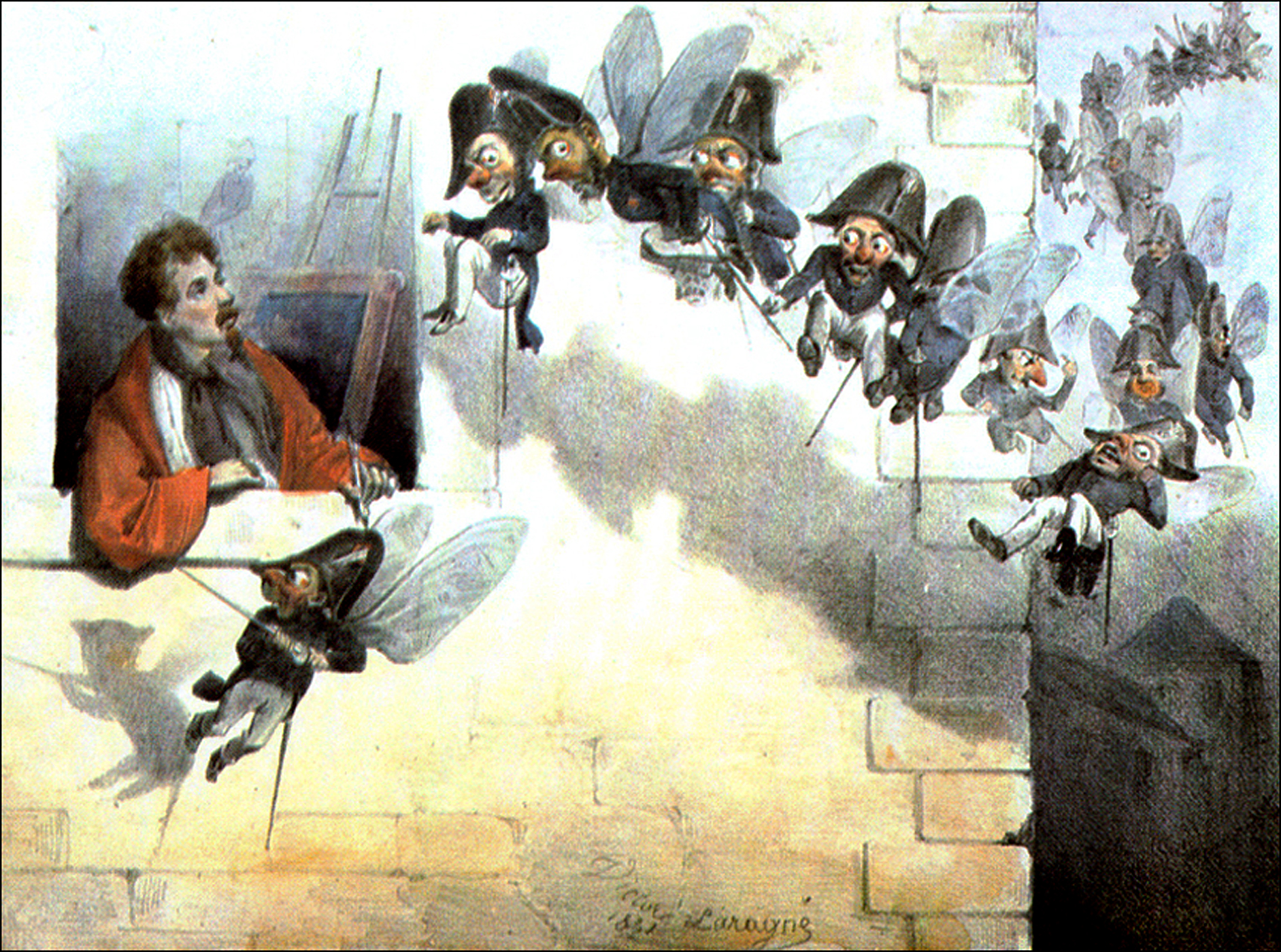
Oh!! Aquestes mosques desagradables!! (c. 1835): Grandville va produir aquesta imatge d'ell mateix en resposta a les amenaces de la policia sobre les seves caricatures.

Abans del tancament de La Silhouette, Charles Philipon i Auguste Audibert van fundar La Caricature el 1830, amb Honoré de Balzac com a editor literari i Grandville, Achille Devéria, Honoré Daumier, Edme Jean Pigal, Auguste Raffet i Charles-Joseph Traviès de Villers com a dibuixants i litògrafs. Com va dir un autor "De 1830 a 1835 Philipon i La Caricature van fer una guerra total contra Louis-Philippe". Com a part d'aquesta "guerra", Grandville va dissenyar nombroses impressions, incloses litografies de diverses parts publicades durant un període de setmanes que els col·leccionistes podien reunir en una sola, per exemple, les set parts Grande Croisade contre la Liberté (La gran croada contra la llibertat) i La Chasse à la Liberté (La cacera de la llibertat). Aquests atacs a la monarquia es van prendre seriosament i no van ser exempts de conseqüències. El règim de Lluís Felip va confiscar diaris, va imposar multes i va enviar a la presó editors, escriptors i il·lustradors. Daumier va ser multat amb 500 francs i va passar sis mesos a la presó el 1832. Charles Philipon va rebre multes encara més grans i condemnes de presó més llargues com altres editors. Grandville va patir assetjament persistent per part de la policia, inclosos escorcolls, i un incident descrit com un atracament al seu propi edifici per part de policies matons, frustrat per un veí que els va enfrontar amb pistoles. Es diu que va estar profundament angoixat per aquests esdeveniments. Grandville va presentar càrrecs criminals afirmant que la policia havia entrat a la seva residència per la força, i més tard va publicar una litografia Oh!! Les vilaines mouches! ! Philipon va organitzar L'Association Mensuelle lithographique que va oferir impressions petites als seus membres a principis de la dècada de 1830. Grandville va produir més de la meitat de les impressions, amb els guanys per pagar les multes del diari.

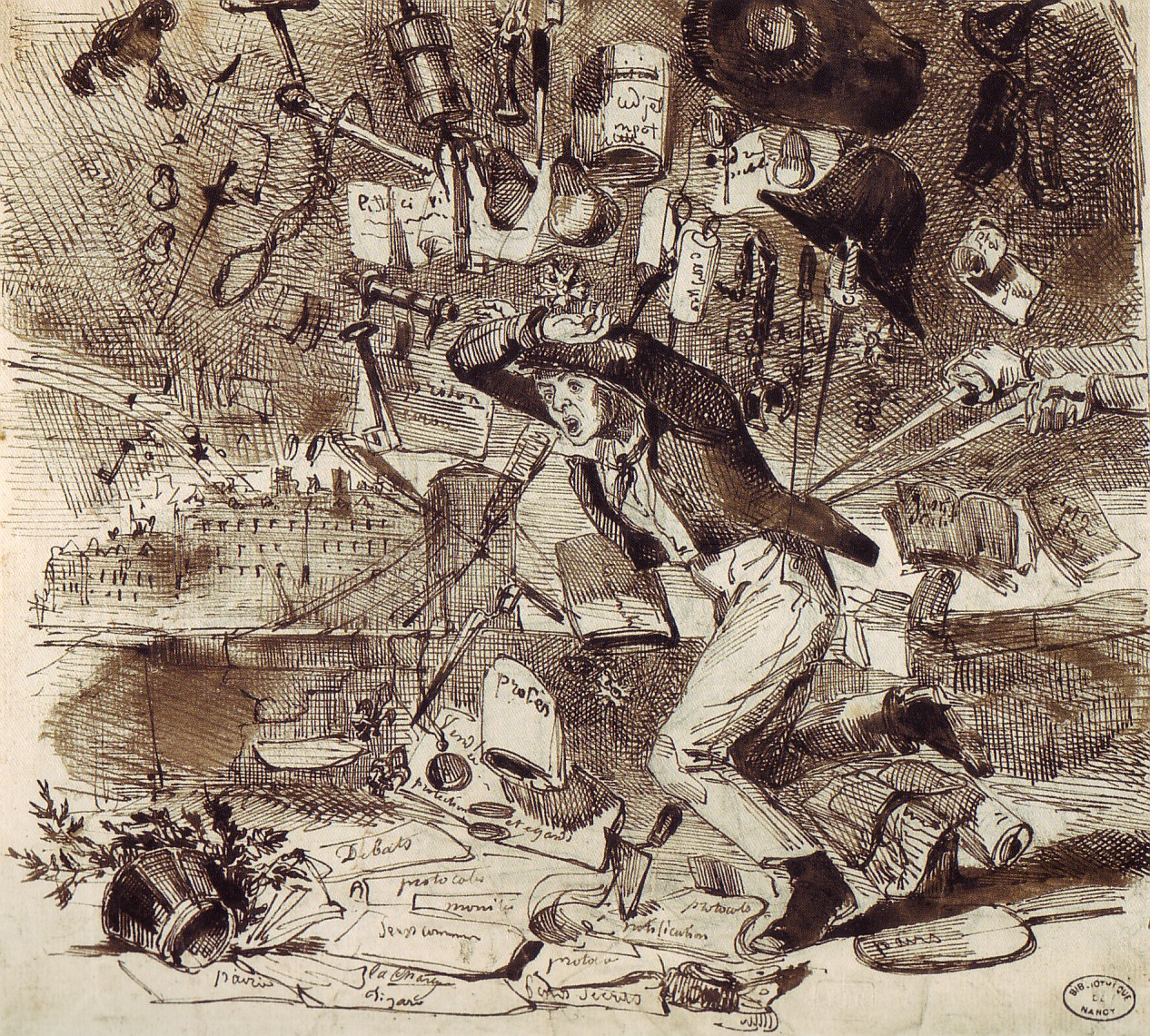
Regals de Cap d'Any per al Poble (1833), ploma i tinta

Quan La Caricature s'enfonsava, Philipon va llançar una altra revisió, Le Charivari el 1832, en què els atacs polítics eren més subtils, oblics i velats i els dibuixos sovint abordaven una sàtira social més àmplia, menys política. Grandville, Philipon i Daumier, van aconseguir un nivell de celebritat entre les faccions del públic, tant per la seva desafiant oposició com per les seves caricatures. Els seus dibuixos polítics van gaudir d'una gran popularitat entre el públic i molts els tenien en una gran estima. Editors i directors com Edouard Charton de Le magasin pittoresque, van donar a Grandville la llibertat d'escollir els seus propis temes i crear les seves imatges.
El negoci de la caricatura era financerament tènue. Els diaris normalment pagaven el dibuixant i l'artista es consideraven afortunats de rebre un contracte per dibuixar de manera regular. Grandville havia fet les seves litografies anteriors ell mateix, però després de començar a produir caricatures per a les publicacions periòdiques cap al 1831, i les seves il·lustracions de llibres posteriors, normalment lliurava els seus dibuixos originals a editors que feien que litògrafs i gravadors de xilografia copiessin les seves imatges per imprimir-les. El color l'afegien els estudis de coloristes, gairebé sempre dones, que aplicaven l'aquarel·la o el guaix a mà, seguint les notes facilitades pels artistes.
L'"atemptat Fieschi", un intent d'assassinat infructuós del rei Lluís Felip es va produir el 28 de juliol de 1835, el cinquè aniversari de la Revolució de Juliol. Aviat van seguir les lleis de setembre, amb censura de la premsa i condemnes de presó significativament més llargues per publicar crítiques al rei i a la seva administració. Les caricatures requerien l'aprovació del govern abans de ser publicades i es va prohibir a la premsa informar sobre els judicis que involucraven a la premsa.
Litografies polítiques (1830-1835)

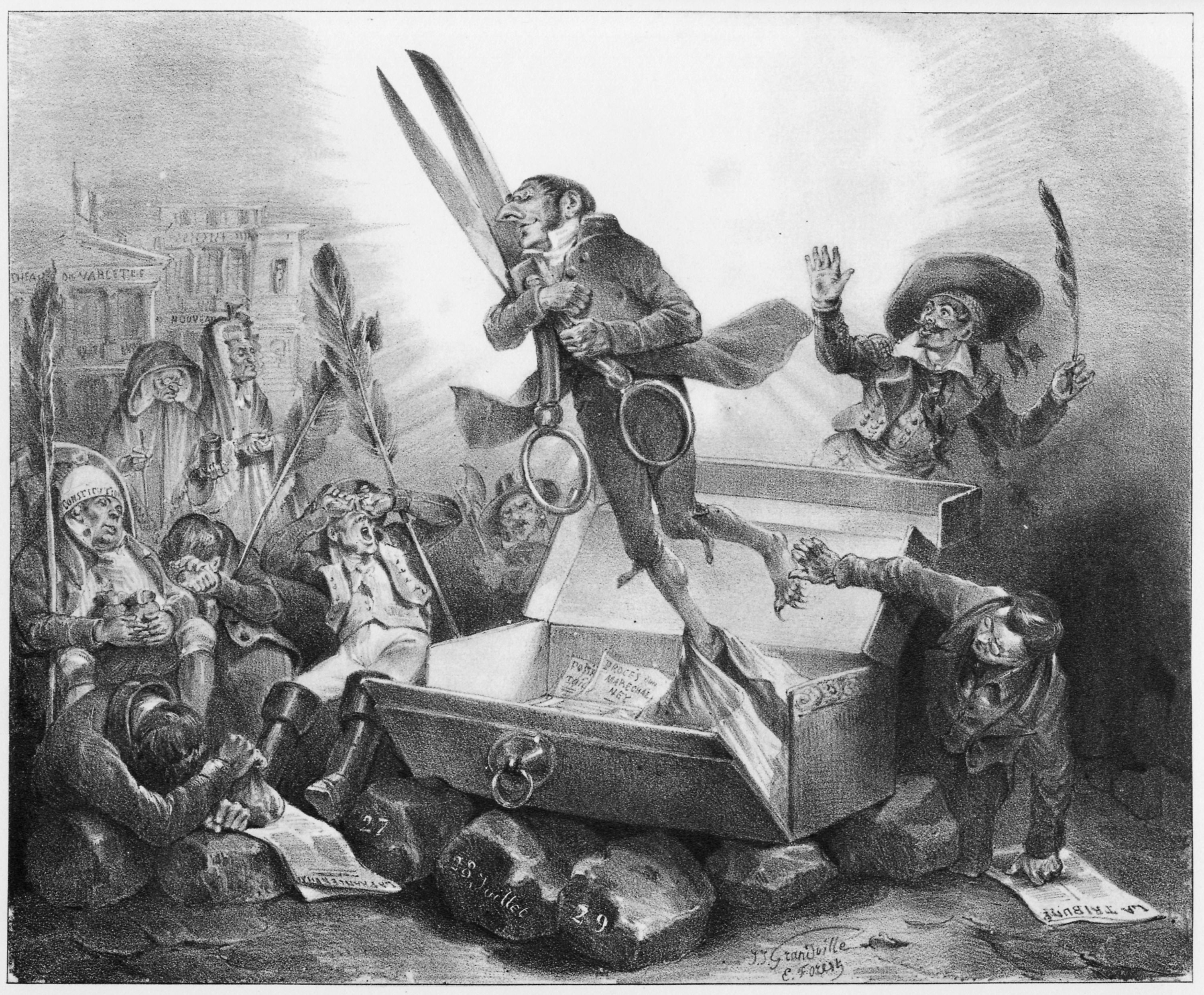
Resurrecció de la censura (1832), La Caricature, núm. 62, 21,7 x 26,5 cm..
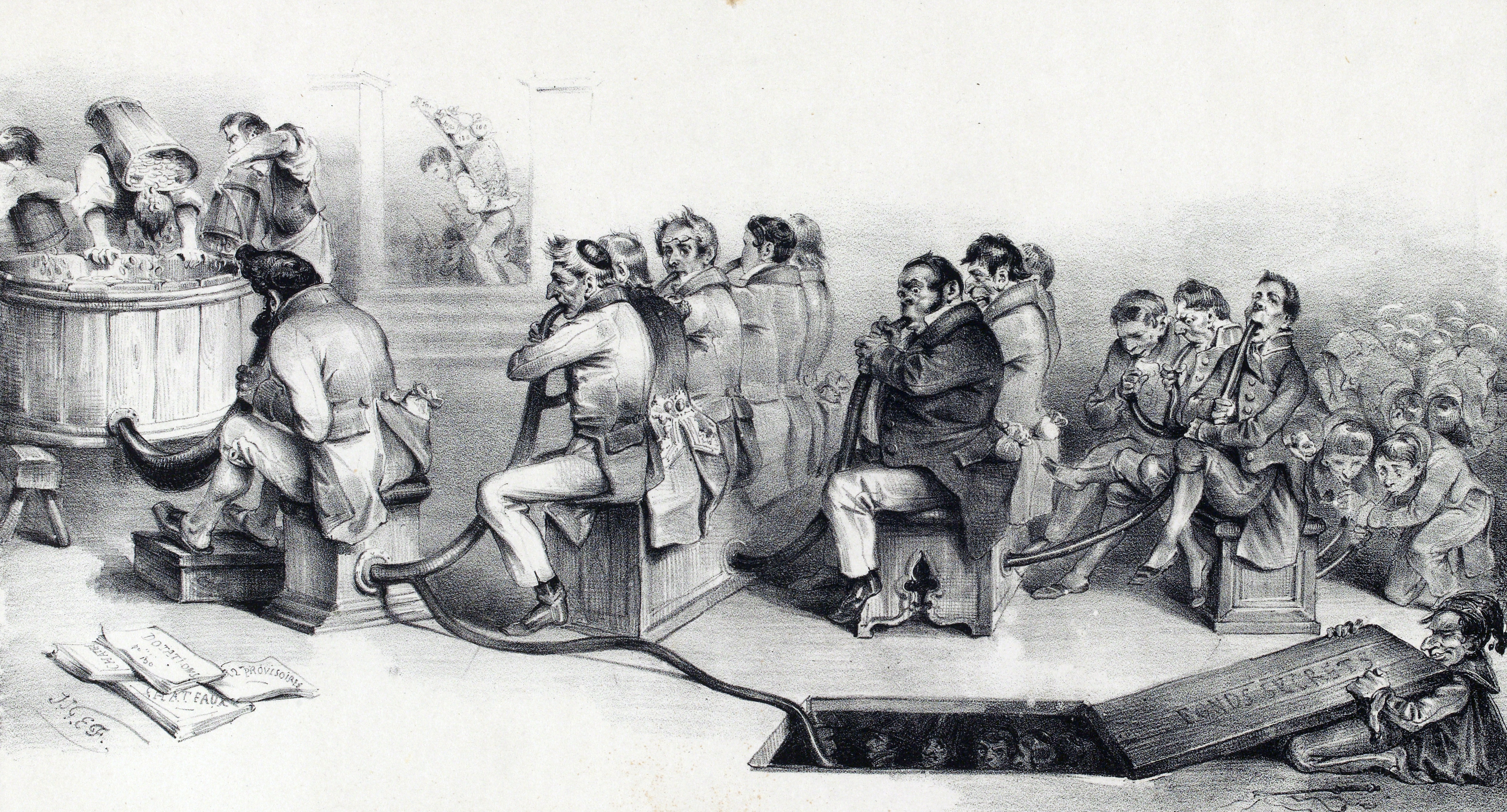
Digestió del Pressupost: Treball administratiu, polític, moral i sobretot econòmic (1832), La Caricature, núm. 82, 16,7 x 31 cm.
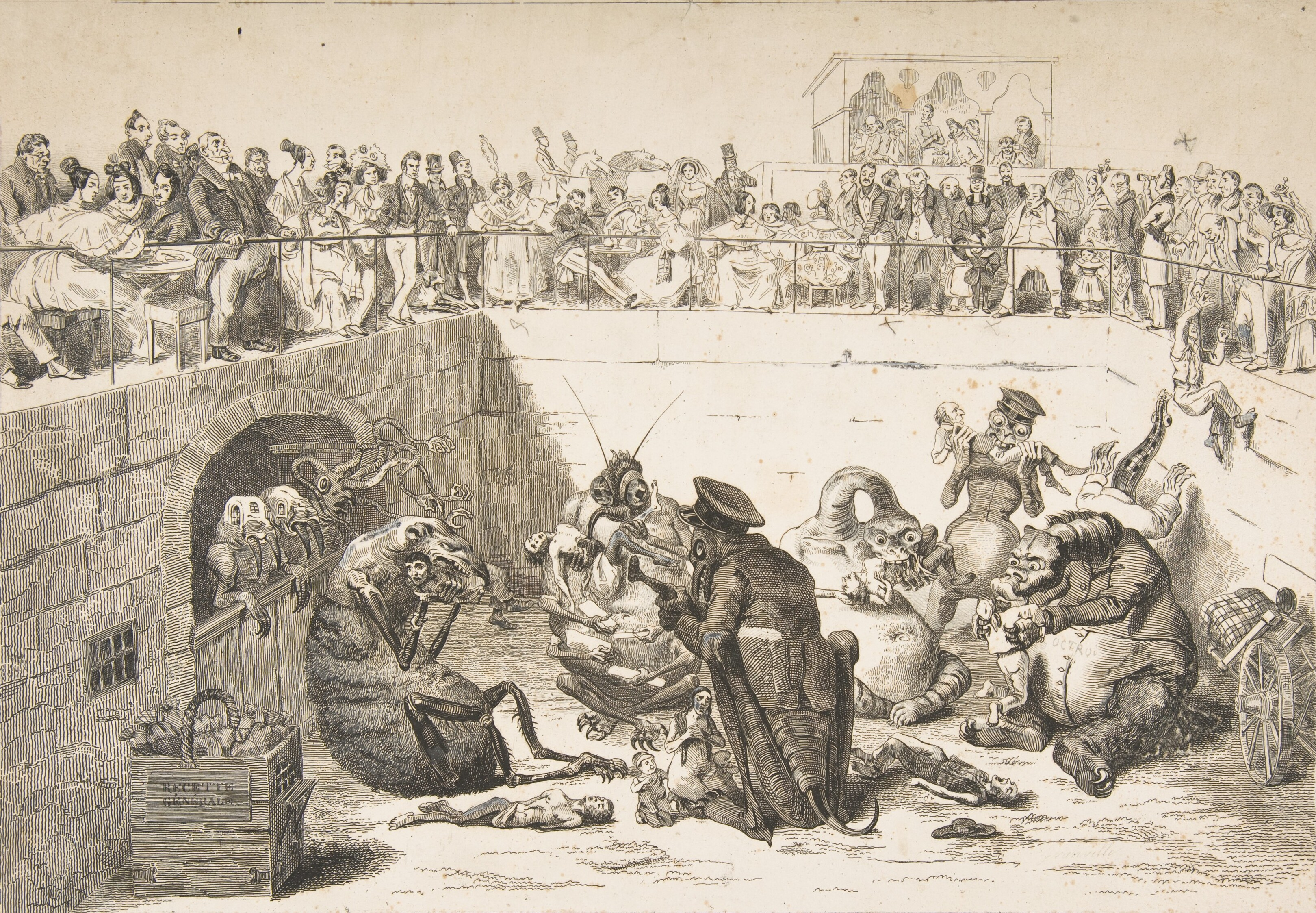
El poble lliurat al vampir Taxes (1833), L'Association Mensuelle núm. 10, 23,4 x 33,7 cm.
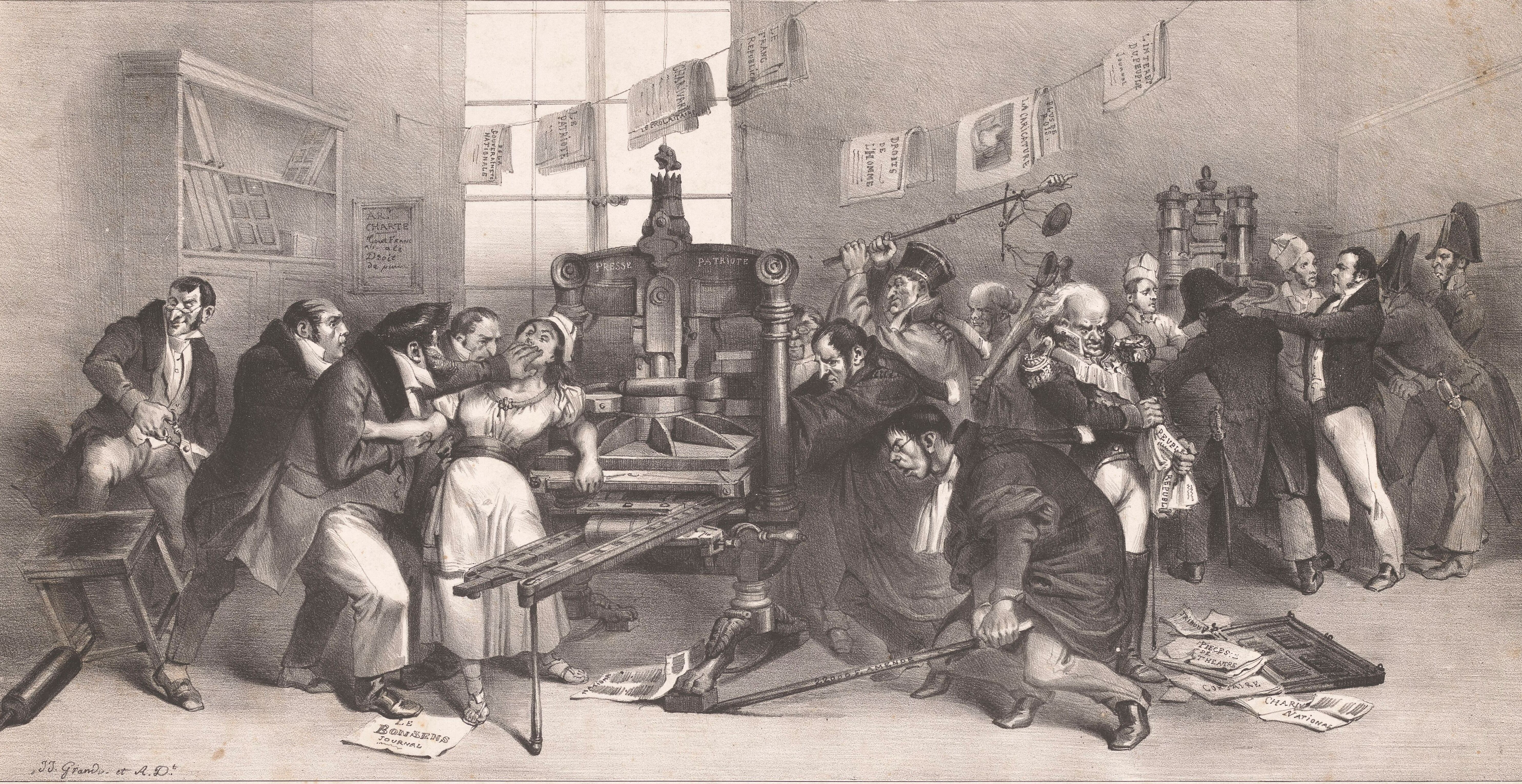
L'atac del govern francès a la llibertat de la impremta (1833), La Caricature, 35,4 x 53,3 cm.
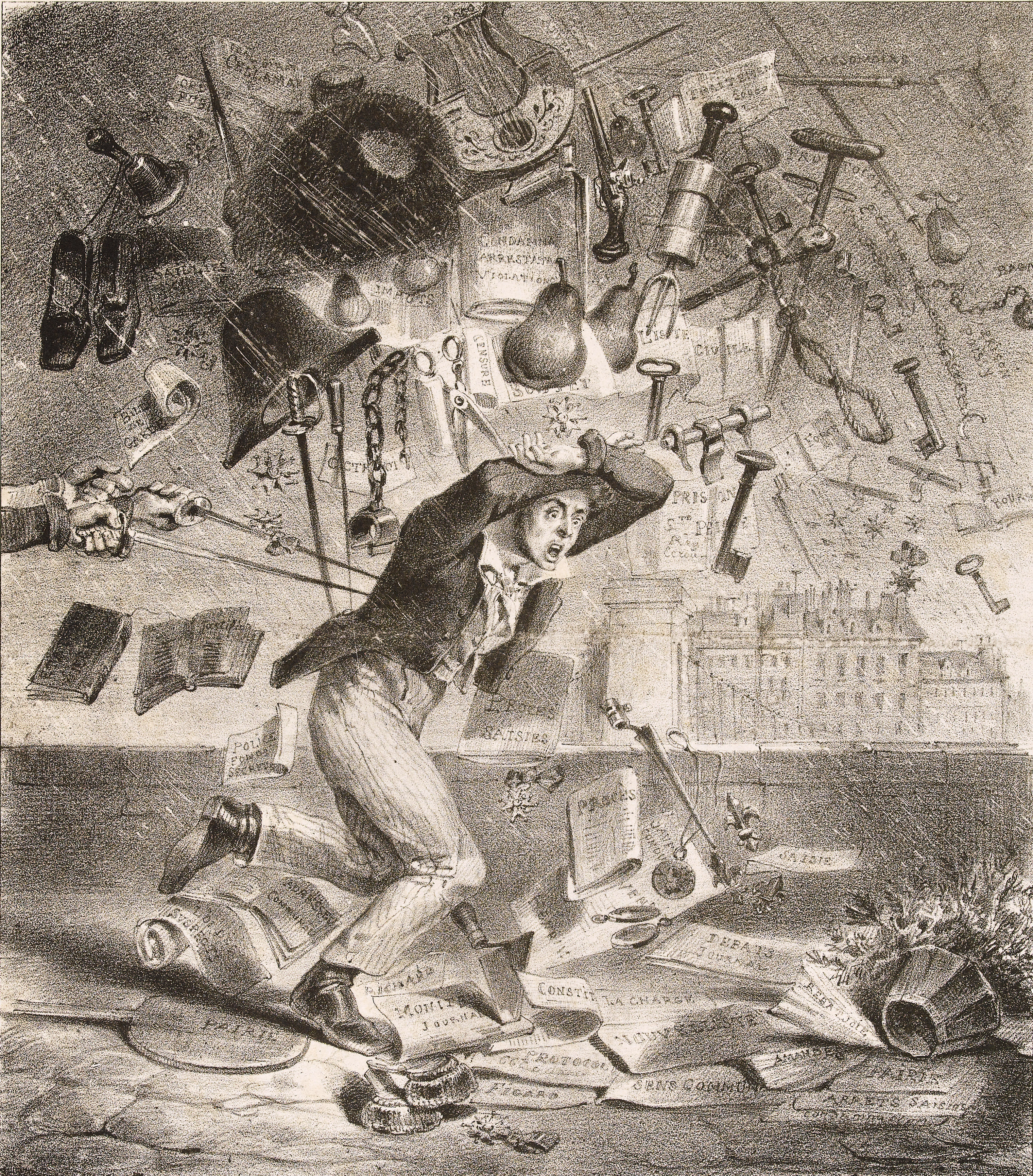
Regals al poble (1833), La Caricature, núm. 113, 23,4 x 20,4.

### Carrera posterior: 1836 – 1847

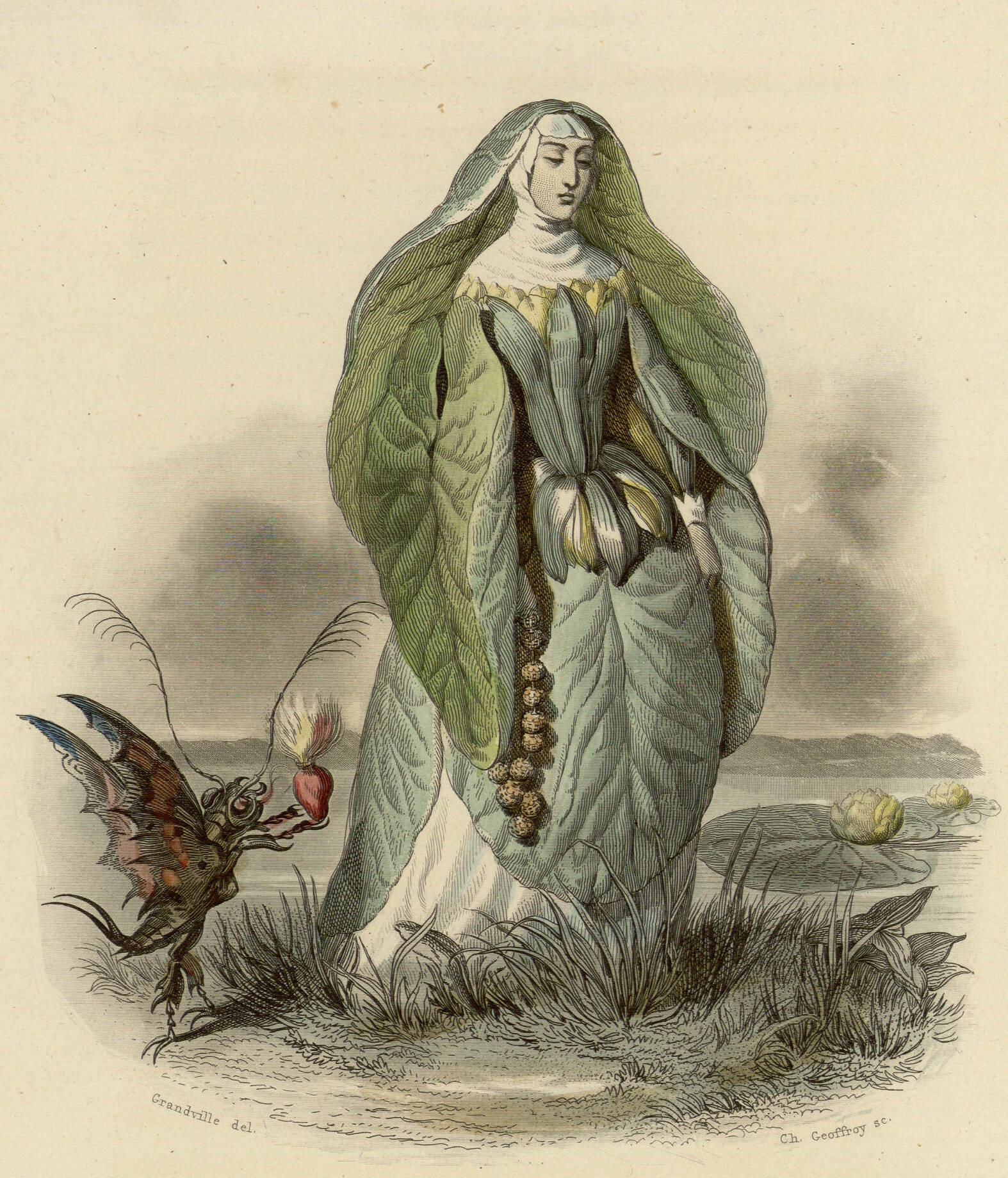
Nenúfar (1846), de Les fleurs animées (Flors animades o flors personificades)

A l'esclat de la revolució de juliol de 1830, Grandville era un solter de 26 anys que vivia una vida bohèmia. Quan es van aprovar les lleis de setembre el 1835, era un marit de 31 anys i un pare. Va deixar de produir dibuixos polítics després de les lleis de setembre i es va dedicar a il·lustrar llibres. S'ha postulat que estava alleujat i fins i tot feliç de deixar enrere la política i l'assetjament policial en aquest moment de la seva vida. El juliol de 1833 es va casar amb una cosina de Nancy, Marguerite Henriette Fischer i la parella mantenia un pis a prop del seu estudi, i va llogar una casa als afores de la ciutat. El 1834 va néixer el seu primer fill Ferdinand. Un segon fill, Henri, va néixer a la tardor de 1838, però la tragèdia aviat va colpejar la família. Es diu que la salut de Marguerite va decaure amb cada naixement i Ferdinand va morir de meningitis més o menys quan va néixer Henri. El 1841, Henri es va morir amb un tros de pa mentre els seus pares miraven impotents. Un tercer fill, Georges, va néixer el juliol de 1842, però Marguerite va morir de peritonitis més tard aquell mes. Grandville es va tornar a casar l'octubre de 1843 amb Catherine Marceline Lhuillier (1819-1888), que va ser mare del seu quart fill Armand, nascut el 1845. Una font afirma que des del seu llit de mort, la seva primera esposa Marguerite, va participar en la selecció de Catherine com a segona esposa del seu marit i madrastra del seu fill.
La primera tasca important en il·lustració de llibres que va emprendre Grandville va ser un volum de lletres de cançons del popular compositor francès Pierre-Jean de Béranger, publicat per primera vegada amb 38 gravats en fusta el 1835, i una edició ampliada amb 100 gravats el 1837. Després d'això hi van haver diversos volums de literatura clàssica, com ara Faules de La Fontaine, Robinson Crusoe de Defoe, Els viatges de Gulliver de Swift, Decameró de Boccaccio i El Quixot de Cervantes. Tot i que les seves il·lustracions per a la prosa clàssica inclouen algunes il·lustracions fines, encara que convencionals, no li van oferir l'oportunitat de donar aire lliure a la seva imaginació. Tenia una major afinitat per la literatura infantil, que mostra en la seva il·lustració per a Faules de La Fontaine, i més tard les Faules de Lavalette i Florian, col·lectivament situant-se entre les seves millors obres. Va fer una sèrie de dibuixos per a La Caputxeta Vermella de Perrault, però aquests no es van publicar. Grandville va adaptar i perfeccionar el seu estil passant de caricatures a il·lustracions de llibres, cosa que coincidia amb l'evolució de la tecnologia d'impressió i un canvi de la litografia al gravat en fusta. Anteriorment, les il·lustracions s'imprimien normalment en pàgines separades que s'inserien al text. Amb gravats en fusta tallats a l'extrem, es podia aconseguir un gran detall del gra dur dels blocs de fusta, que després es podien col·locar amb els blocs tipogràfics i imprimir-los a la mateixa pàgina amb el text, reduint el cost i augmentant la velocitat i la qualitat del textos il·lustrats.
Il·lustracions de llibres (després de 1836) gravats en fusta

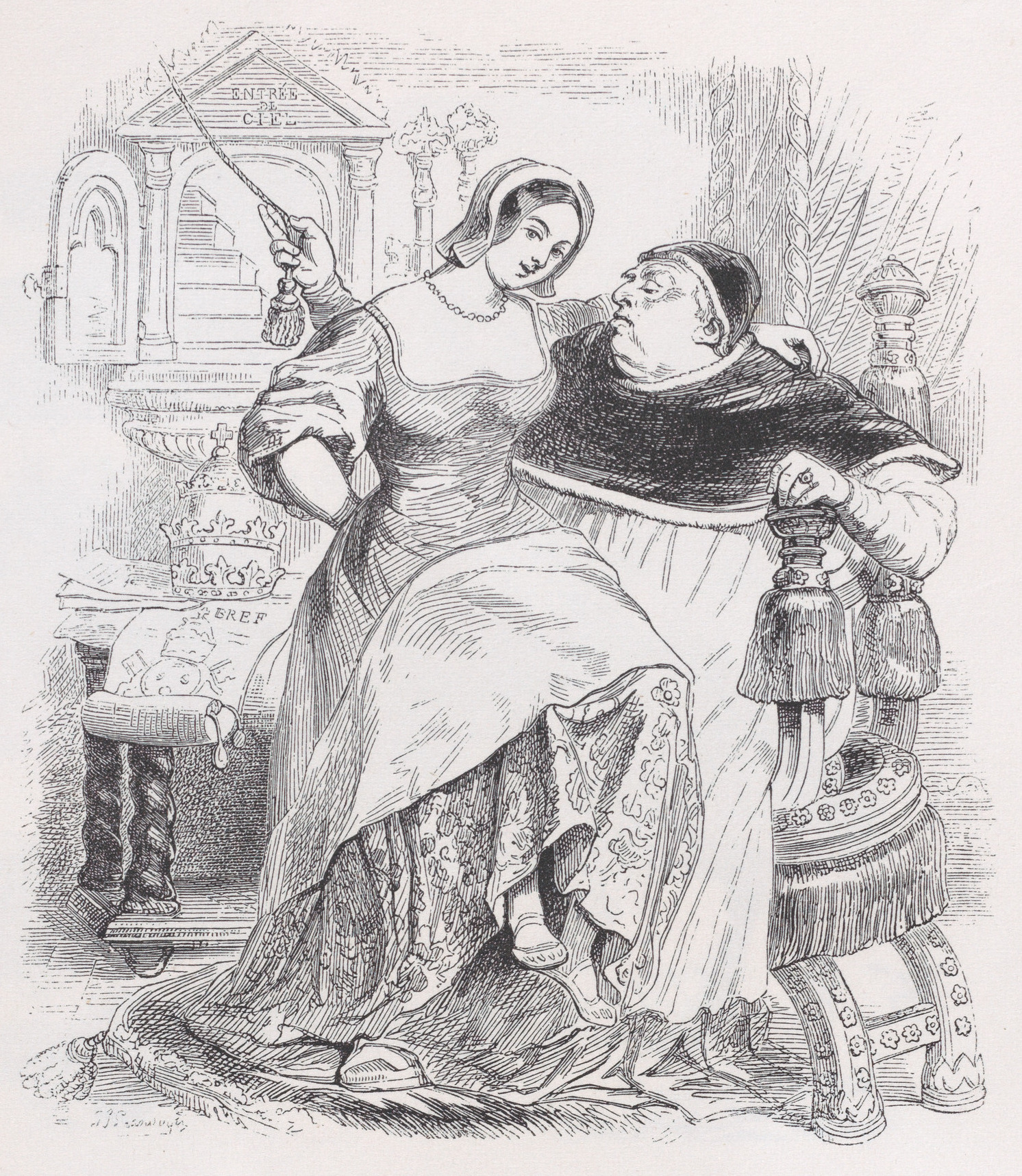
El bon papa, obres completes de Béranger (1836)
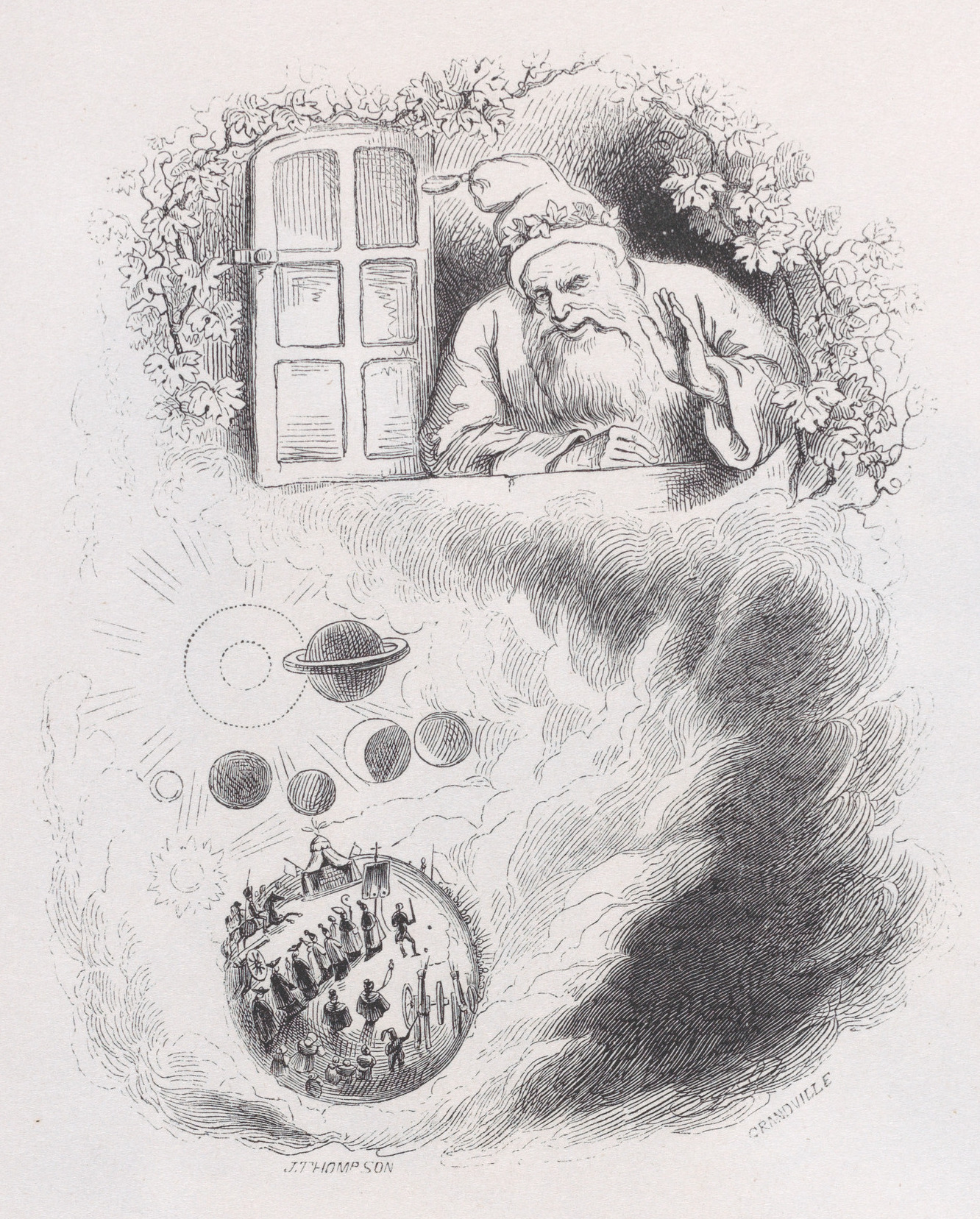
El bon Déu, obres completes de Béranger (1836)
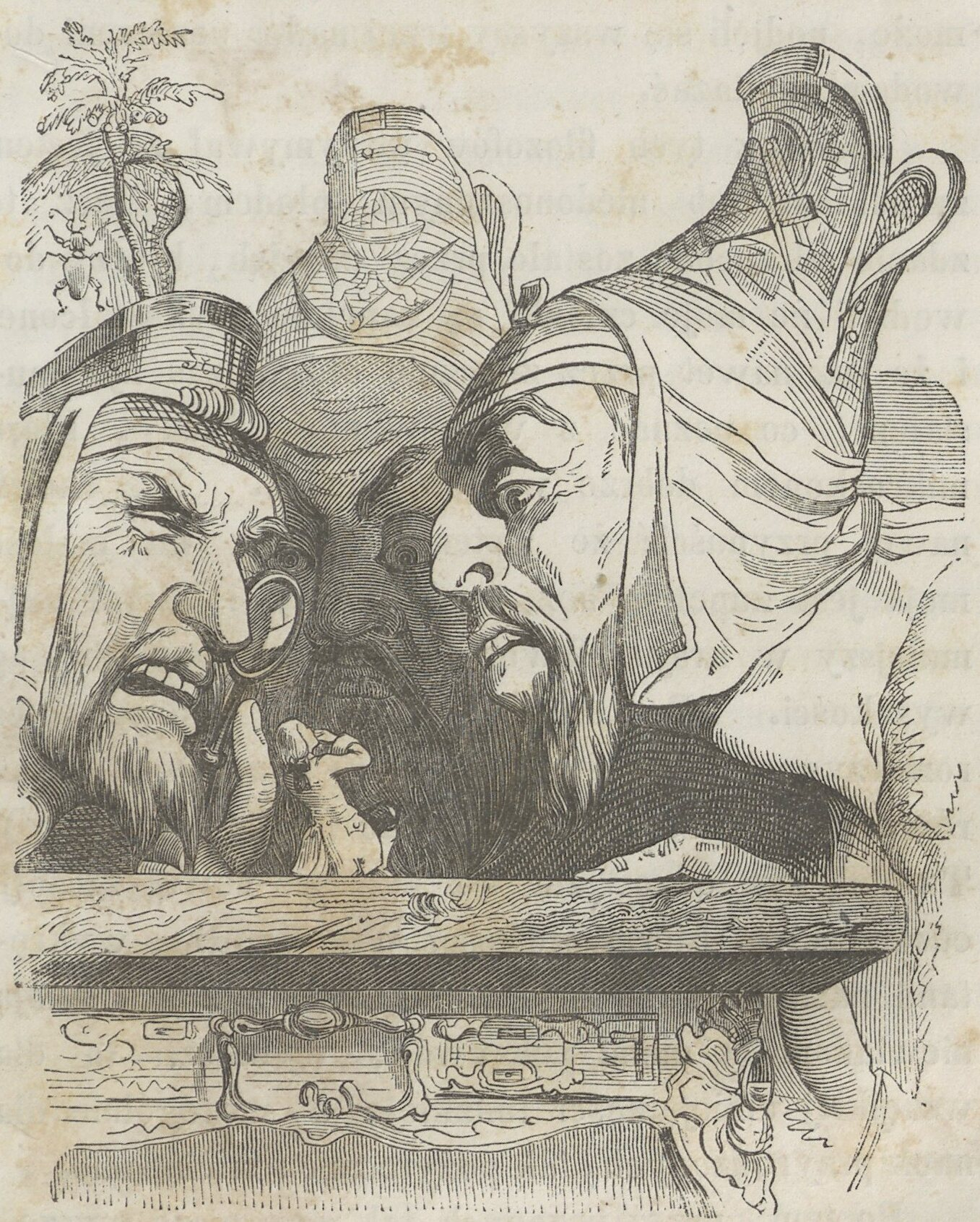
Els gegants miren Gulliver, Els viatges de Gulliver (1838)
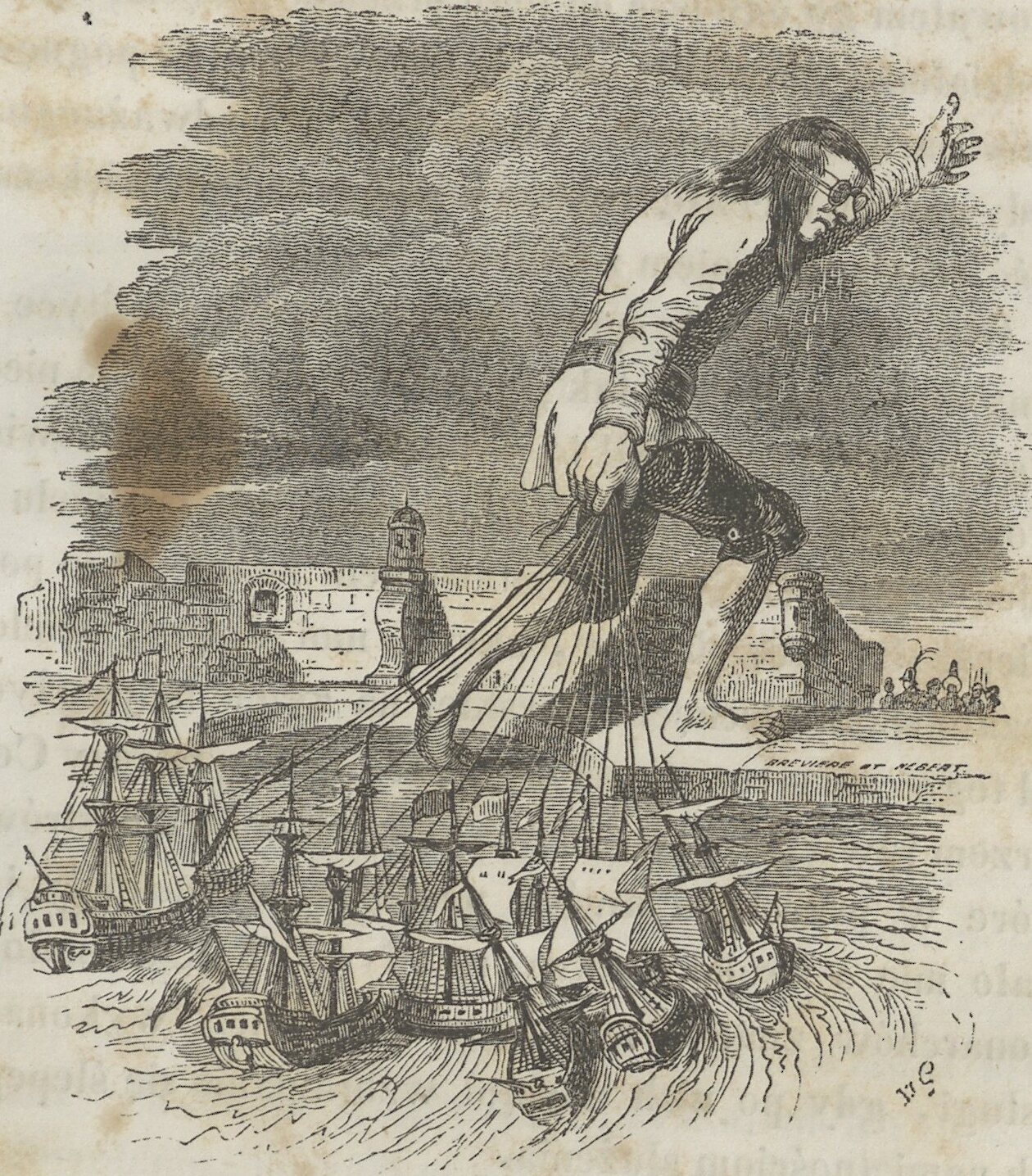
Gulliver tirant de la flota, Els viatges de Gulliver (1838)
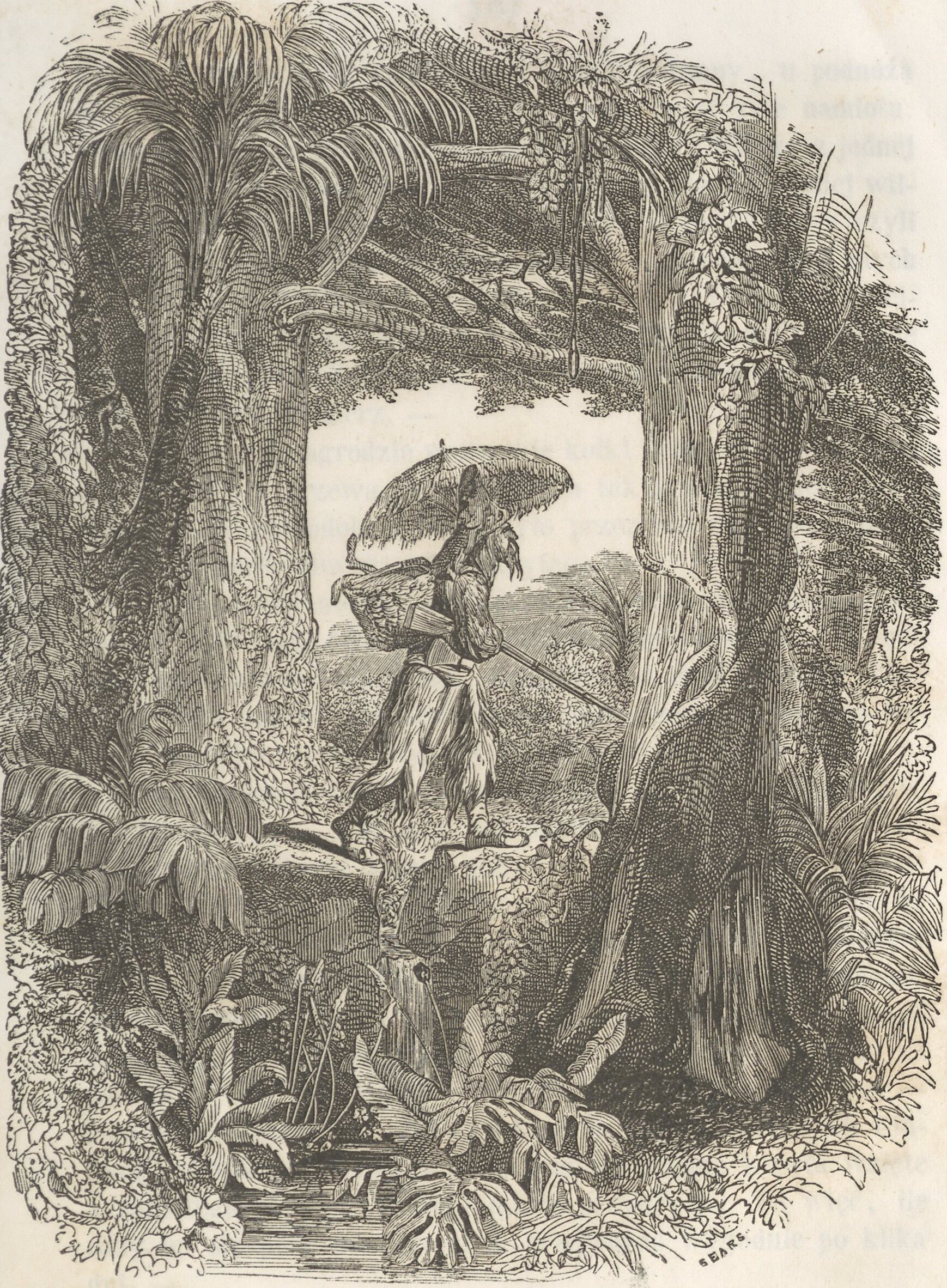
El meu viatge va començar, Robinson Crusoe (1840)
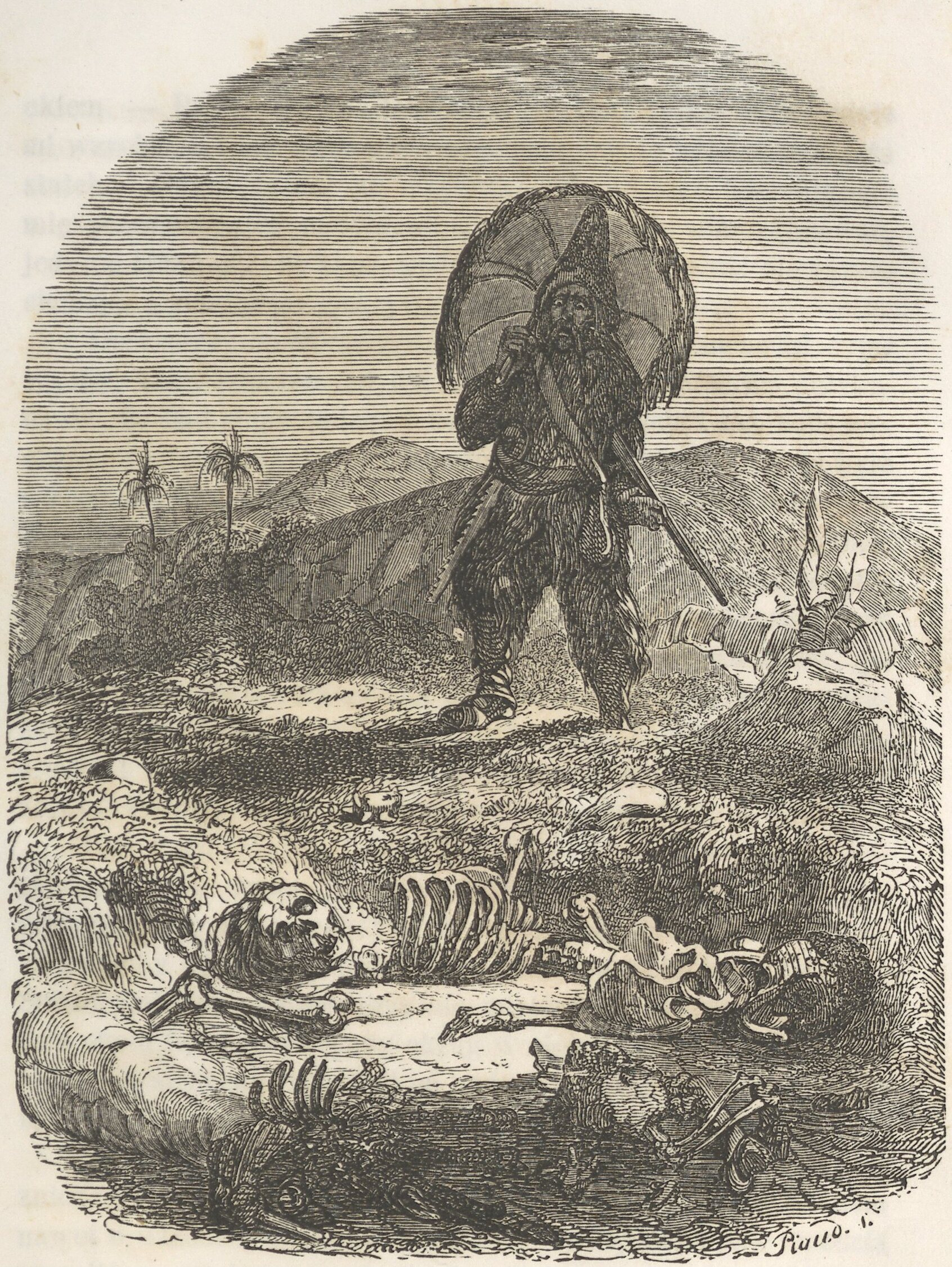
Al peu del turó, Robinson Crusoe (1840)
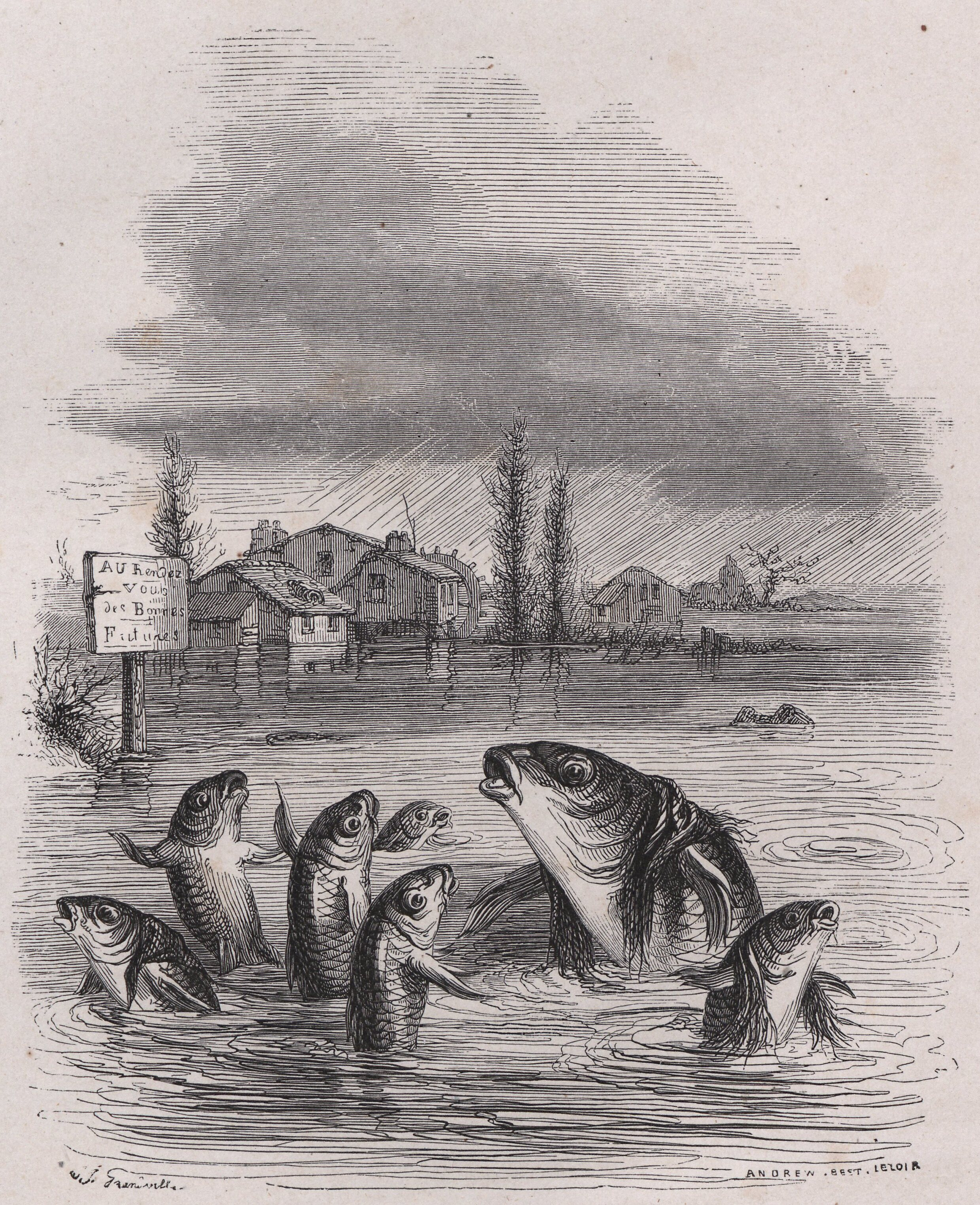
La carpa i els carpillons, Faules de Florian (1842)
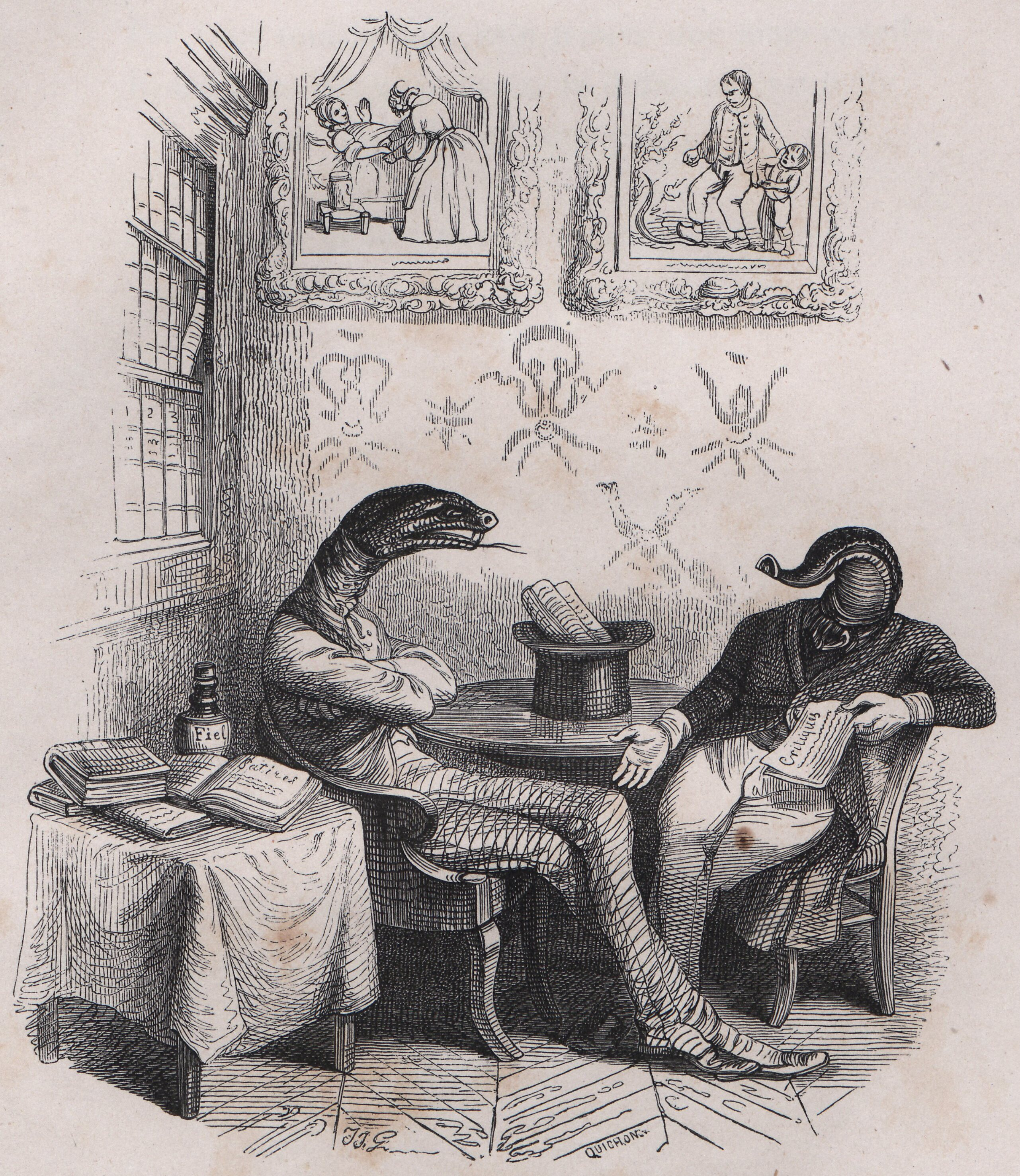
L'escurçó i la sangonera, Faules de Florian (1842)
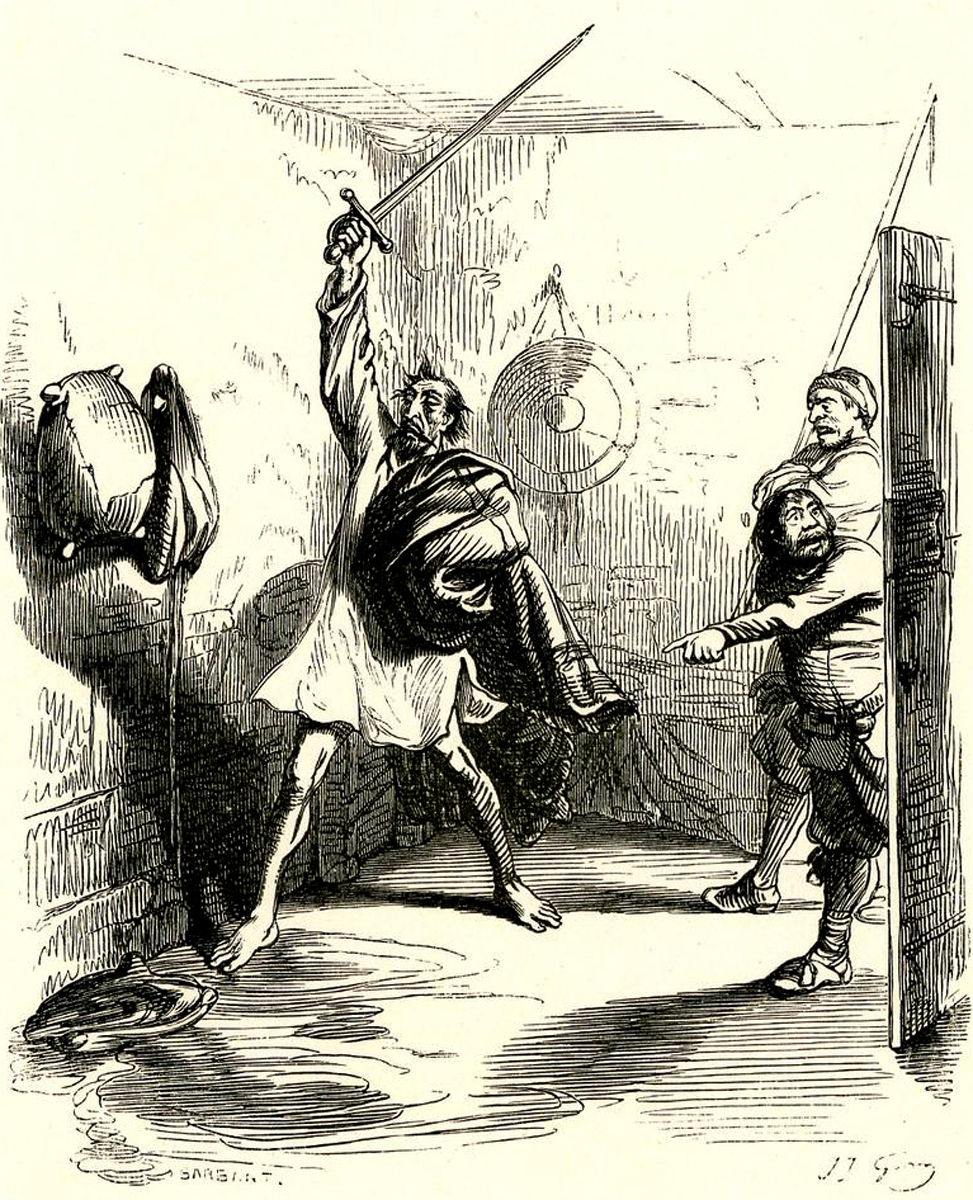
La lluita del Quixot amb els odres del vi negre (1847)

A principis de la dècada de 1840, Grandville il·lustrava cada cop més llibres centrats al voltant de les seves imatges. Treballant en col·laboració amb editors i escriptors parisencs contemporanis, de vegades se li va donar la recuperació lliure de la seva imaginació i de les imatges. Produïa aproximadament un llibre a l'any, el seu nom apareixia sovint davant dels autors a la portada, on les seves il·lustracions eren tan importants com el text, si no el focus principal del llibre. No és d'estranyar que algunes de les seves millors obres i la que avui se'l recorda millor van aparèixer en aquest període. La majoria dels autors amb els quals va treballar tenien algunes connexions o antecedents passats amb la premsa radical de principis de la dècada de 1830. El primer va ser Scènes de la vie privée et publique des animaux (Escenes de la vida privada i pública dels animals), una recopilació satírica d'articles i contes, publicat per primera vegada en forma de sèrie durant un parell d'anys, després en dos volums. el 1842, amb 320 gravats en fusta de Grandville. Diversos autors van contribuir als llibres, com Honoré de Balzac, Louis-François L'Héritier, Alfred de Musset, Paul de Musset, Charles Nodier i Louis Viardot.

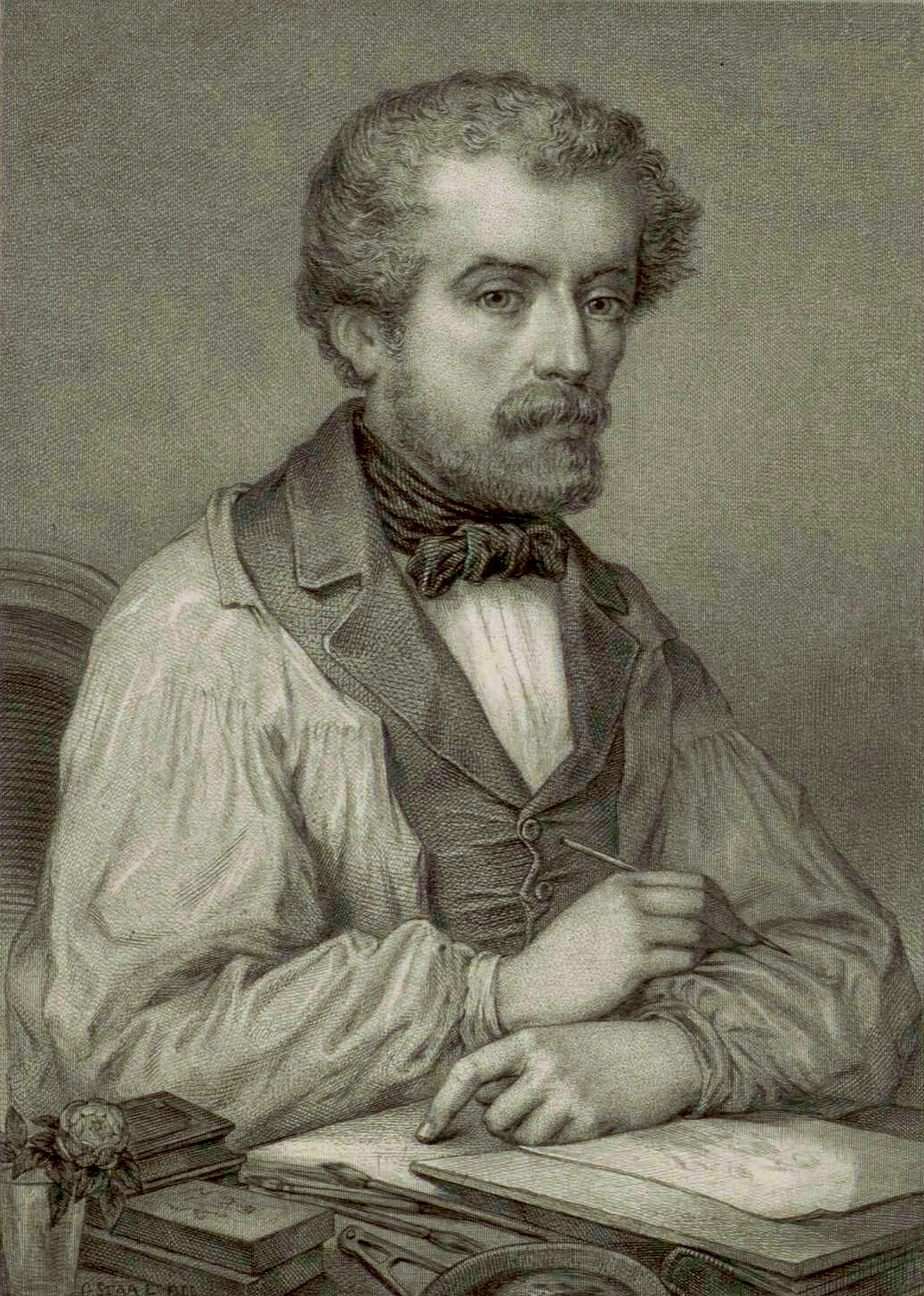
Un retrat pòstum de Grandville de Pierre-Gustave Staal (c. 1850), gravat, 28,4 x 19 cm.

A continuació, Petites misères de la vie humaine (Petites misèries de la vida humana) el 1843, amb text de Paul-Émile Daurand-Forgues, col·laborador de Le Charivari que de vegades publicava amb el pseudònim de "Old Nick". Old Nick també va ser coautor de Cent proverbes: têxte par trois Tetes dans un bonnet (Cent proverbis: text de tres caps en un casquet) amb Taxile Delord i Louis Amédée Achard el 1845. Taxile Delord va proporcionar el text per a Un autre monde (Un altre món) l'any 1844, considerat per molts com l'obra mestra de Grandville i, irònicament, el volum amb menys èxit de la seva vida. Delord, escriptor i crític que va ser redactor en cap de Le Charivari i que més tard va entrar a la política francesa, també va escriure Les fleurs animées (Flors animades o Flors personificades), acabada el 1846 i publicada pòstumament. Jérôme Paturot à la recherche d'une position sociale (Jérôme Paturot a la recerca d'una posició social), sàtira social de Marie Roch Louis Reybaud publicada l'any 1846 i un gran èxit, va ser l'últim llibre enllestit i publicat en vida.
Al voltant de la mort de Grandville va sorgir un mite romanticitzat que va persistir durant 150 anys o més. Els relats tradicionals asseguraven que les imatges del basar de Grandville eren símptomes d'una ment pertorbada, i la mort de la seva família el va deixar amb els cabells grisos i geperut quan tenia quaranta anys, i finalment el va portar a la bogeria i va morir en un manicomi. Tanmateix, la beca recent no dona suport a aquesta història. Durant els dies i setmanes abans de la seva mort, Grandville encara estava produint alguns dels seus millors dibuixos, com Crime and Expiation, i la seva correspondència amb els editors reflecteix una ment clara i racional que anticipa projectes futurs. Segons tots els comptes, la malaltia i la mort sobtades del seu tercer fill George el van afectar profundament, alguns diuen que això va passar "cap a finals de 1846 o principis de 1847", altres ho situen només tres dies abans de la seva pròpia mort. L'1 de març de 1847, Grandville va començar a patir un mal de coll i el seu estat es va deteriorar progressivament durant les setmanes següents. S'ha especulat que tenia diftèria. Finalment va ser traslladat a una clínica privada, 8 Maison de Santé a Vanves, on van treballar Felix Voisin i Jean-Pierre Falret, dos psiquiatres innovadors. Allà va morir el 17 de març de 1847 i va ser enterrat al Cimetière Nord de Saint-Mandé de París al costat de la seva primera esposa i tres fills. L'artista va escriure el seu propi epitafi, les traduccions varien: "Aquí rau Grandville; ho va estimar tot, ho va fer viure, parlar i caminar, però no va poder obrir-se camí" o "Aquí rau JJ Grandville. Podia donar vida a qualsevol cosa i, com Déu, ho feia viure, parlar i caminar. Només una cosa se li escapava: com viure una vida pròpia."
Obra posterior (1840), gravats en fusta

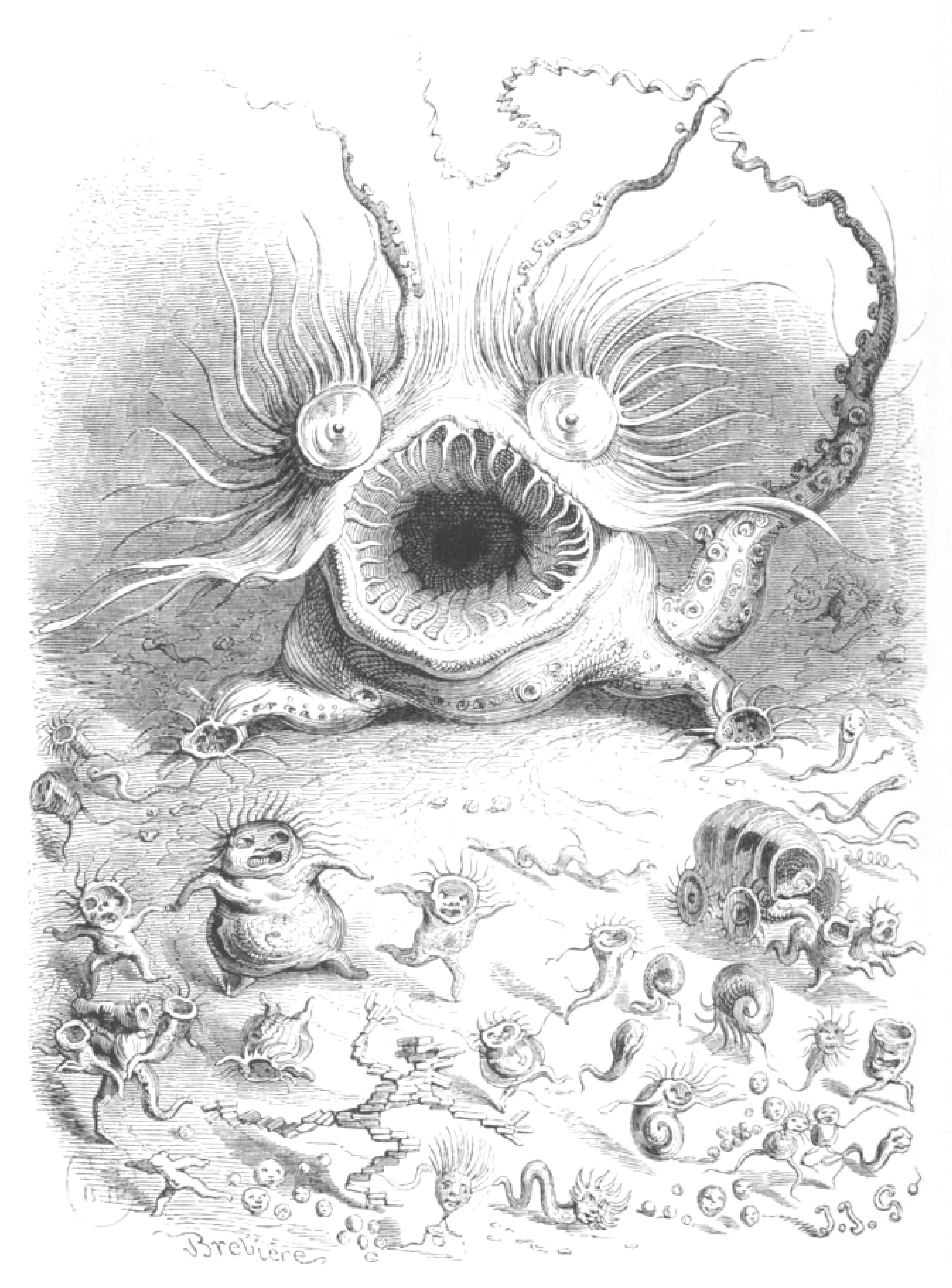
El jardí de la bèstia: de Scènes de la vie des animaux (1842)
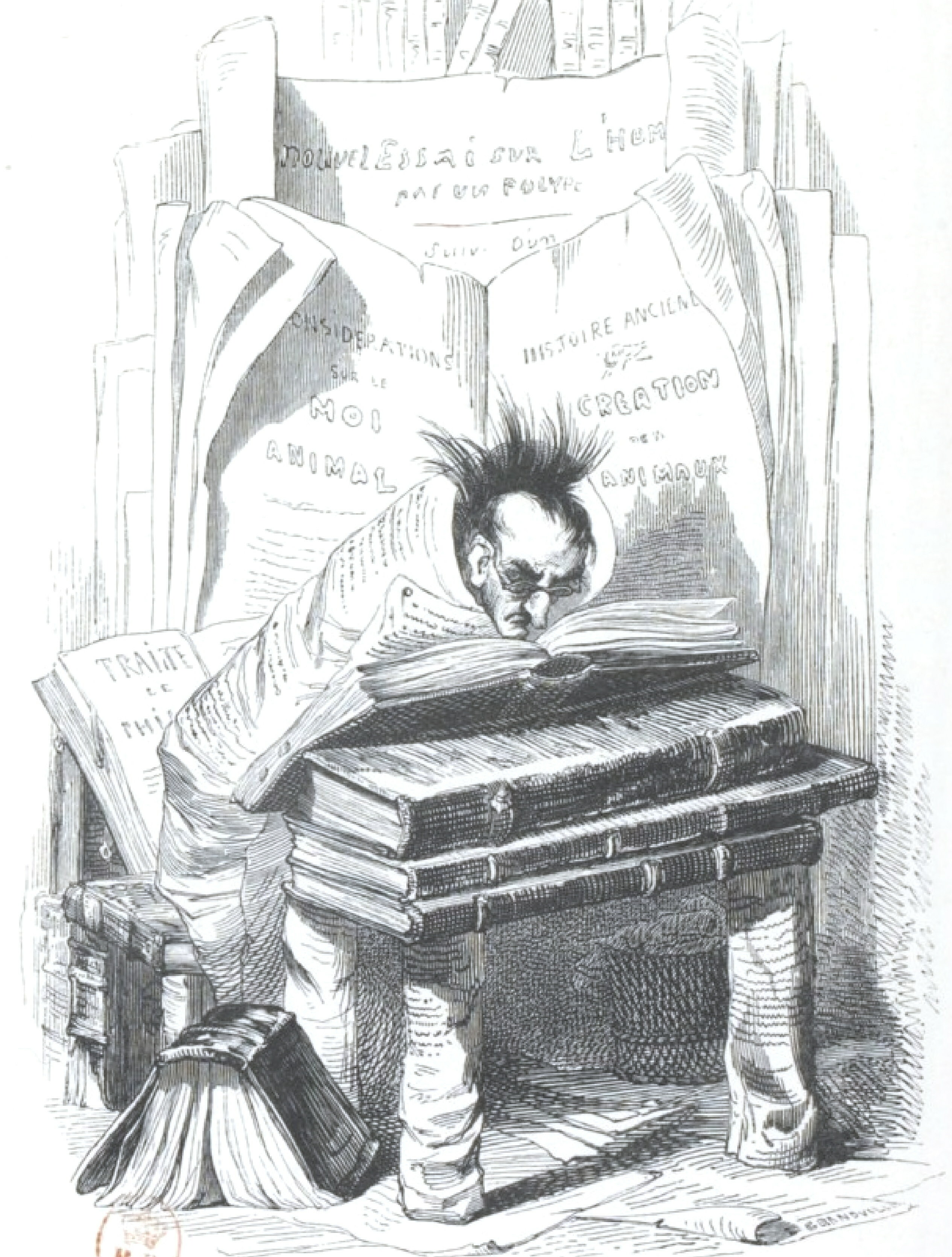
Fa girar el capoll i s'enterra en un llibre: Scènes de la vie des animaux
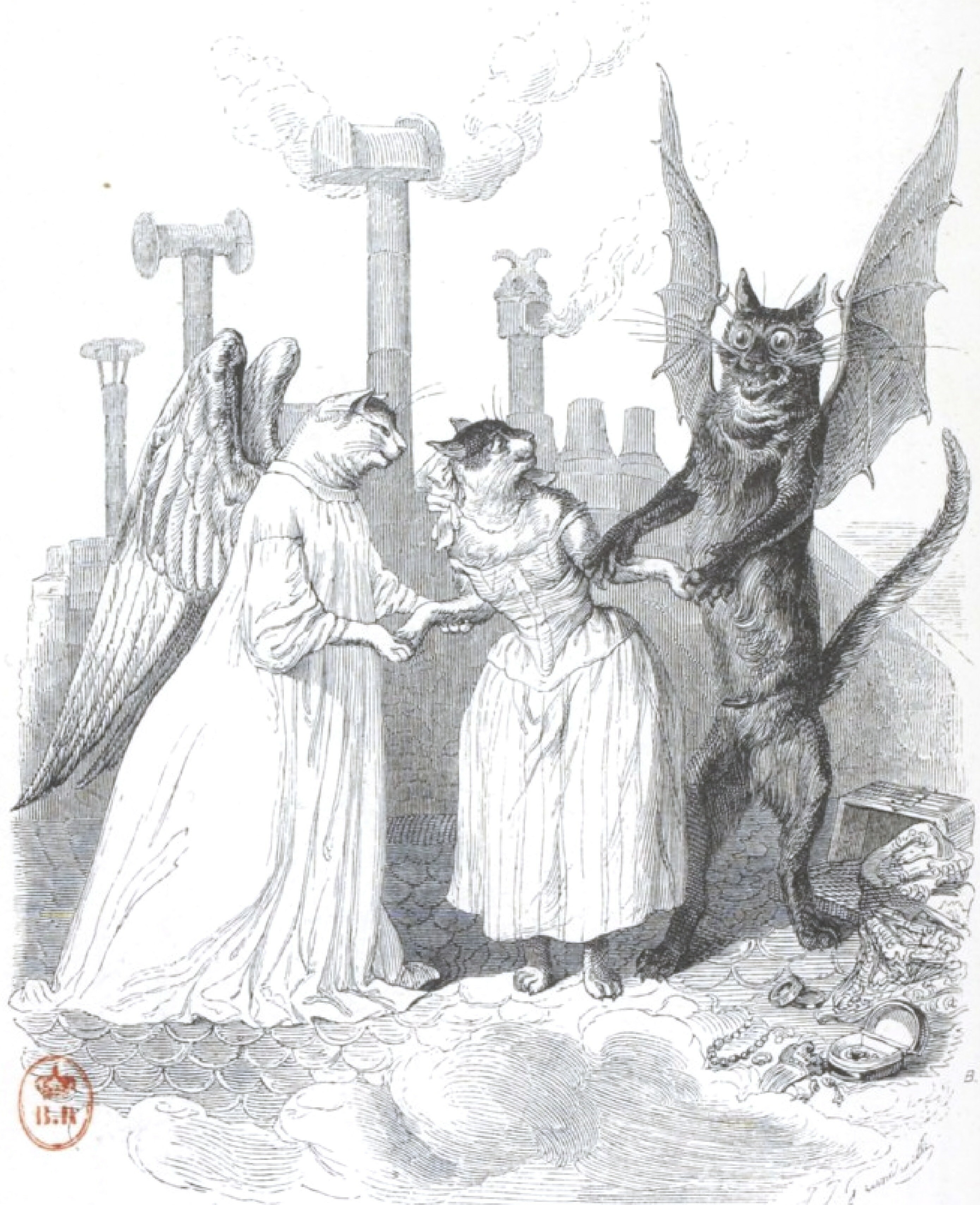
Segueix-me! va dir una veu, el meu costat dolent sens dubte: Scènes de la vie des animaux
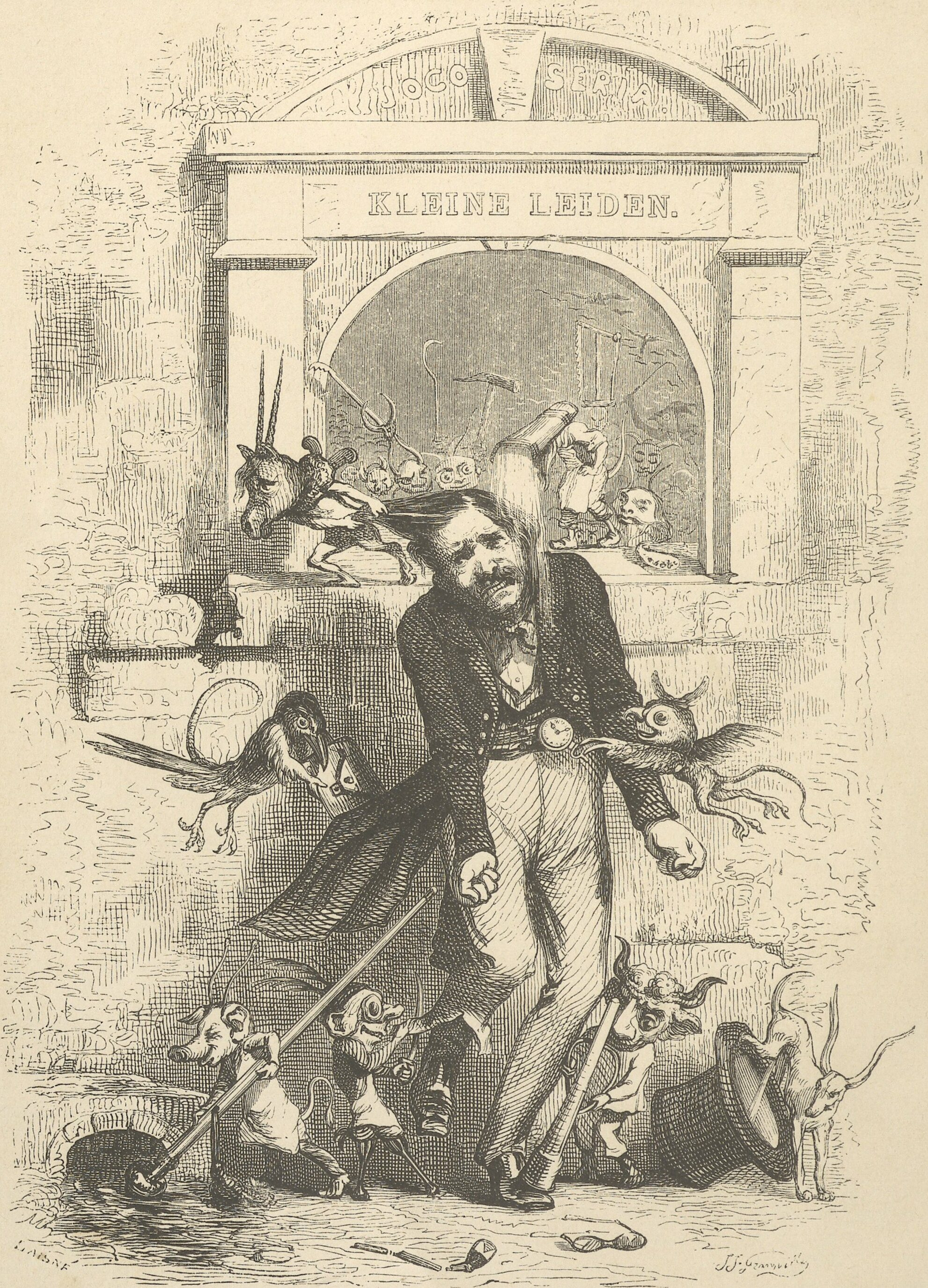
Frontispici: de Petites misères de la vie humaine (1843)
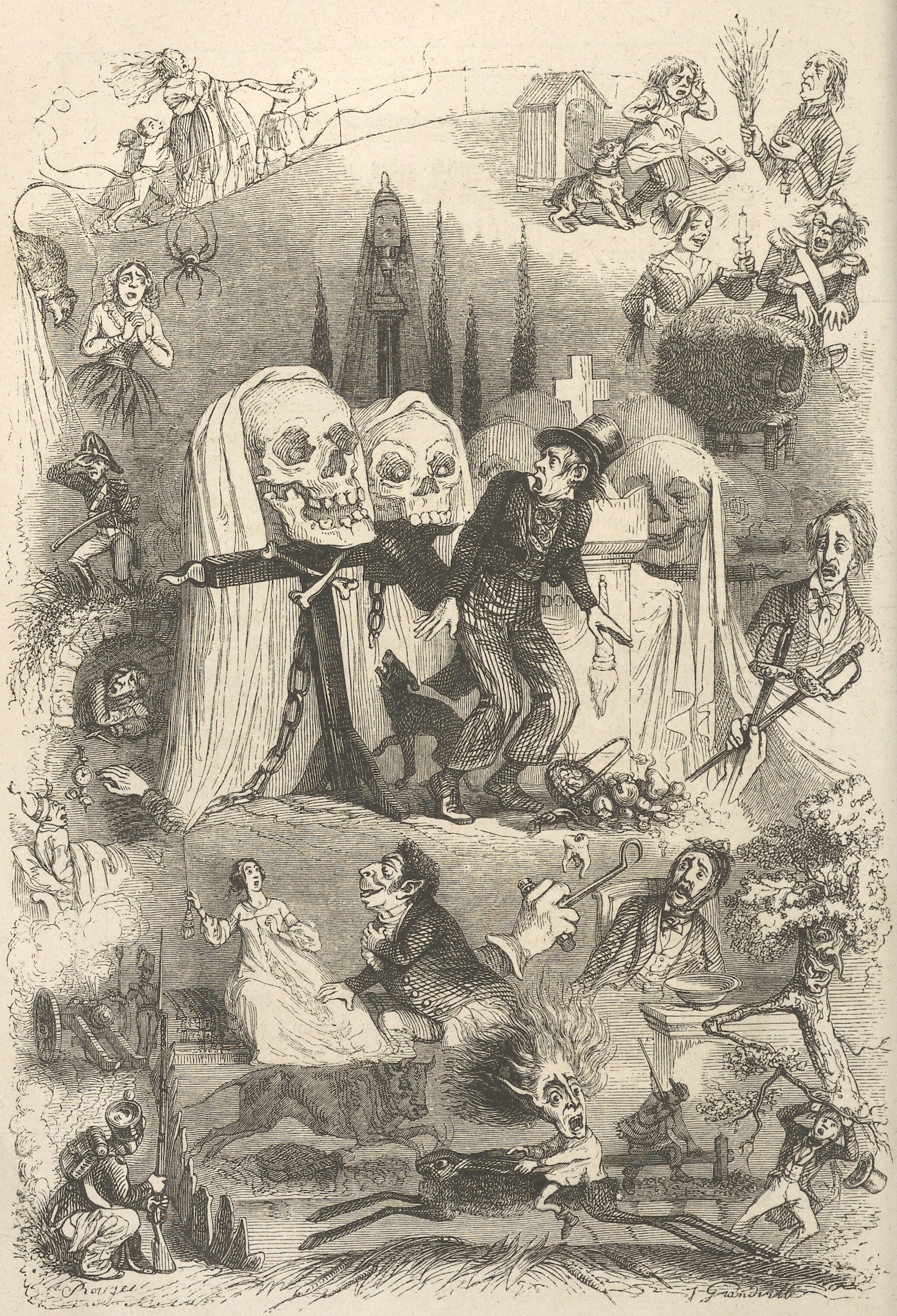
Galeria dels Horrors: de Petites misères de la vie humaine
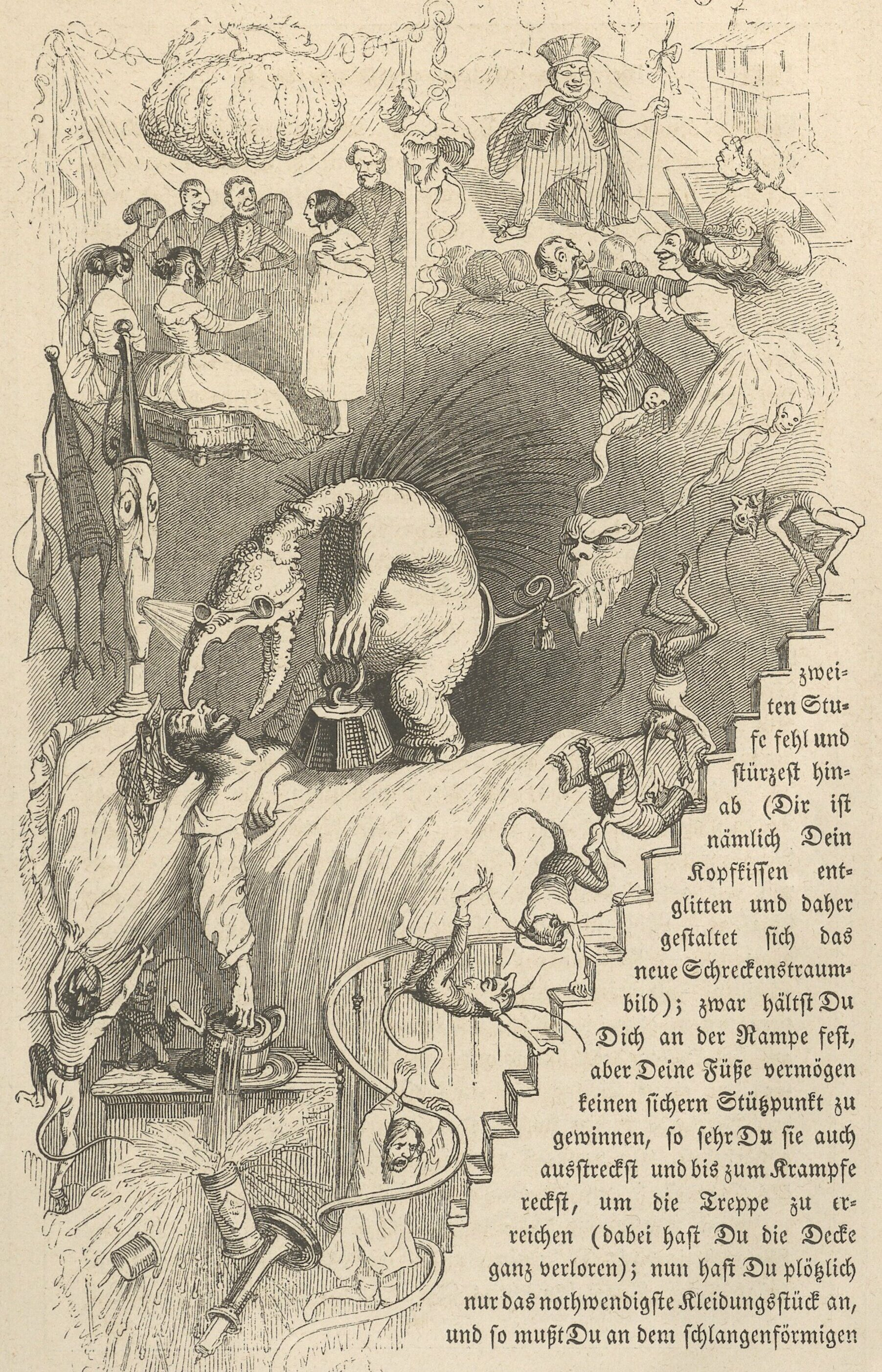
El malson: de Petites misères de la vie humaine
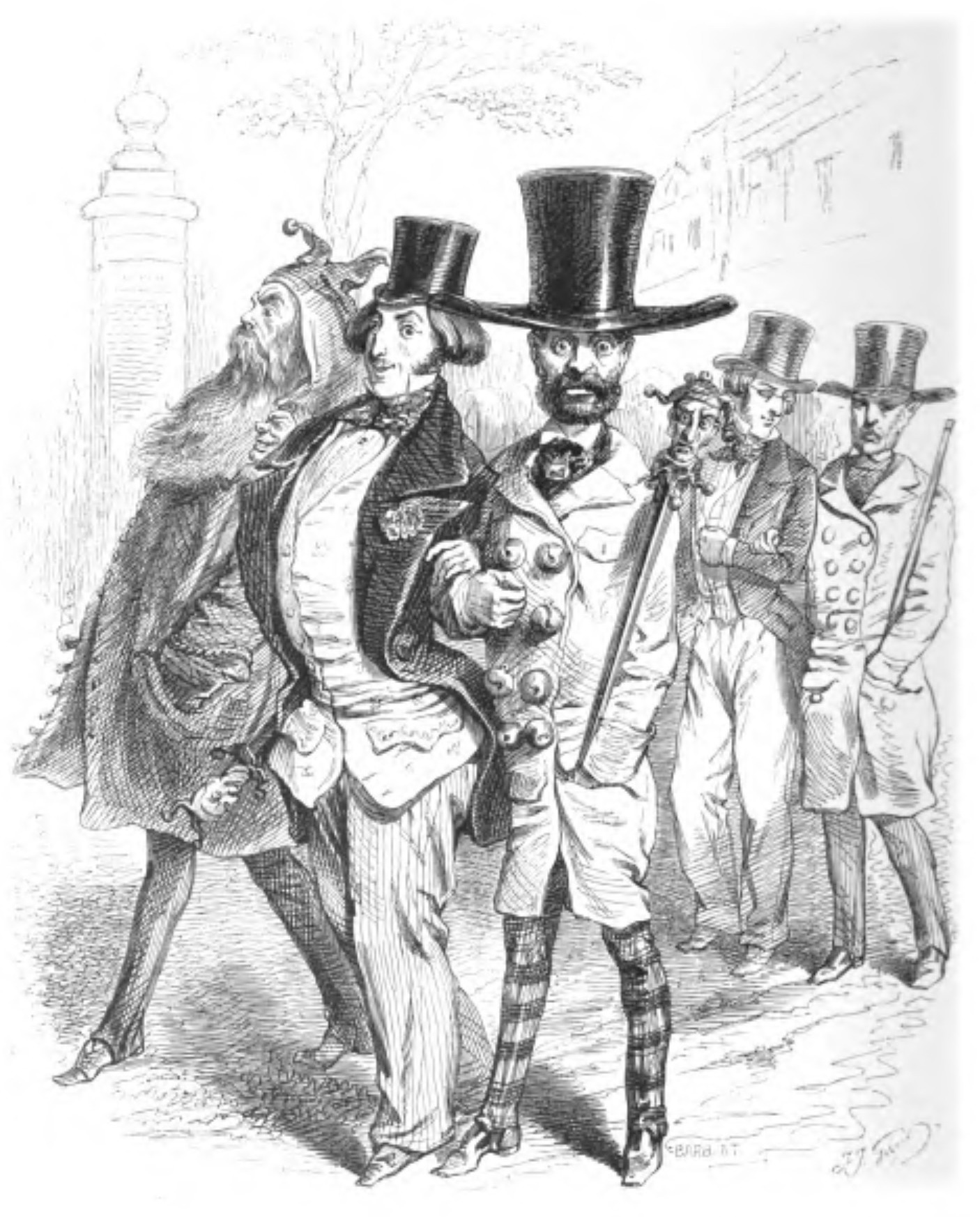
Els ximples inventen modes, i els savis segueixen: de Cent Proverbes (1845)
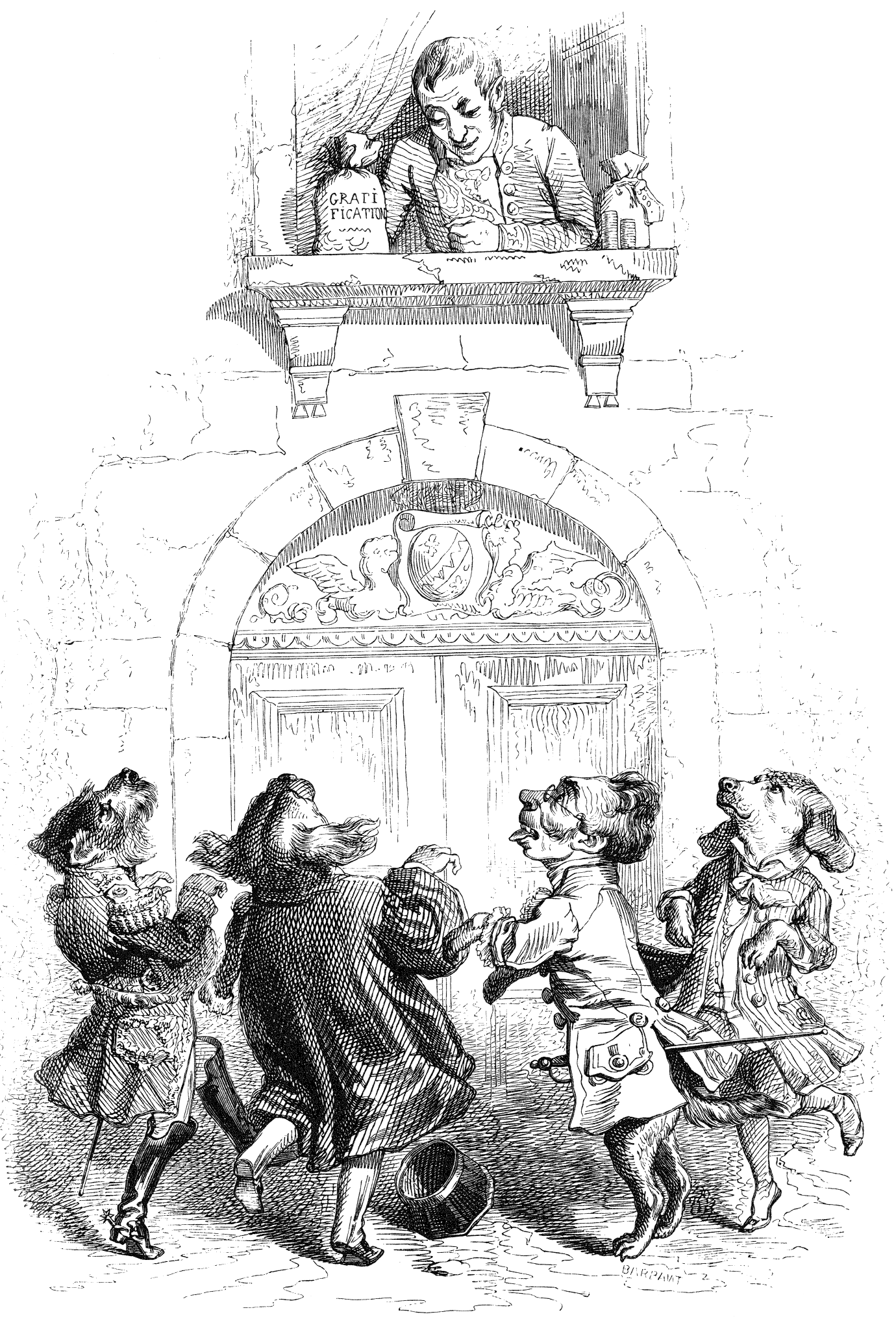
Pels diners ballen els gossos: de Cent Proverbes
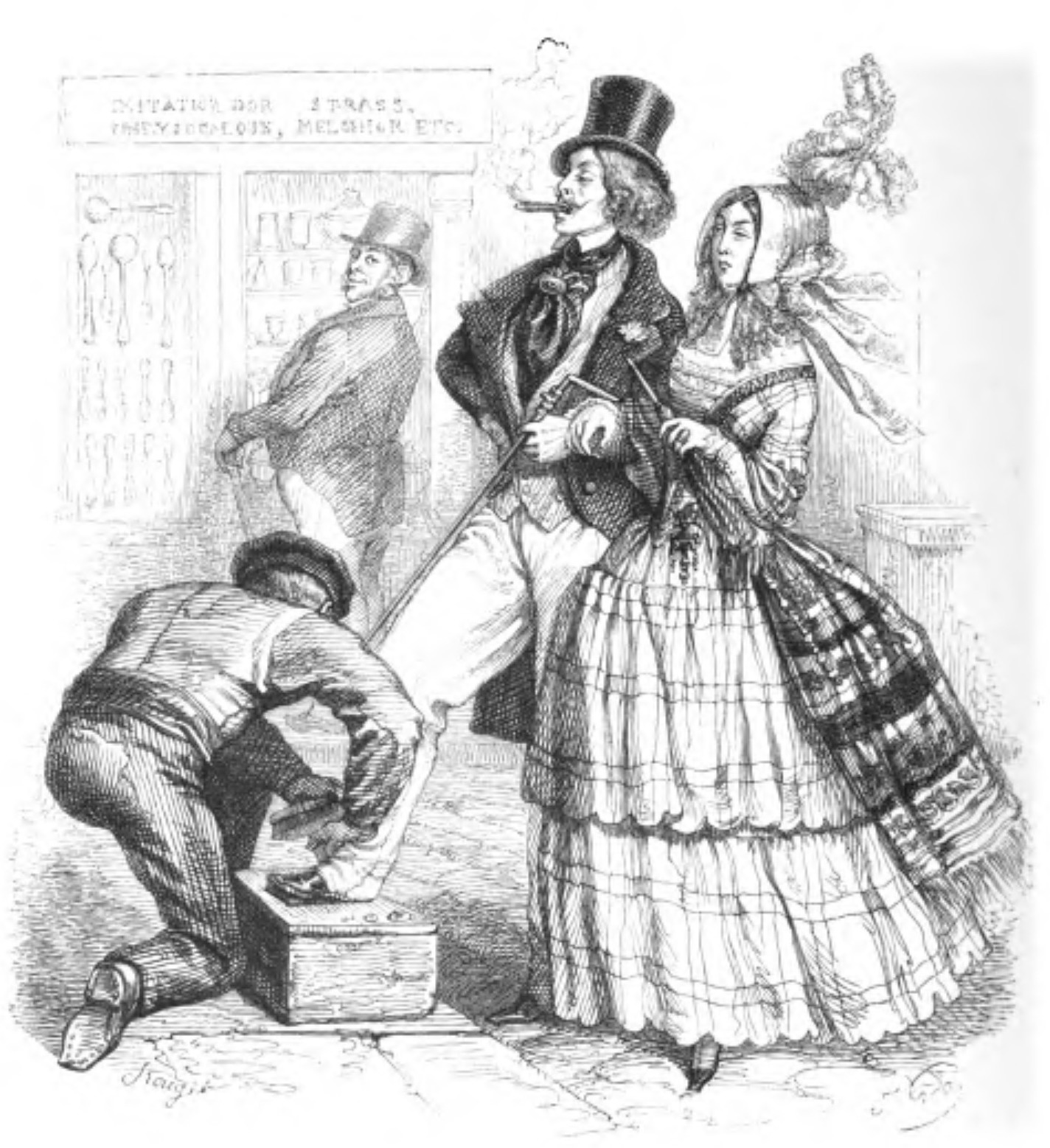
Tot el que brilla no és or: de Cent Proverbes

## Art

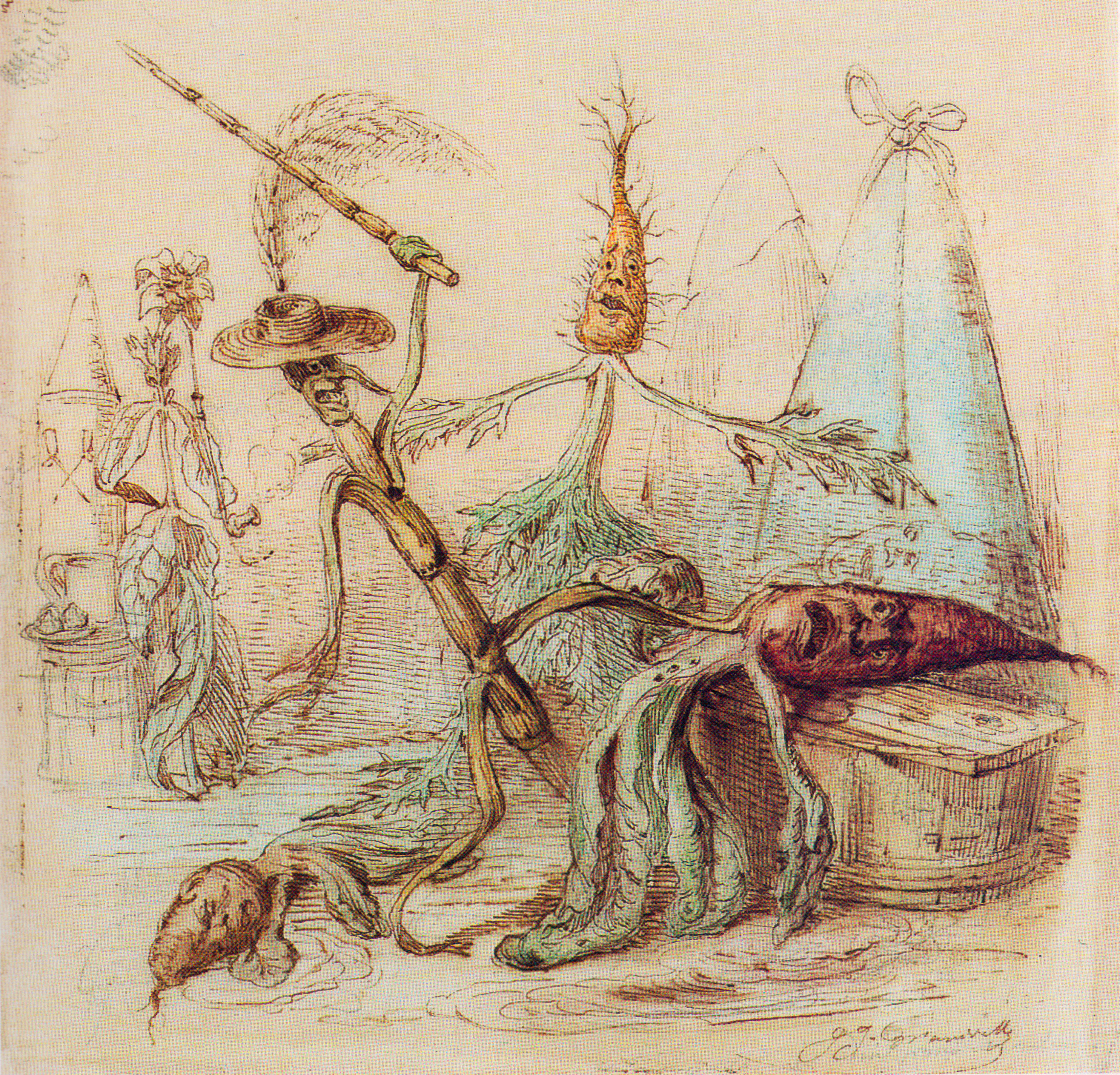
Dibuix preliminar de Combat de dos refinats : per Un autre monde (1843), aquarel·la, grafit, ploma i tinta)

Tot i que els dissenys de Grandville són de vegades antinaturals i absurds, solen mostrar una anàlisi aguda del caràcter i un enginy inventiu meravellós, i el seu humor sempre està temperat i refinat per la delicadesa del sentiment i una vena de reflexió sòbria.
La capacitat de provocació política de Grandville va fer que la seva obra fos molt demandada. Va treballar en una gran varietat de formats, des del seu primer treball il·lustrant el joc de saló Old Maid, fins a tires de diari il·lustrats de les quals va ser un mestre. Les seves il·lustracions per a Le Diable à Paris ("El diable a París"; 1844–46) van ser utilitzades per Walter Benjamin per al seu estudi d'aquesta ciutat com a organisme urbà. Un dels èxits suprems de Grandville, en un moment en què la tecnologia d'impressió francesa era ascendent, va ser Les Fleurs Animées, una sèrie d'imatges tant poètiques com satíriques.
Potser la seva contribució més original al format del llibre il·lustrat va ser Un Autre Monde, que s'aproxima a l'estatus del surrealisme pur, tot i ser concebut en una època prefreudiana. El títol complet del llibre és Un autre monde: Transformations, visions, encarnations, ascensions, locomotions, explorations, pérégrinations, excursions, stations, cosmogonies, fantasmagories, rêveries, folâtreries, facéties, lubies, metamorphoses, zoomorphoses, lithomorphoses, métempsycoses. apothéoses et autres choses (Un altre món: transformacions, visions, encarnacions, ascensions, locomocions, exploracions, peregrinacions, excursions, estacions, cosmogonies, fantasmagòries, somnis, bromes, bromes, modes, metamorfosis, zoomorfosis, litomorfosis, metempopsicosis i altres coses).
Dibuixos originals

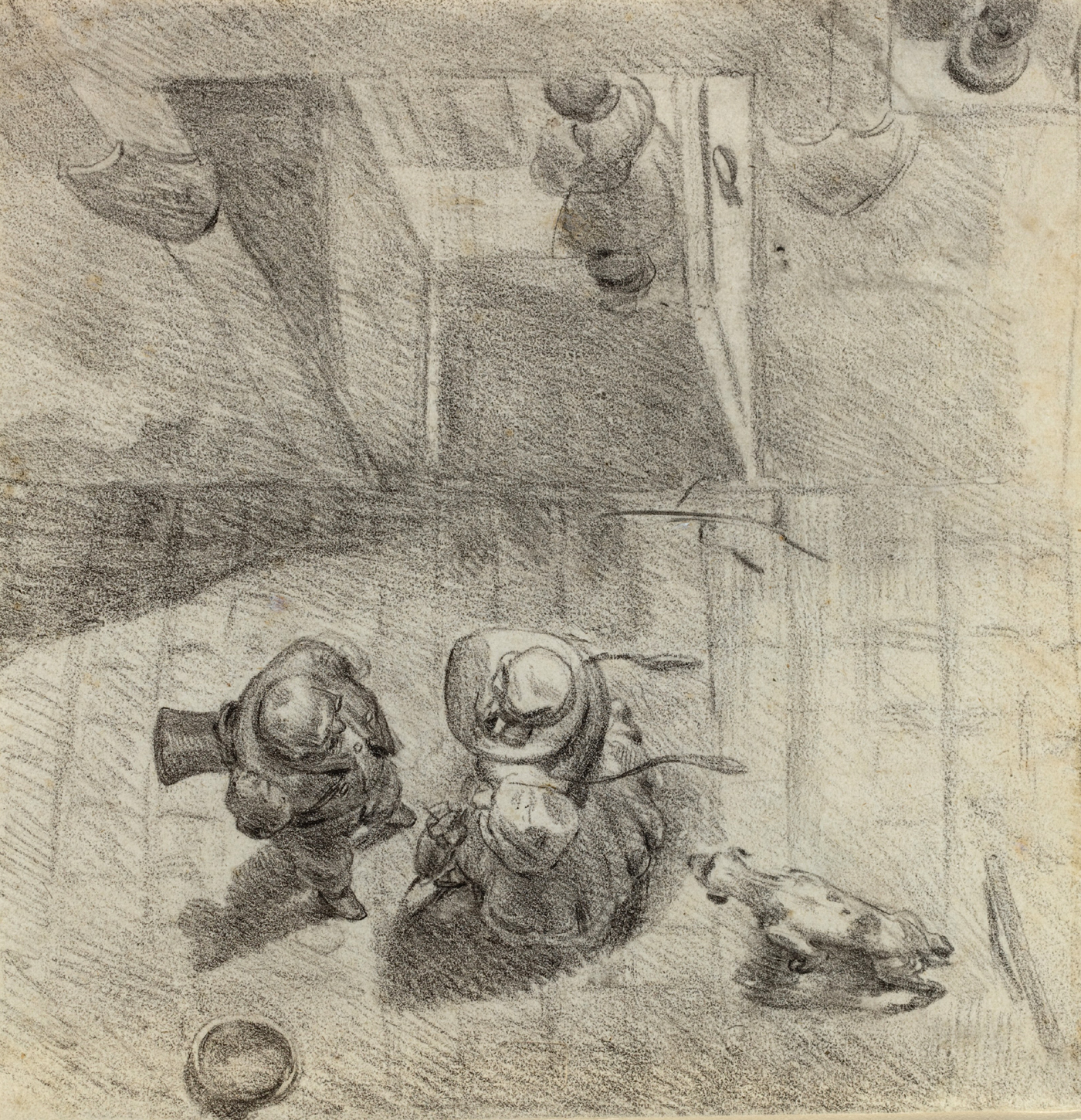
Vista d'ocell d'un home i una dona conversant (c. 1830), grafit, 18,3 x 17,8 cm., National Gallery of Art
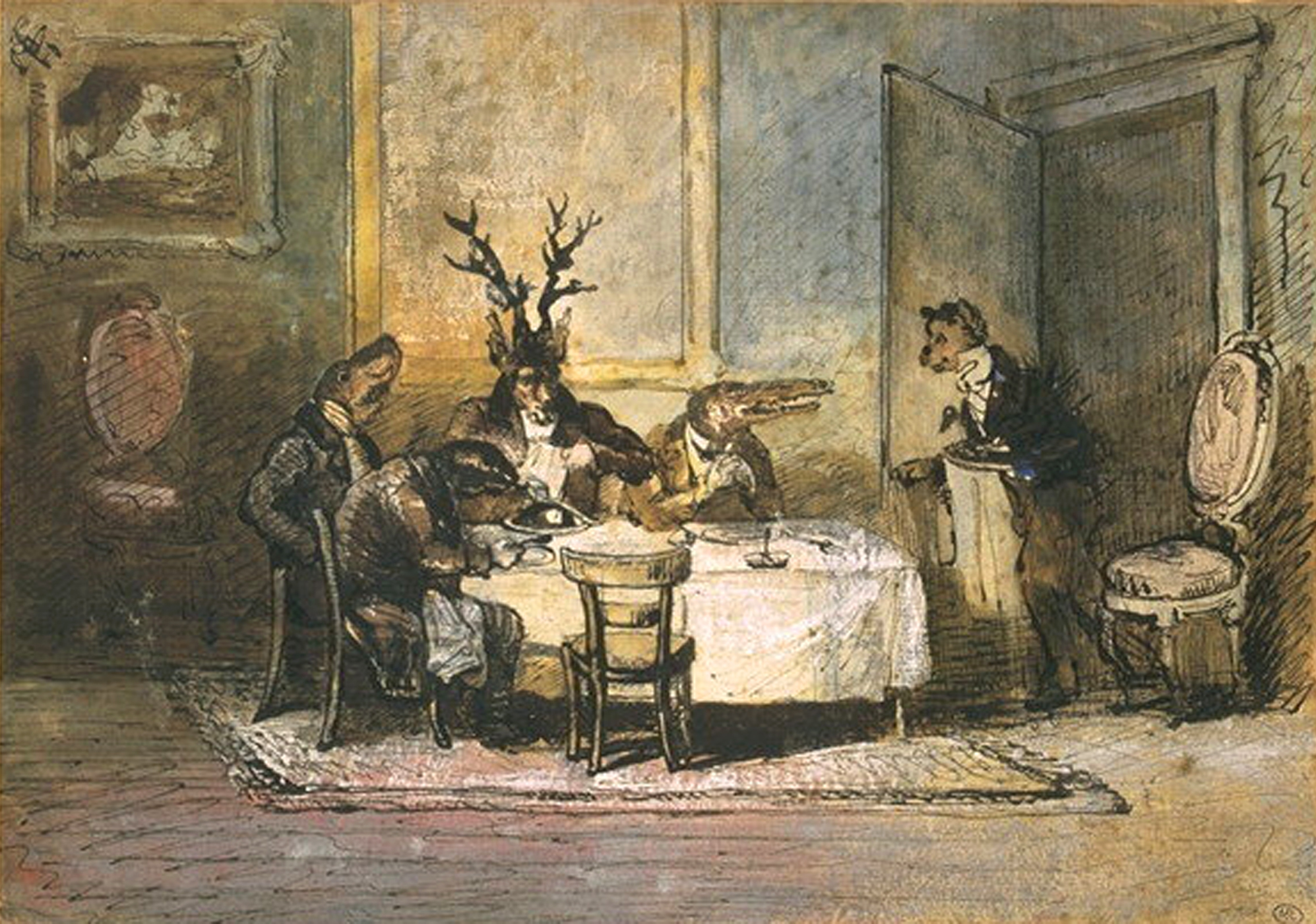
Le cabinet particulier (L'oficina privada) sense data, ploma i tinta, aquarel·la, 18,2 x 25,6 cm, Louvre
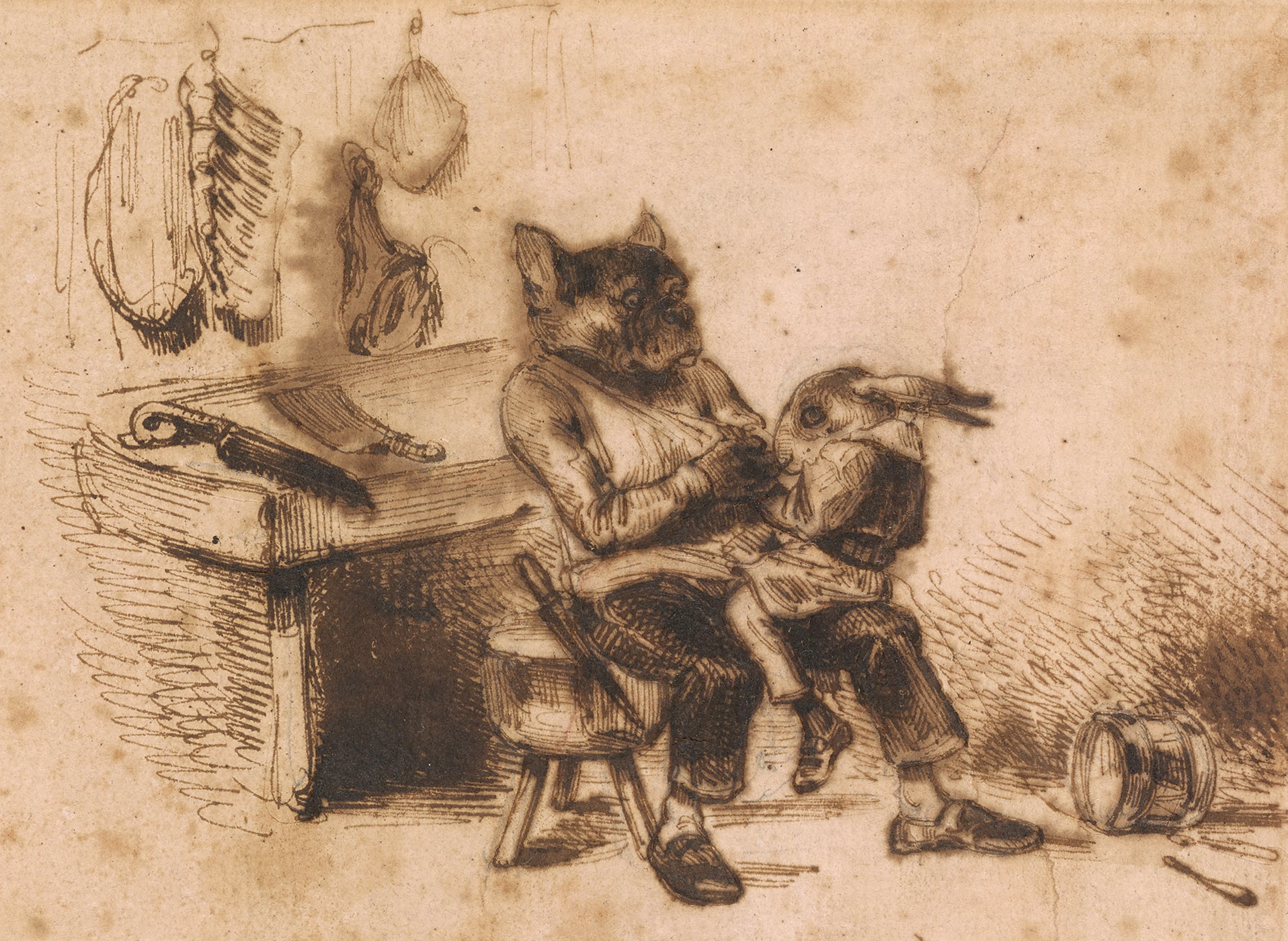
Un carnisser Bulldog amb un conill al genoll (sense data), ploma i tinta, (9,9 x 11,7 cm., Morgan Library & Museum
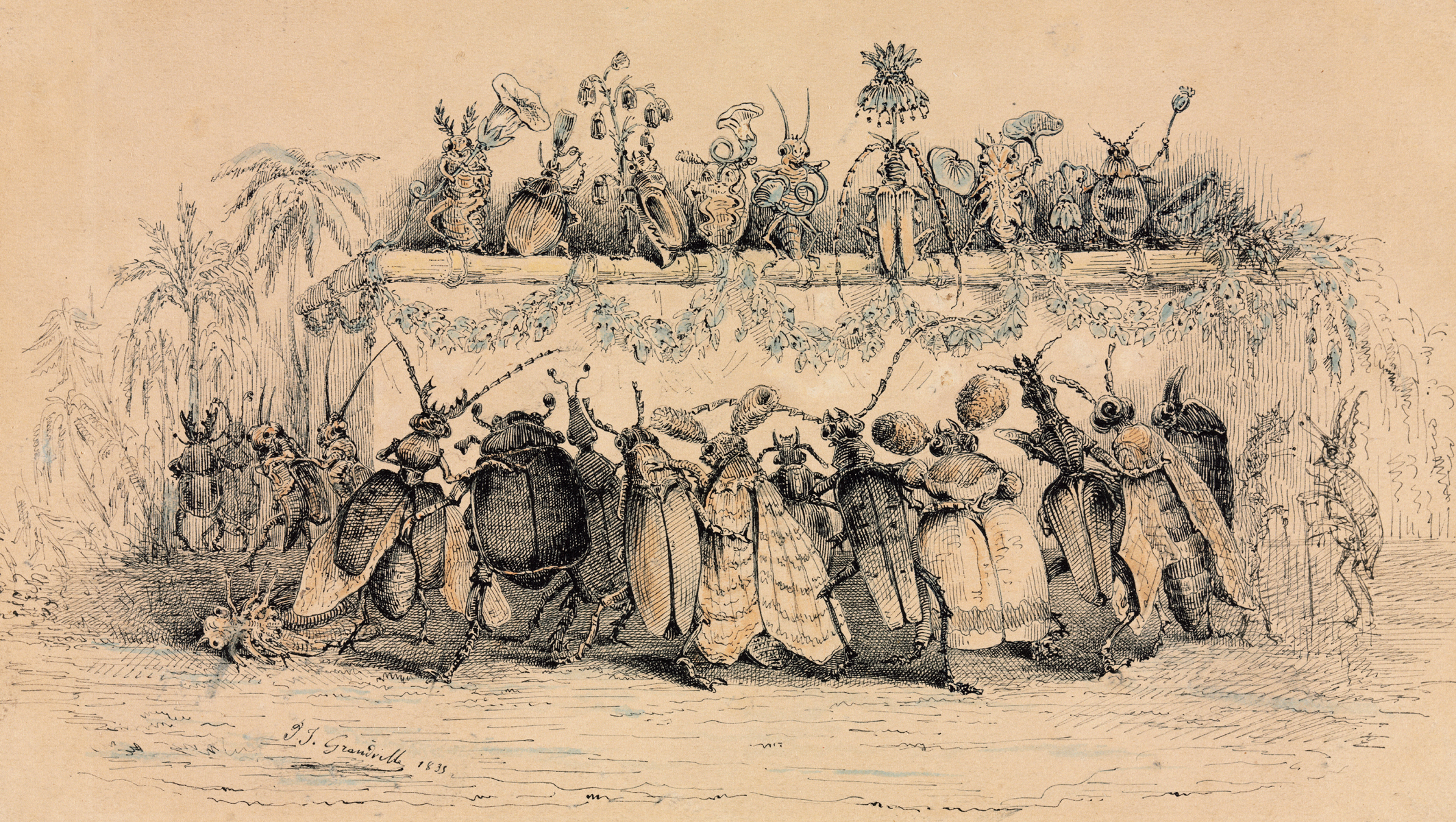
An Insect Ball (1835), ploma, tinta i aquarel·la, 12,5 x 21,3 cm., Cleveland Museum of Art
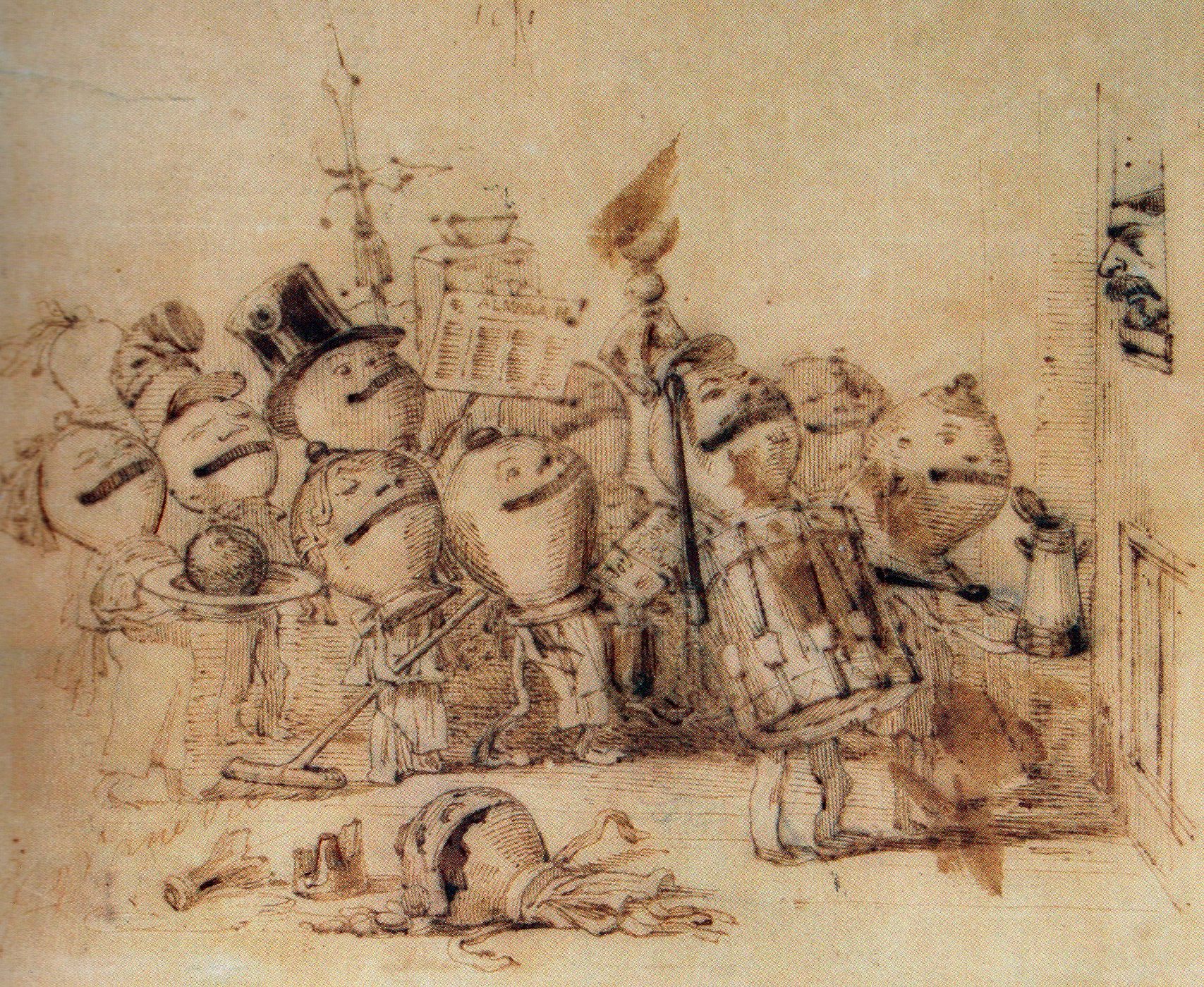
La visita de les guardioles, d' un altre món (1843), ploma, tinta i rentat, Musée des Beaux-Arts de Rouen
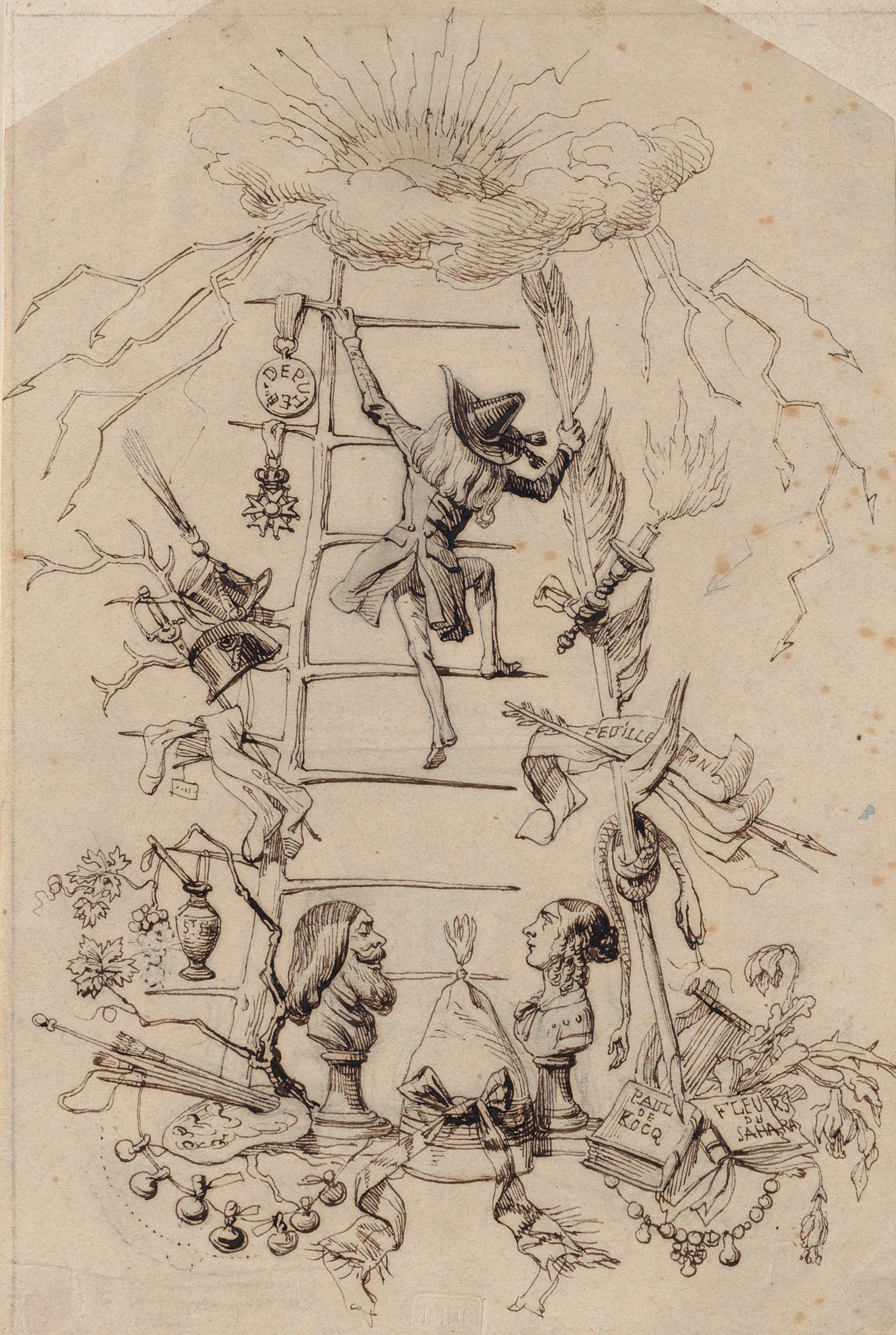
Jérôme Paturot (1846), ploma i tinta, 20,4 x 14 cm., Metropolitan Museum of Art

## Llegat

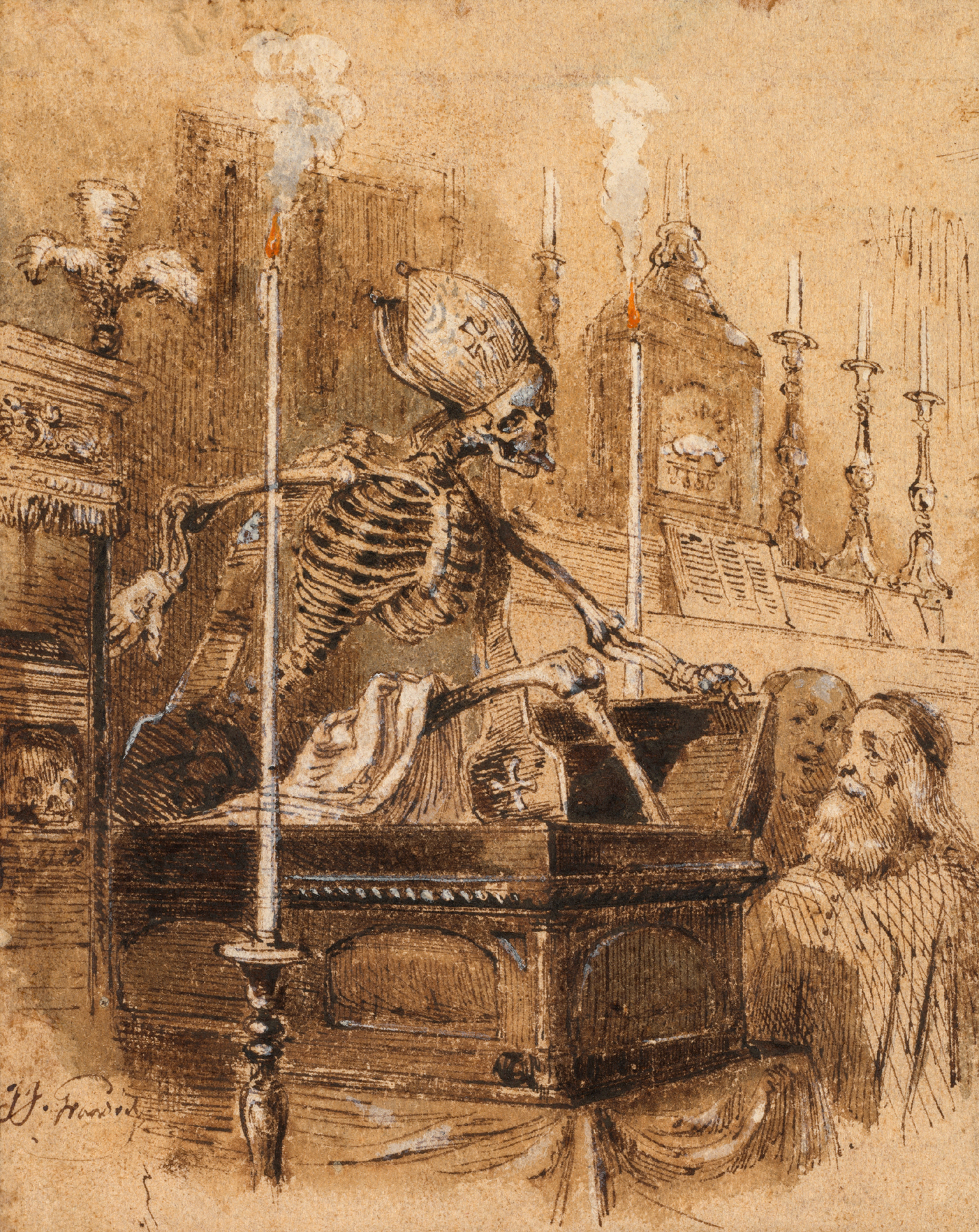
Les relíquies (c. 1835), ploma i tinta amb guaix 11,8 x 9,4 cm., Cleveland Museum of Art

Alexandre Dumas va escriure a les seves memòries: "Grandville tenia un somriure delicat i sarcàstic, uns ulls que brillaven d'intel·ligència, una boca satírica, una figura curta, un cor gran i una tintura deliciosa de malenconia perceptible per tot arreu: aquest és el teu retrat, estimat Grandville!" L'interès per l'art de Grandville es va mantenir relativament alt durant unes dècades després de la seva mort. Les seves obres finals es van publicar pòstumament i diversos dels seus llibres van ser reeditats en edicions posteriors i traduïts a altres idiomes. Rue Grandville (48,83919°N, 2,42015°E), a la comuna de Saint-Mandé de París, rep el seu nom en honor seu. El 1893 es va erigir un monument amb un bust de Grandville d'Ernest Bussière al Parc de la Pépinière de Nancy, França.
Portraits contemporains de Théophile Gautier inclou un breu capítol sobre Grandville. Més de 25 anys després de la mort de Grandville, Gautier va escriure que Grandville encara gaudia "d'una reputació popular i els dibuixos, caricatures i il·lustracions de la qual són coneguts per tothom". Tot i que Gautier va jutjar Grandville menys colorista que Daumier i menys poeta que Tony Johannot, va afirmar: "Els seus dibuixos originals a ploma i tinta són exquisits en finura, vivacitat i ben representats, i guanyaran en valor any rere any. Podem imitar Grandville, però no el tornarem a igualar."
Honoré de Balzac va expressar opinions ambivalents de Grandville. Va ser un entusiasta partidari i col·leccionista de les primeres sèries d'impremtes de Grandville, i els dos van treballar junts a La Caricature a principis de la dècada de 1830, on Balzac va treballar com a editor, i les caricatures formaven part integral del diari. Tanmateix, a la dècada de 1840, quan els editors van començar a incloure il·lustracions als llibres, Balzac es va fer més crític. Creia que les il·lustracions competien amb la paraula escrita, distorsionaven i diluïen el text i estaven minant el mercat de les novel·les, potser amb alguna justificació. Balzac va contribuir amb capítols a Scènes de la vie privée et publique des animaux (1842) de Grandville, que va ser un dels més venuts de la dècada de 1840, venent 25.000 còpies, mentre que les novel·les de la primera edició de Balzac d'aquella època només van vendre entre 1.200 i 3.000 còpies.
Charles Baudelaire, amic i campió d'Honoré Daumier, no era un fan de Grandville. Sembla estrany que l'autor de Les Flors del mal (Les fleurs du mal), i el gran admirador i traductor d'Edgar Allan Poe, se sentissin espantats per les imatges de Grandville. Avui les seves crítiques es llegeixen com un complement submergit.
Hi ha gent superficial a qui Grandville diverteix, però pel que fa a mi, m'espanta. Quan entro a l'obra de Grandville, sento una certa incomoditat, com en un apartament on el desordre s'organitza sistemàticament, on les estranyes cornises descansen a terra, on les pintures semblen distorsionades per una lent òptica, on els objectes es deformen en ser empessos en angles estranys, on els mobles tenen els peus a l'aire, i on els calaixos empenyen en comptes de treure. Charles Baudelaire (1857)
El seu estil i humor van tenir una marcada influència en John Tenniel i diversos altres dibuixants de la revista britànica Punch.

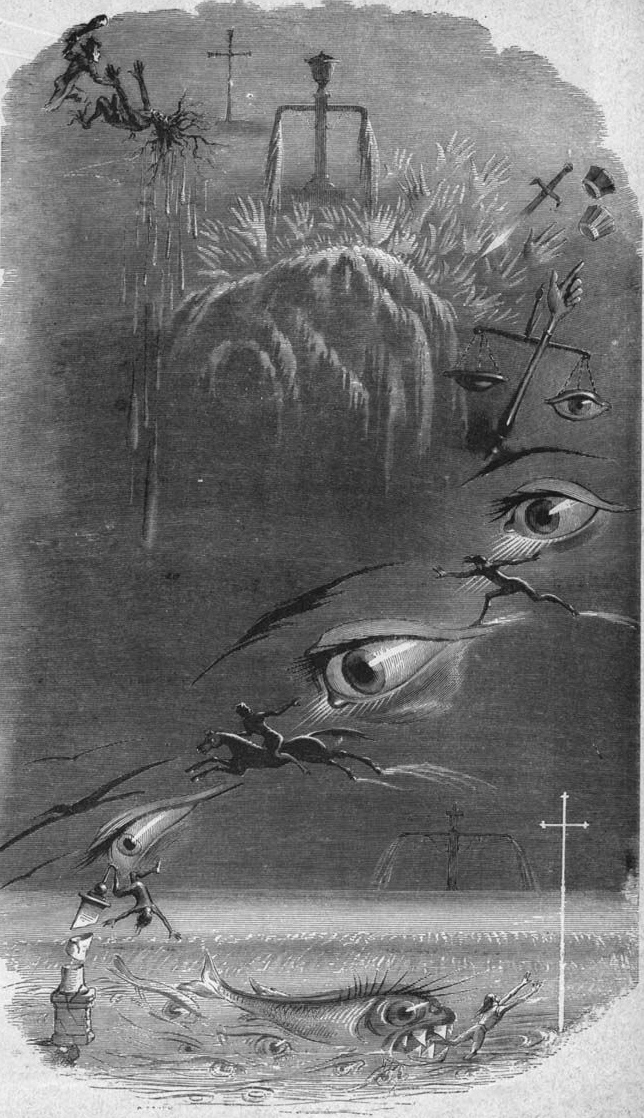
Crim i Expiació (1847), xilografia. El dibuix original es va fer 12 dies abans de morir.

L'historiador de l'art H. W. Janson va assenyalar que les imatges de Grandville anticipaven diversos aspectes del dadaisme, el surrealisme i l'art pop. Janson va especular si Tu m' (1918) de Marcel Duchamp podria haver-se inspirat en la Vista del Saló de París de Grandville, d'Un autre monde, ambdós inclouen temes de la superfície bidimensional d'una pintura que emergeix del llenç a l'espai tridimensional real de l'espectador. Janson va afirmar que la il·lustració de Grandville El dit de Dèu, també d'Un autre monde, devia ser familiar als artistes pop que van produir escultures a gran escala com ara Le pouce (El polze) de César Baldaccini el 1966. L'afinitat de Grandville amb el surrealisme ha estat reconeguda des dels anys trenta. El seu treball va ser inclòs a l'exposició històrica del Museu d'Art Modern de Nova York Art Fantastic, Dada, and Sureealism el 1936. No obstant això, l'historiador de l'art William Rubin va assenyalar l'absència de qualsevol referència o reconeixement de Grandville per part d'André Breton en els seus dos manifestos del surrealisme, o dels altres surrealistes en els anys de formació del moviment dels anys vint. Després d'un període de relativa foscor a principis del segle xx, l'obra de Grandville es va reproduir àmpliament a la dècada de 1930. El renovat interès per la seva obra va coincidir amb l'auge del surrealisme com a moviment principal. Aparentment, només en retrospectiva André Breton, Georges Bataille, Max Ernst i altres van arribar a reconèixer Grandville com un precursor significatiu del moviment (però no una influència). Max Ernst estava especialment entusiasmat amb l'obra de Grandville i el va incloure en un muntatge de 40 noms, titulat Max Ernst's favorite poets and painters, publicat originalment a la revista View el 1941, al costat de Bosch, Vinci, Shakespeare, Blake, Poe, Van Gogh, Chirico i altres. Més tard, Ernst va fer el frontispici d'una edició facsímil de Un autre monde de 1963 amb una llegenda que deia "Ha nascut un món nou. Tots els elogis a Grandville.
La banda de rock britànica Queen va utilitzar part de la seva obra d'art per al seu àlbum Innuendo de 1991 i peces alternatives per a la majoria dels llançaments posteriors de singles: la cançó que porta el títol de l'àlbum, "I'm Going Slightly Mad", "These Are the Days of Our Lives" i " The Show Must Go On". El senzill "Headlong" també va incloure un dels personatges de Grandville a la part posterior de la funda i com a base per al llançament d'un disc d'imatges.
La banda nord-americana de grunge Alice In Chains va utilitzar part de l'obra d'art de Grandville per al seu àlbum homònim de 1995.
La novel·la gràfica Grandville de Bryan Talbot es va inspirar molt en les il·lustracions de Grandville.
L'art de Grandville s'utilitza àmpliament al videojoc Aviary Attorney, que està ambientat durant una versió de ficció de la Revolució Francesa de 1848.

## Galeria
Les rondalles de La Fontaine (1838-1840) gravats en fusta

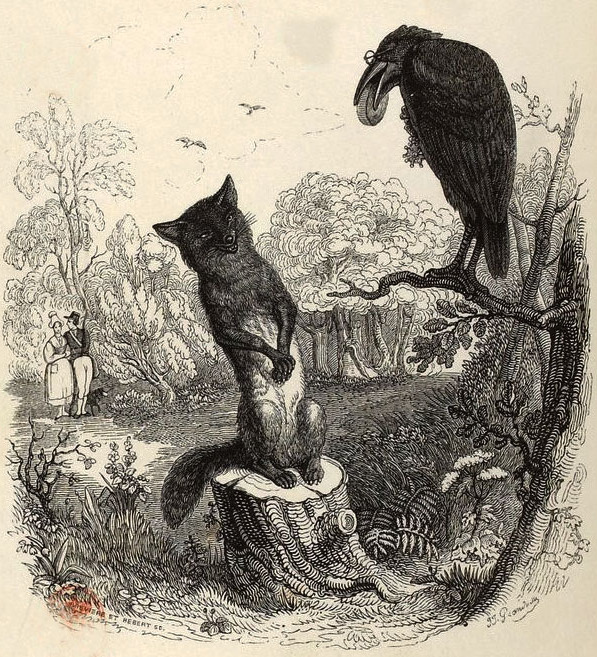
El corb i la guineu, vol. I, no. 2
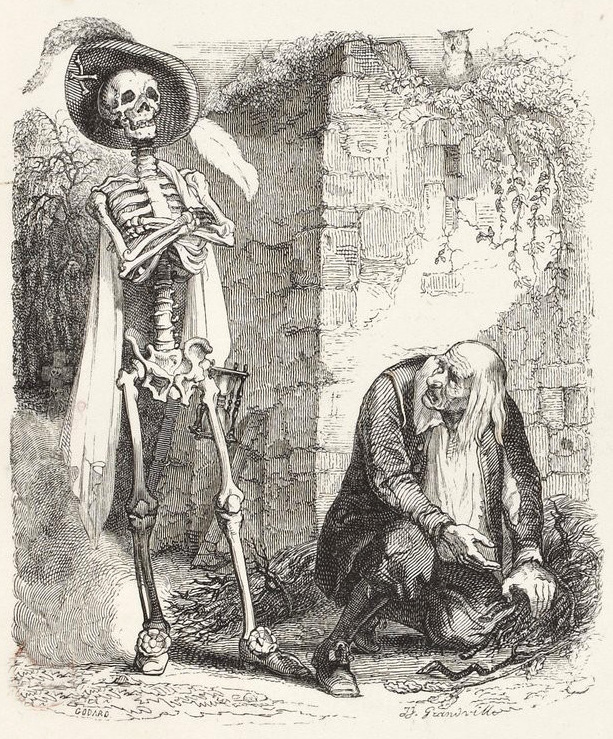
El vell i la mort, vol. I, no. 16
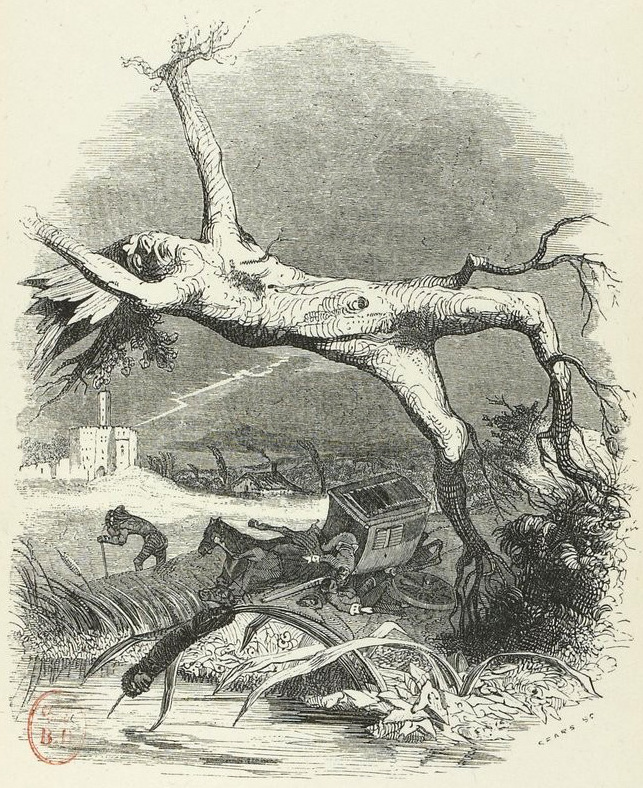
El roure i la canya, vol. I, no. 22
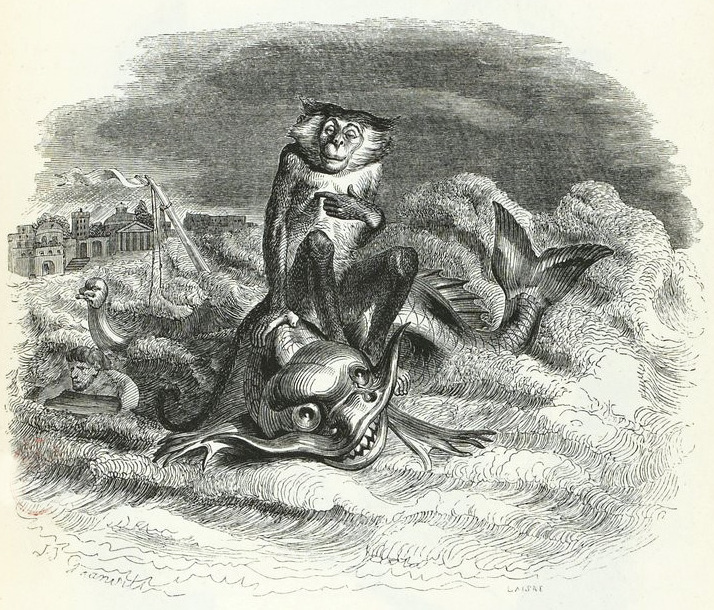
El mico i el dofí, vol. IV, no. 7
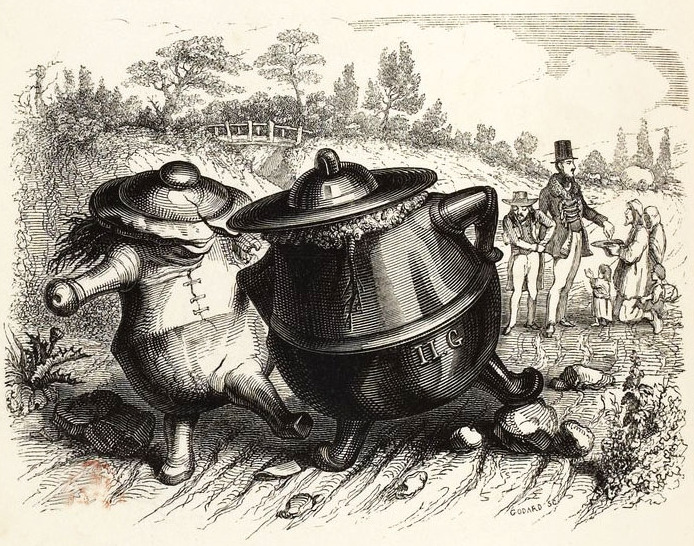
L'olla de terra i l'olla de ferro, vol. V, no. 2
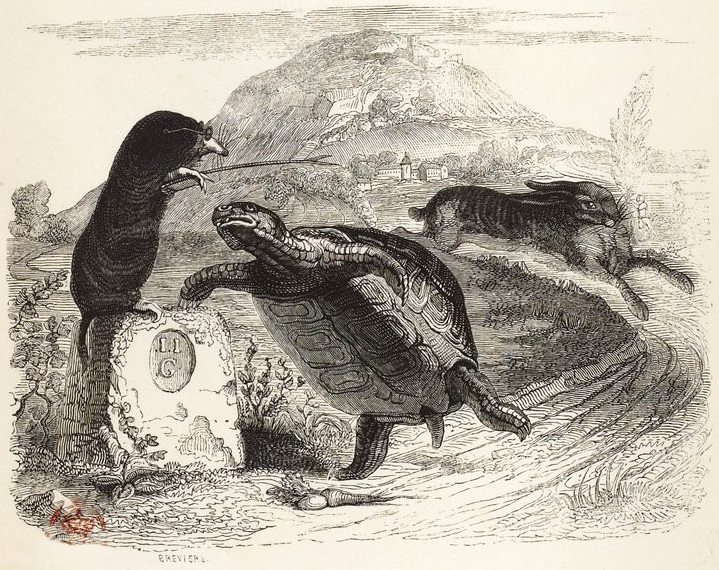
La llebre i la tortuga, vol. VI, no. 10
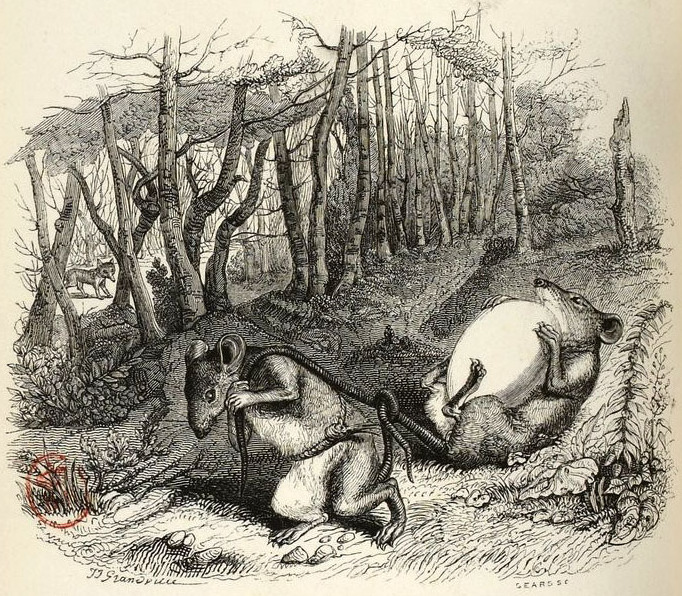
Les dues rates, la guineu i l'ou, vol. X, no. 1

Un autre monde (1843-44), dibuixos preliminars: grafit, ploma i tinta, alguns amb aquarel·la

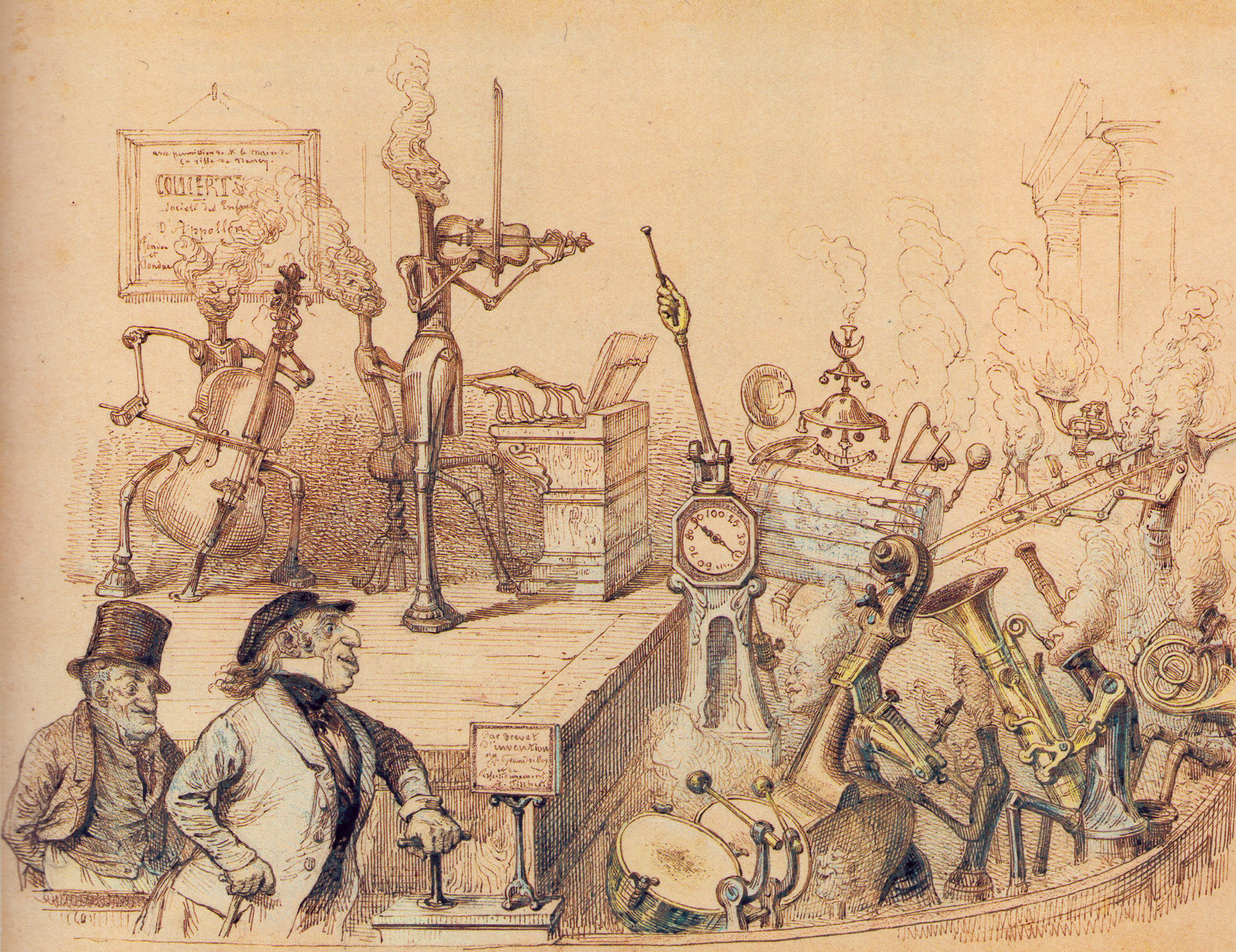
Concert a la Vapor, col·lecció privada
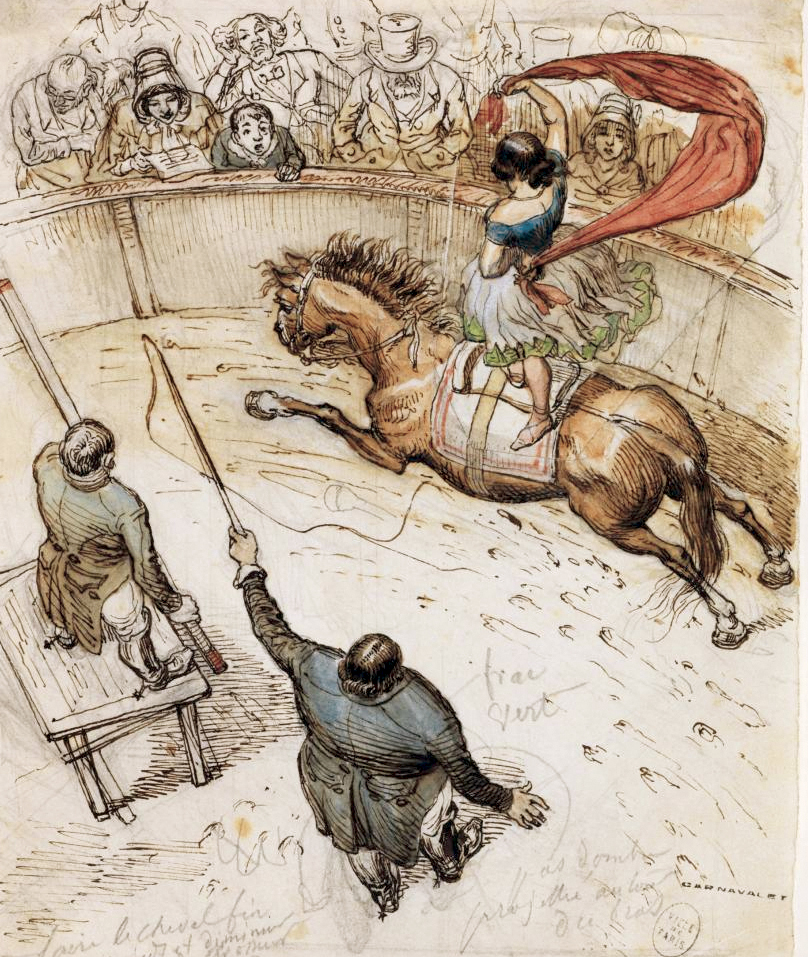
El circ vist des del cel, Museu Carnavalet
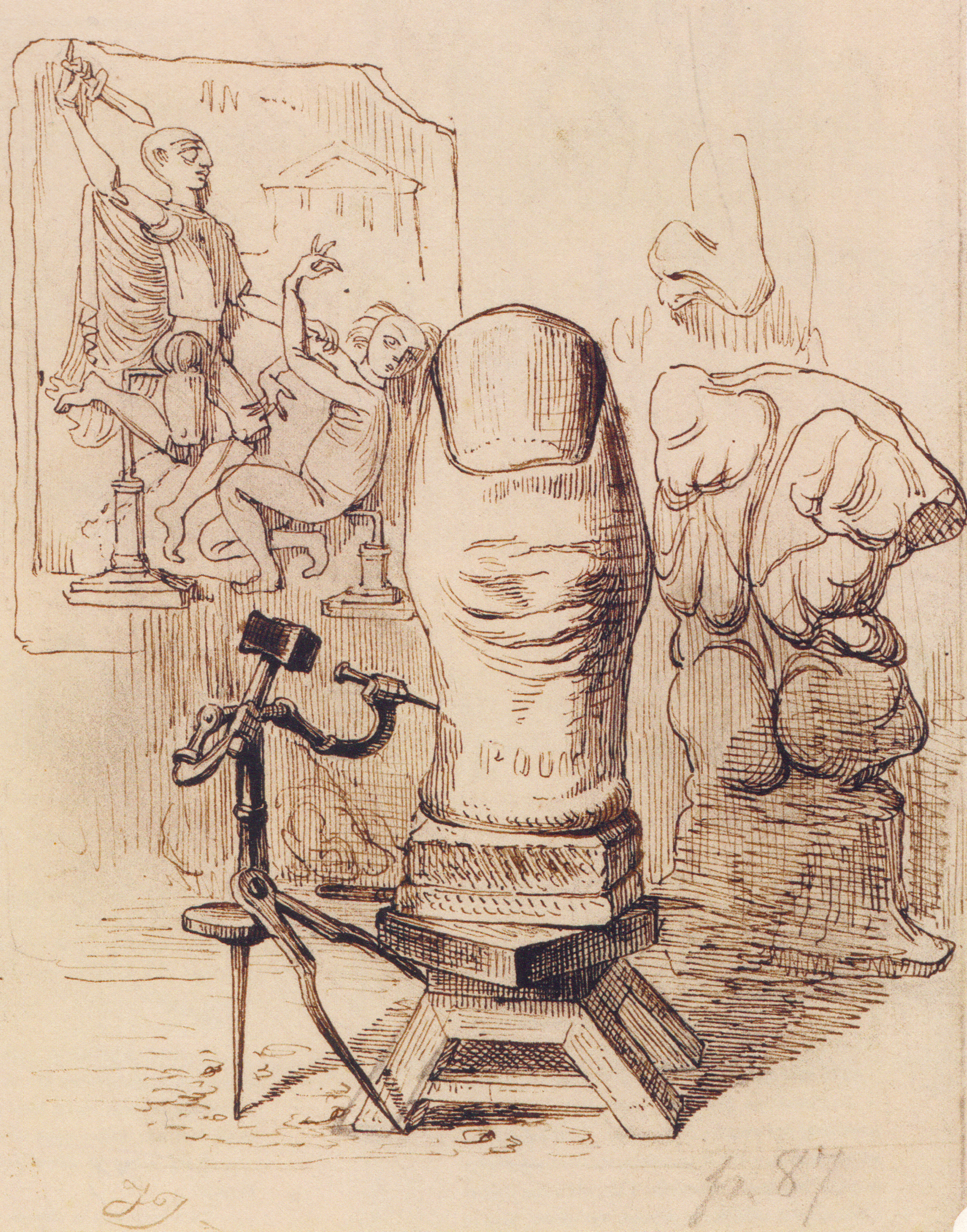
El dit de Déu, col·lecció privada
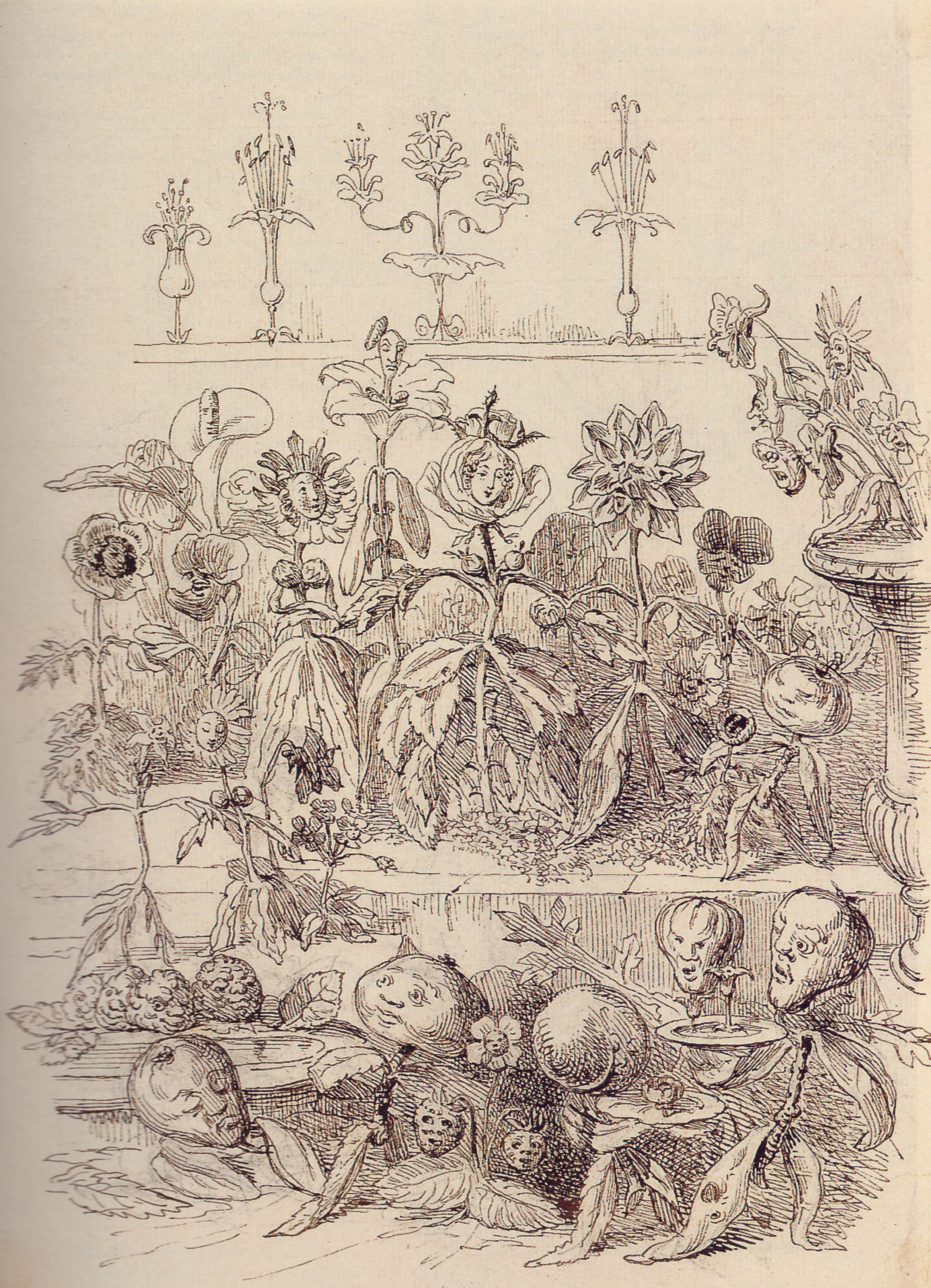
La Festa de les Flors, col·lecció particular
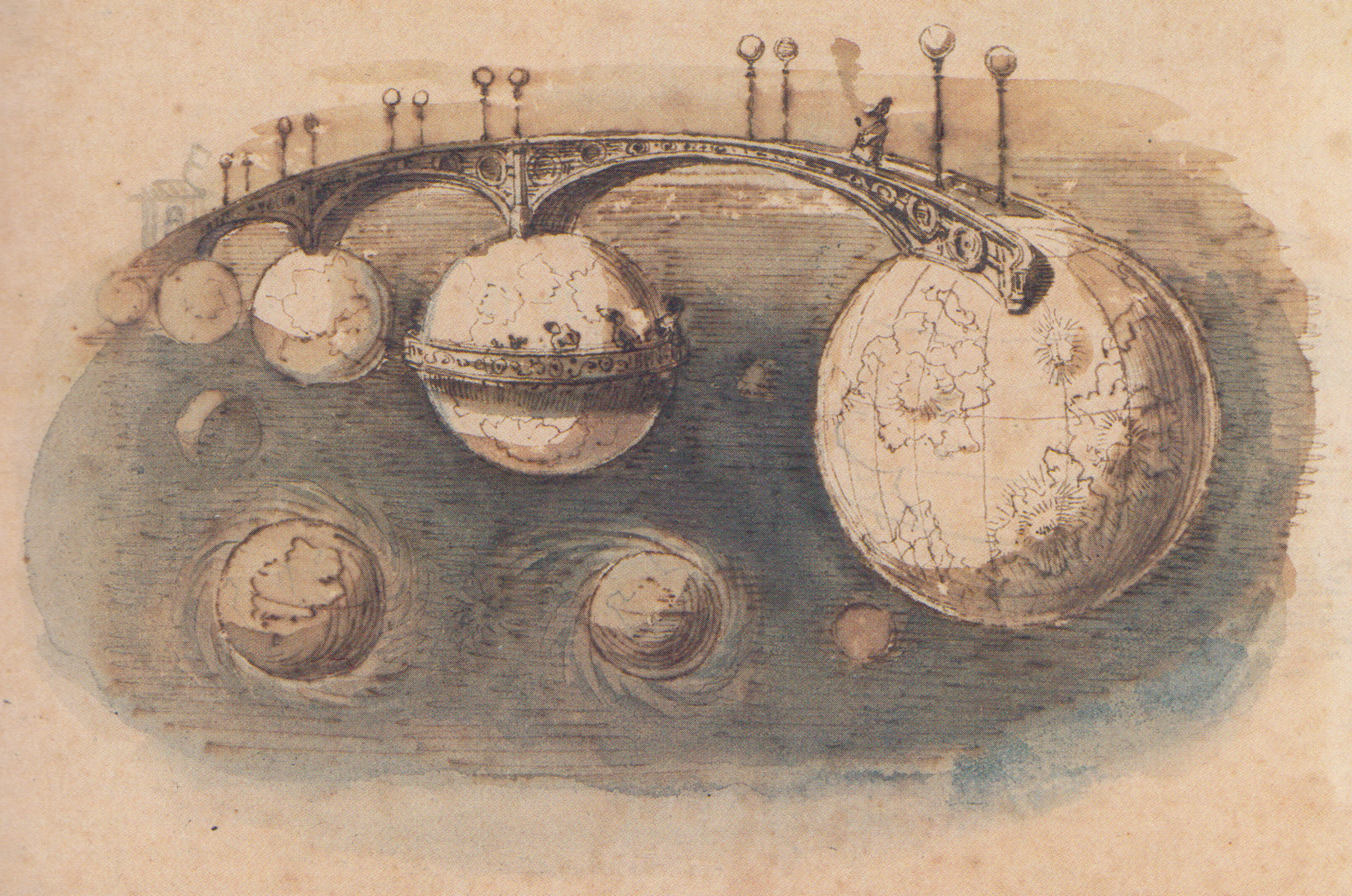
El pont dels planetes, col·lecció privada
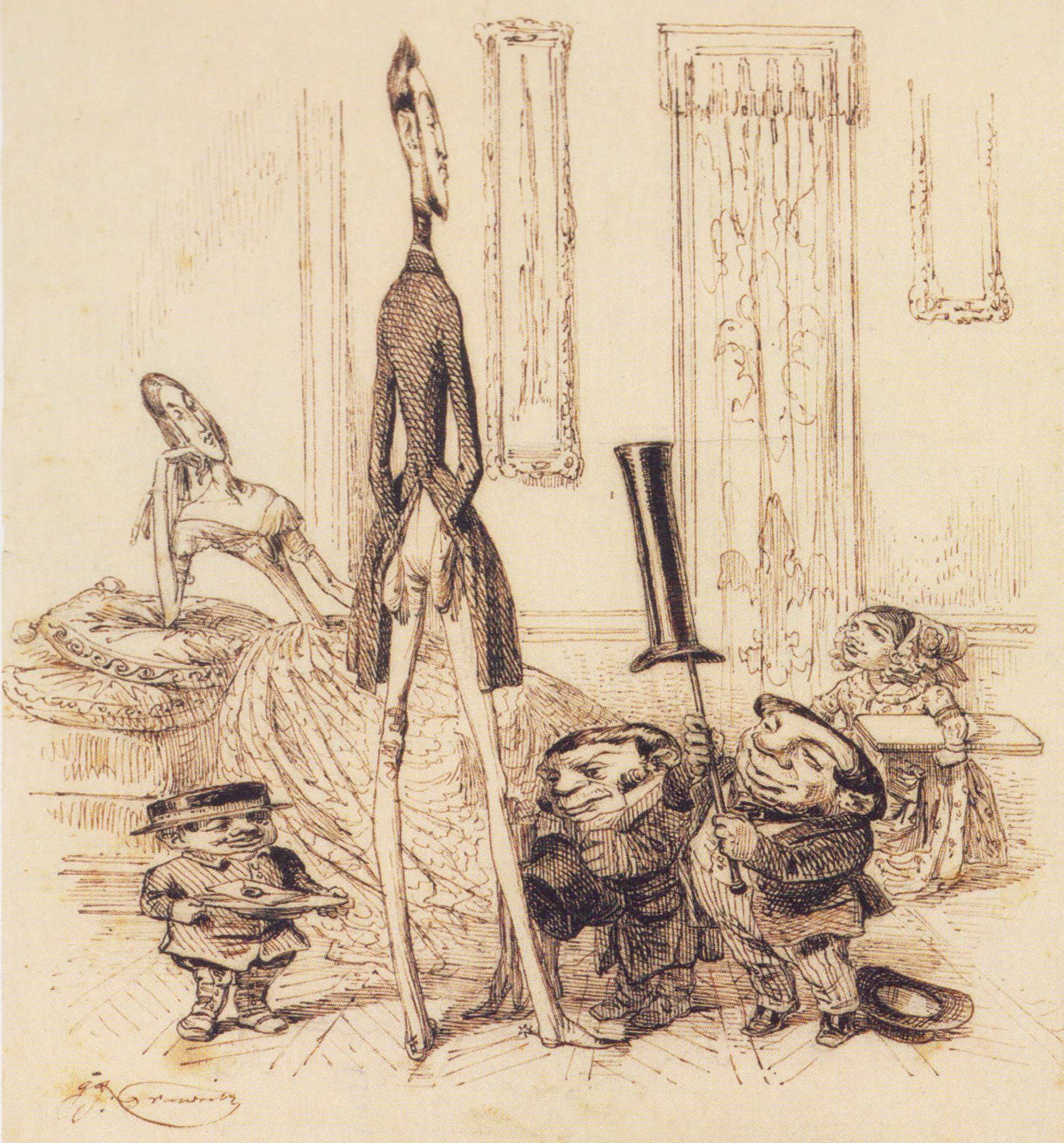
El gran i el petit, col·lecció privada
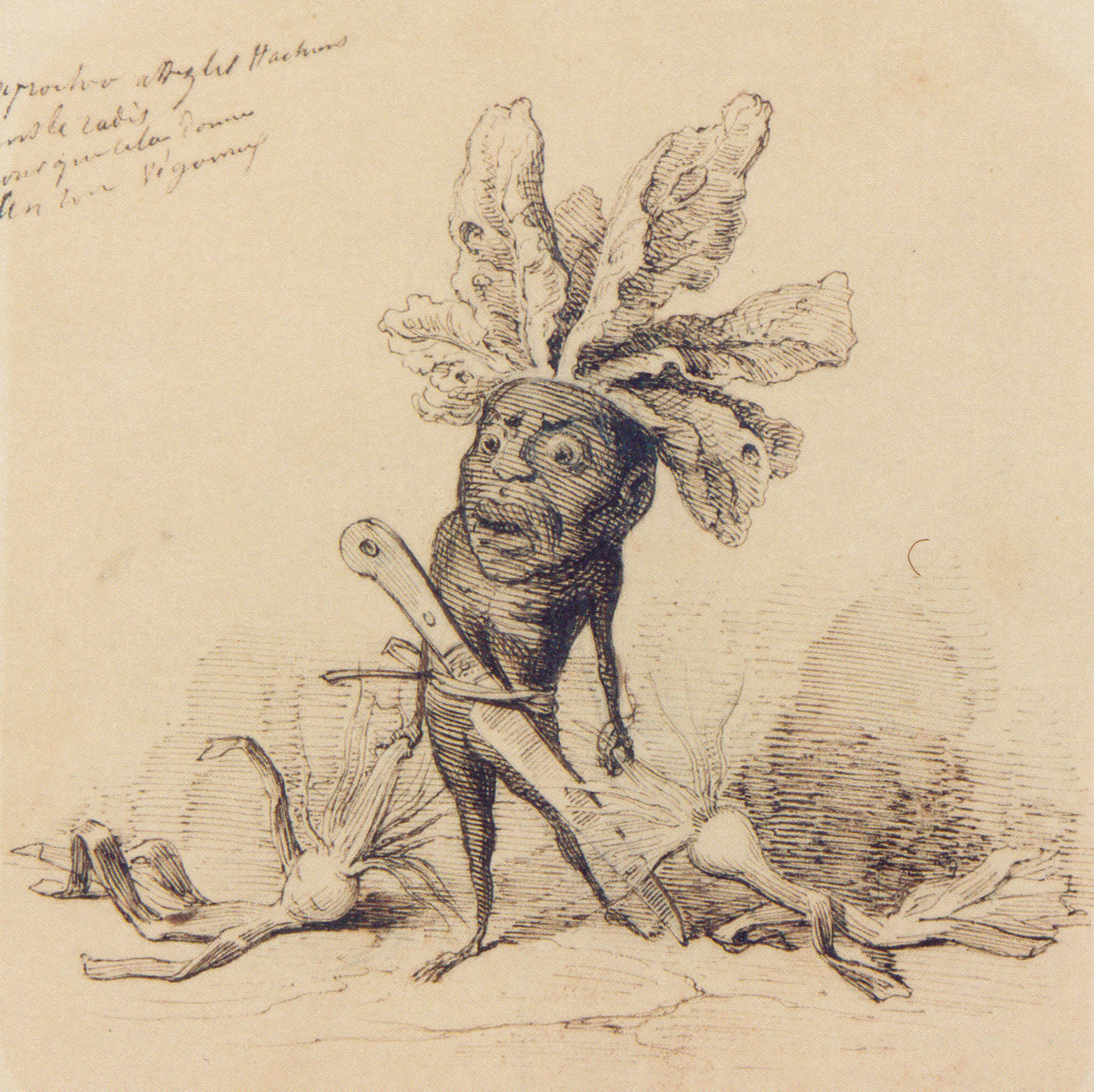
A Dramatic Radish, Bibliothèque municipale de Nancy

Un autre monde (1844), gravats en fusta

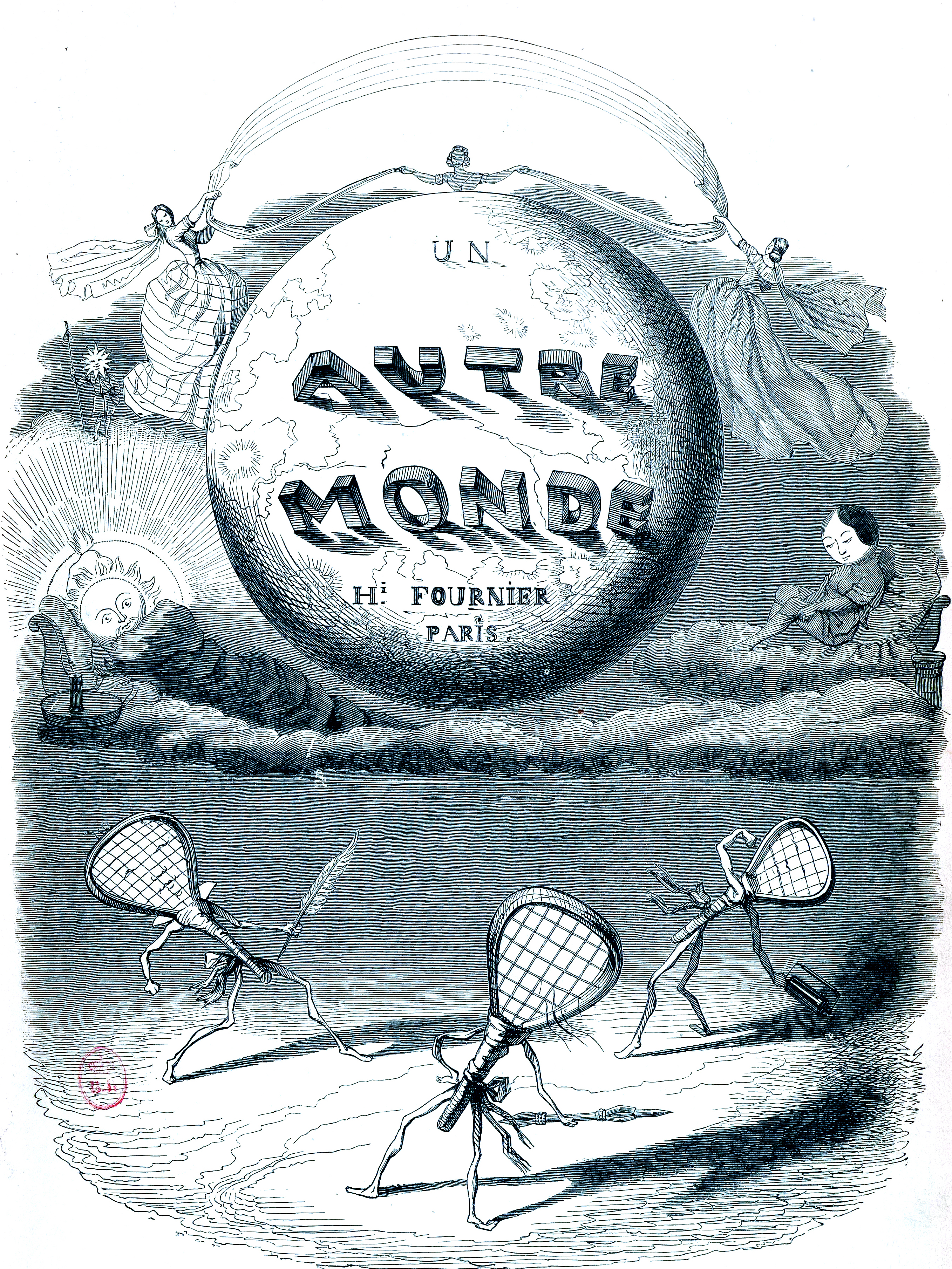
Un altre món, Portada
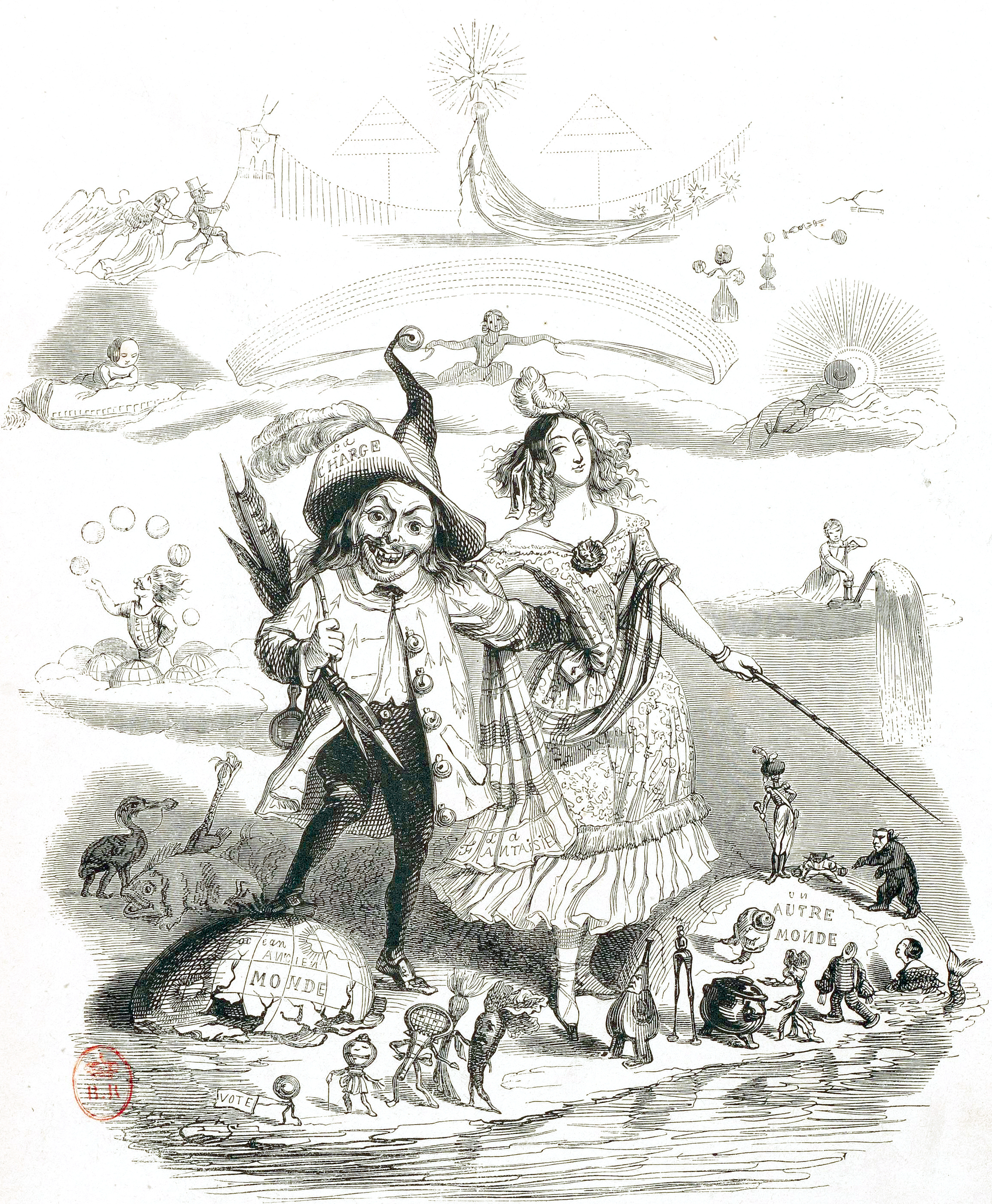
Un altre món, Frontispice
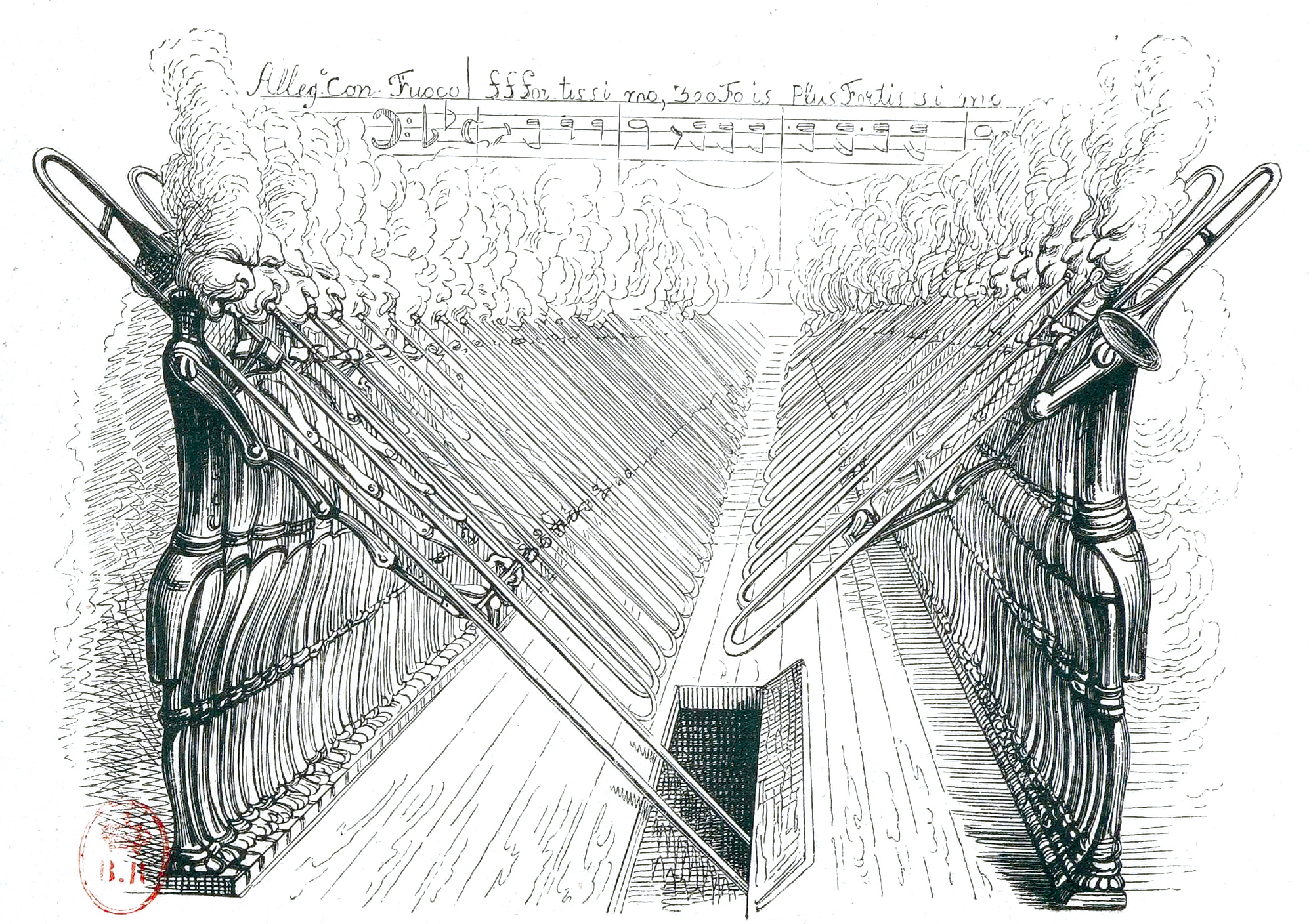
200 trombons interpretant una melodia de la simfonia
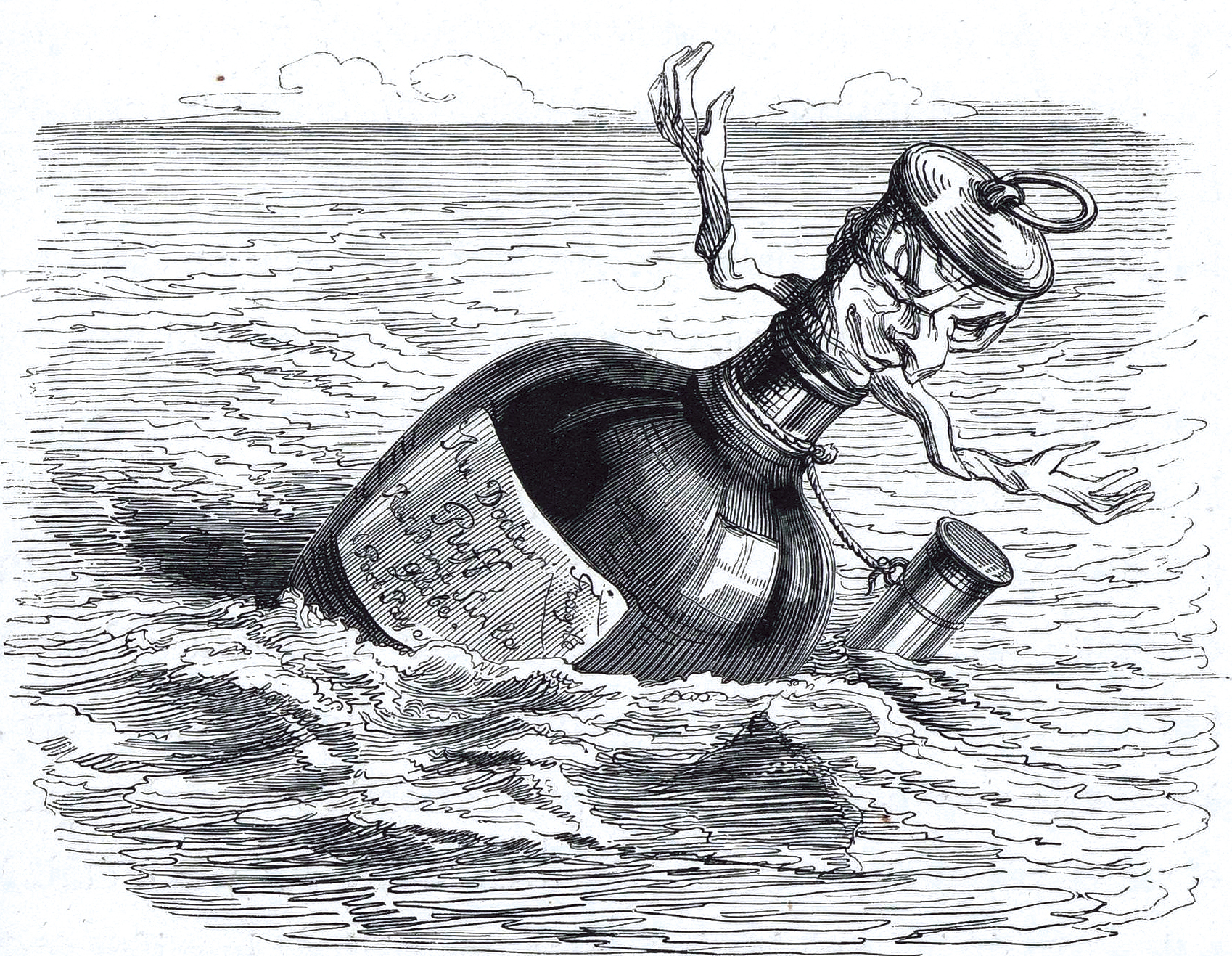
En un estoig adjunt a l'ampolla hi havia un manuscrit
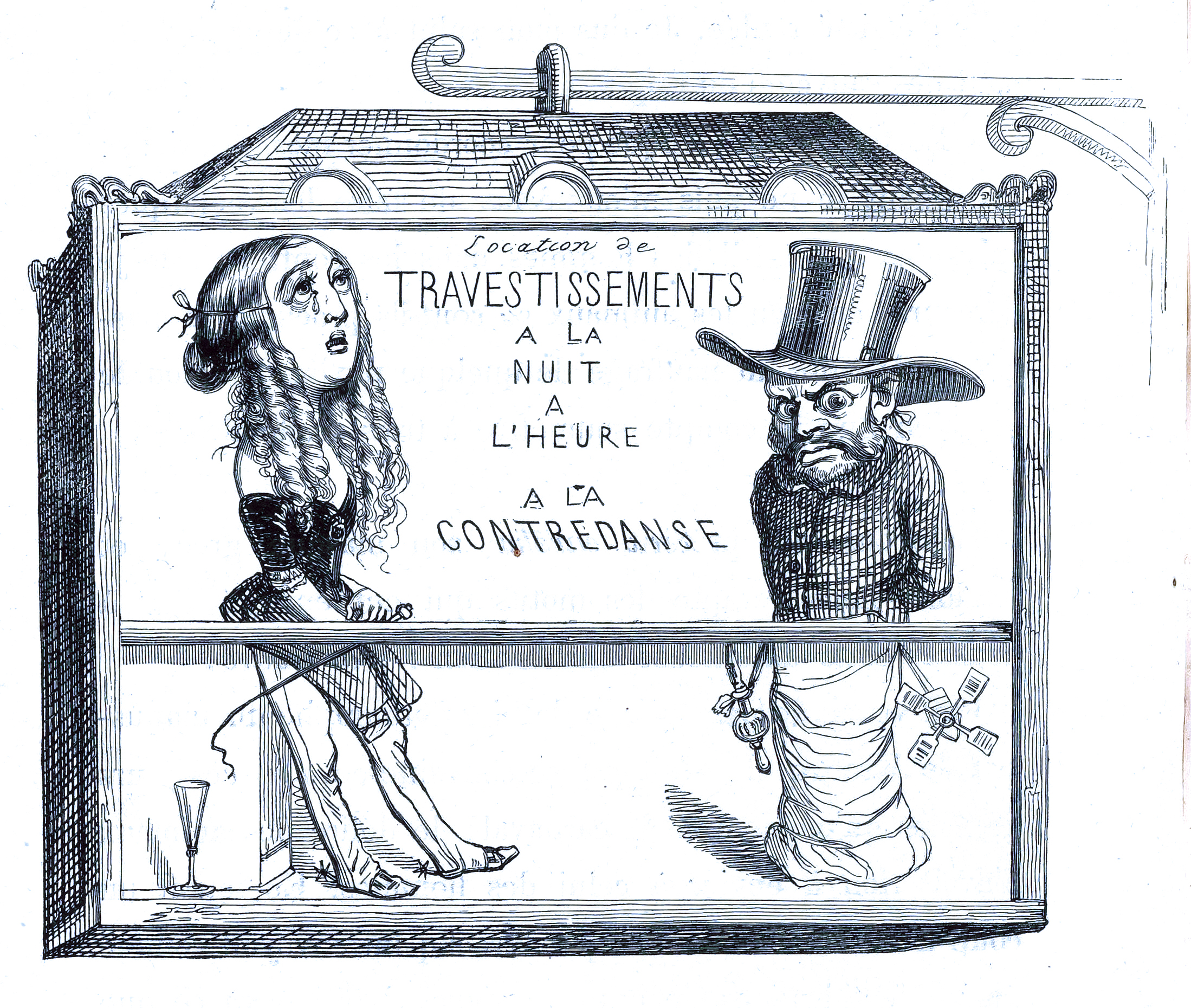
Rètol de la botiga de Puff per a disfresses de travestis
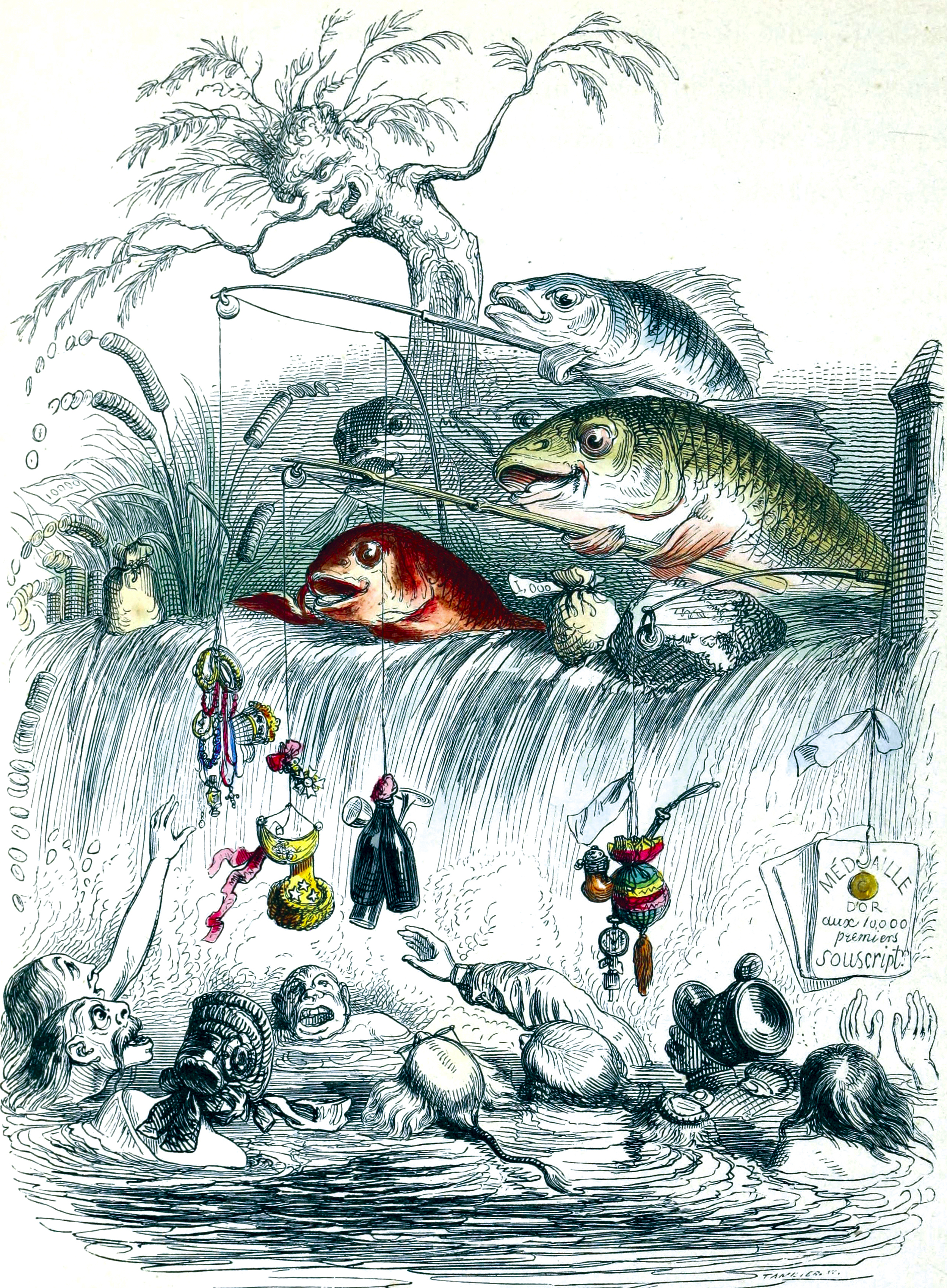
Un viatge d'abril
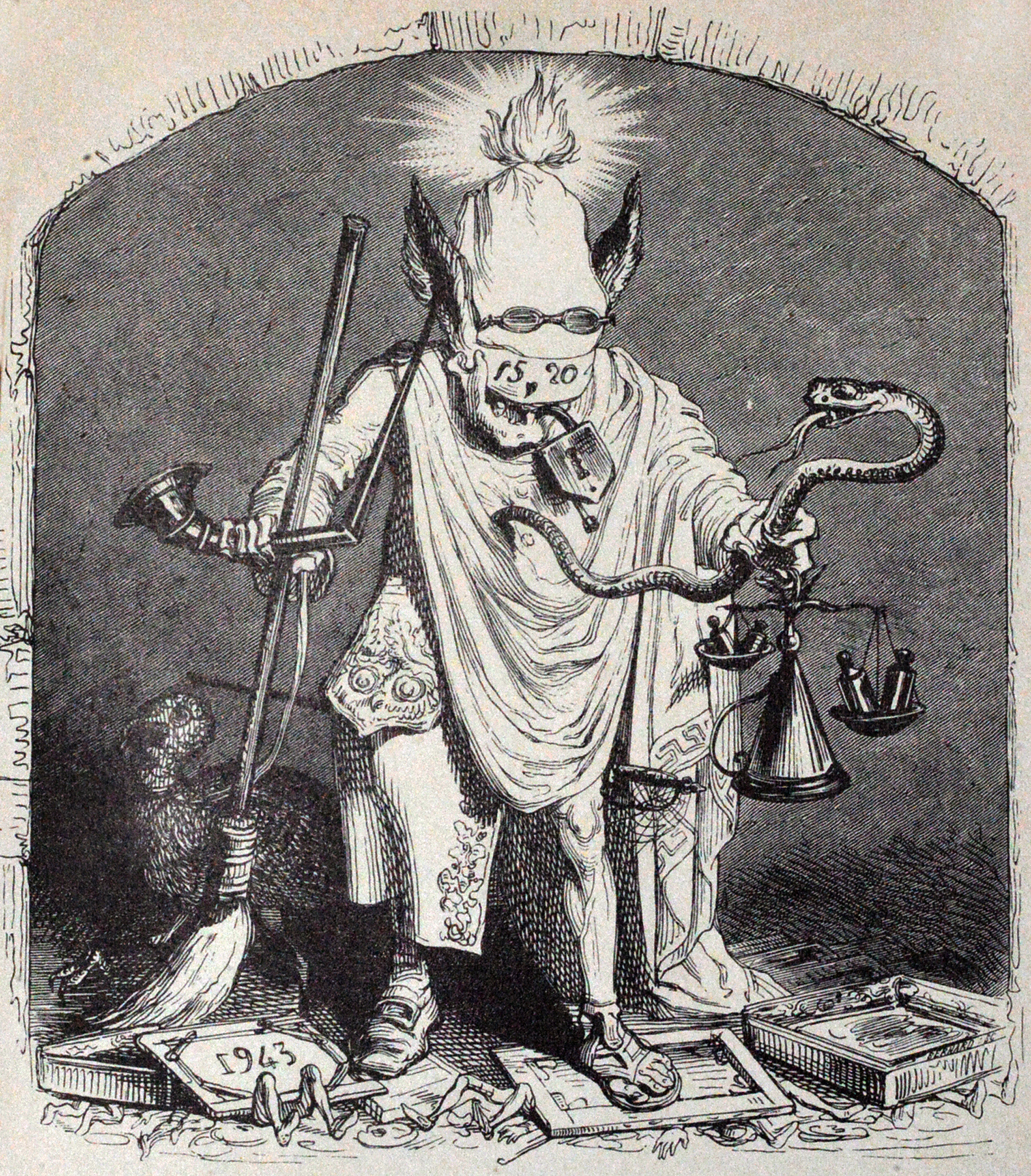
Jutge cec, sord i imparcial
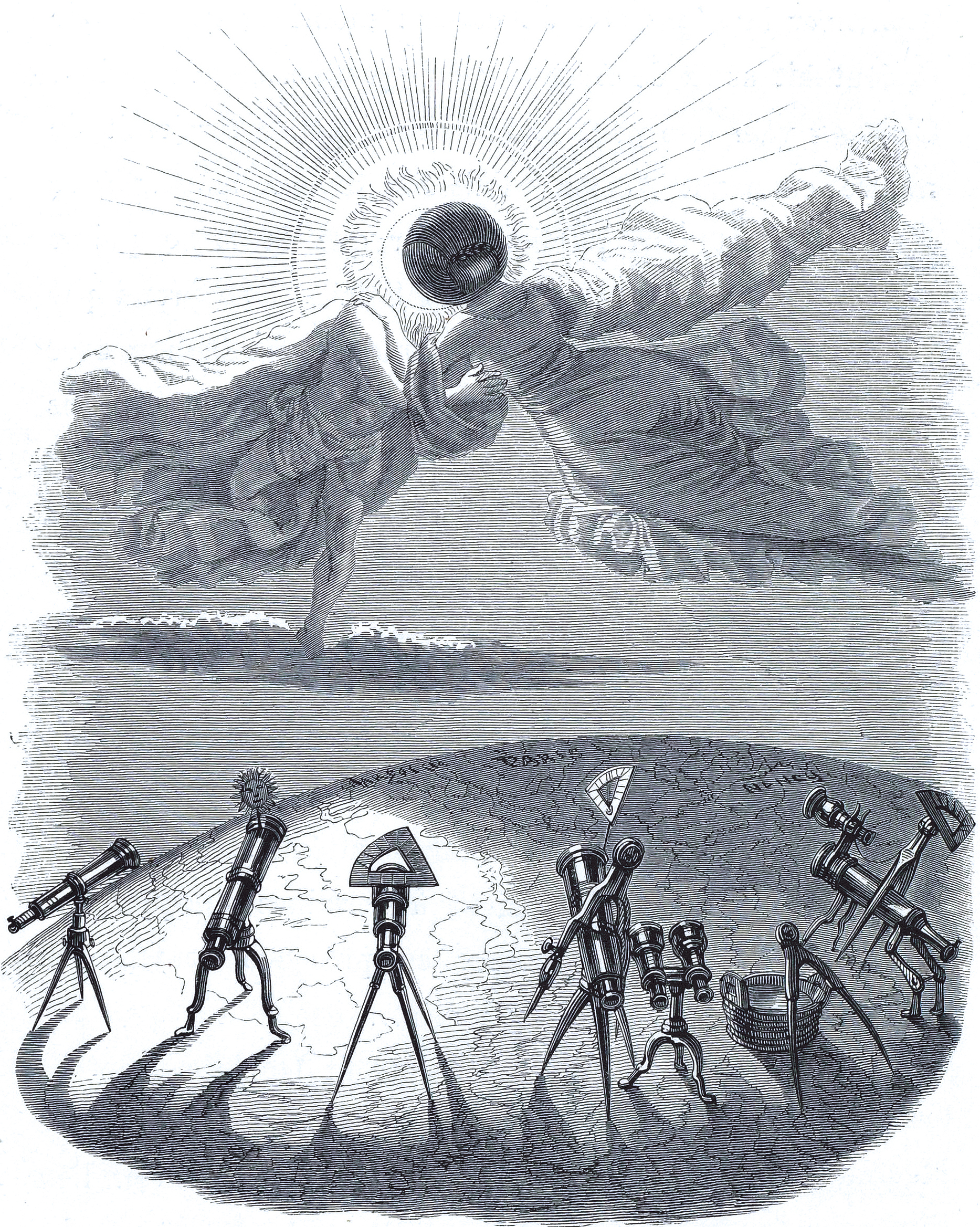
Eclipsi conjugal
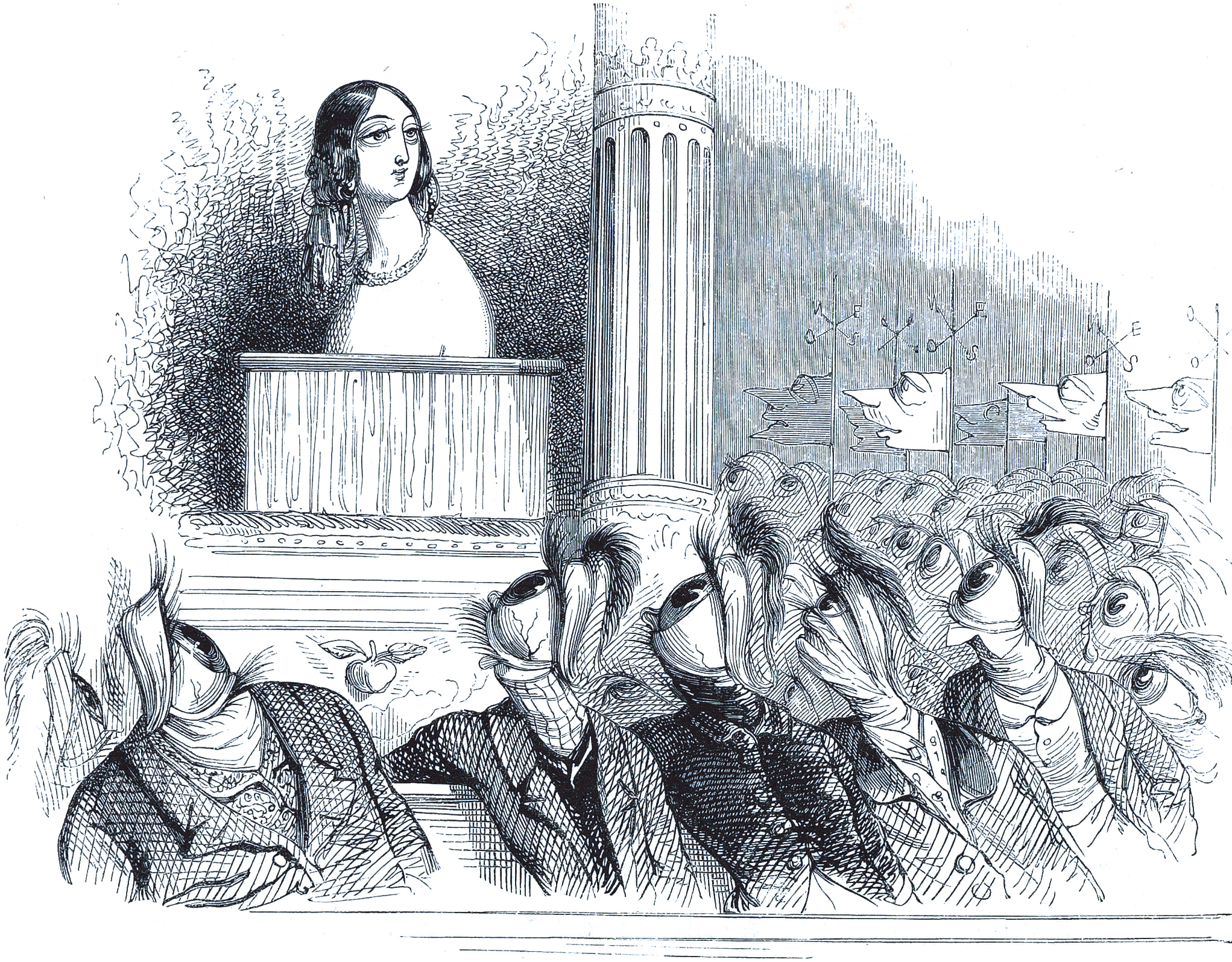
Venus de l'òpera
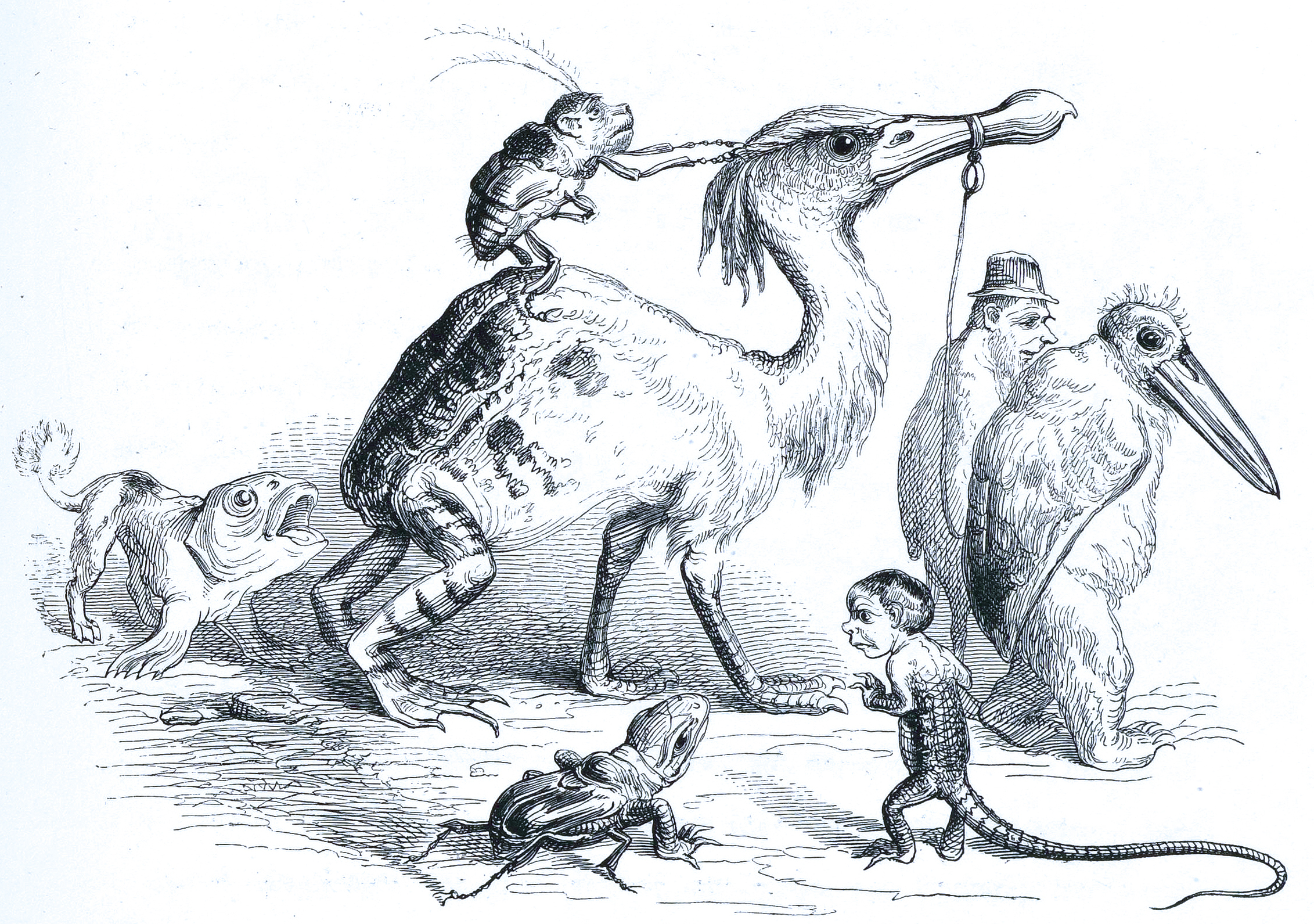
Un dromedari amfibi
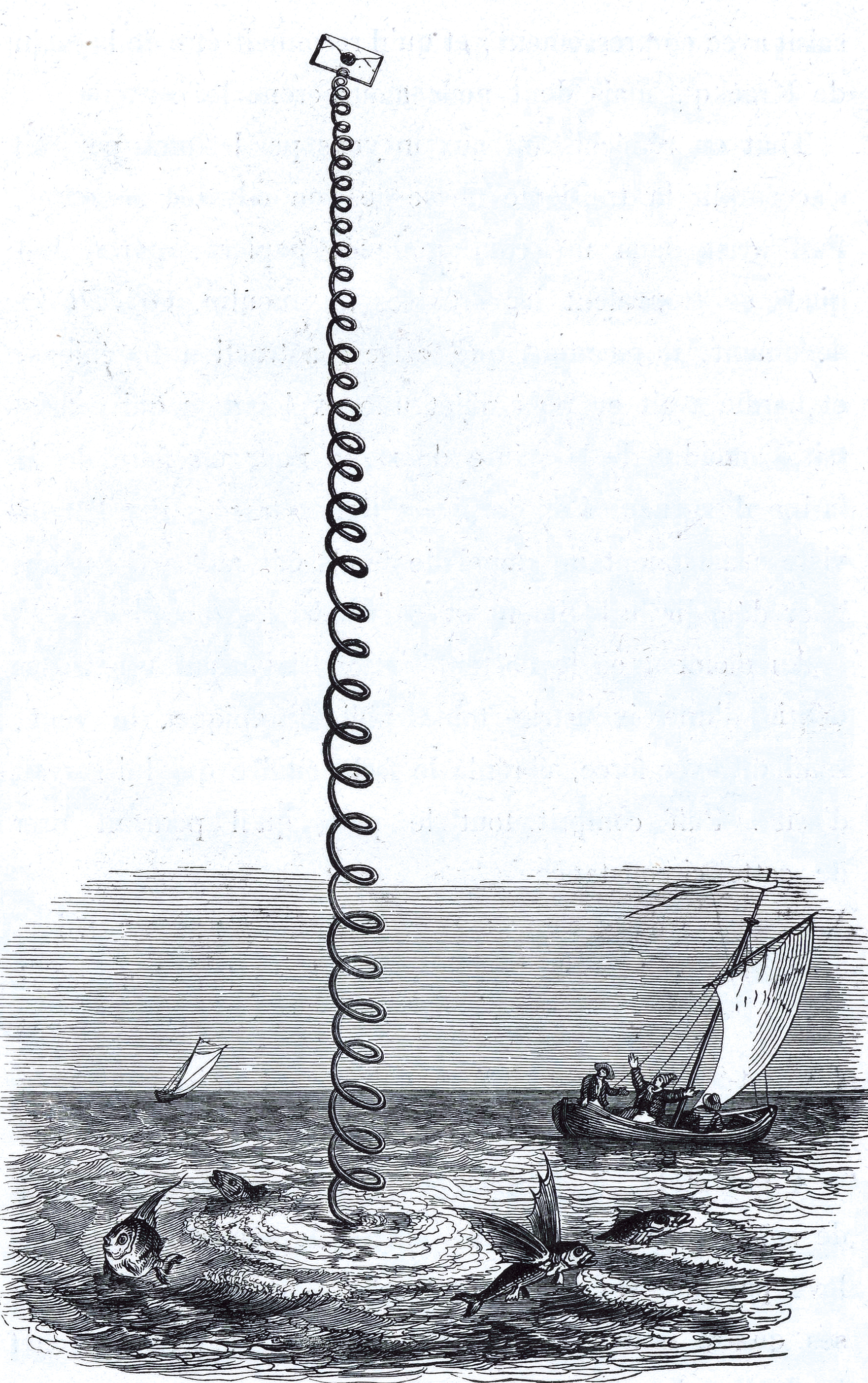
Un coet elàstic
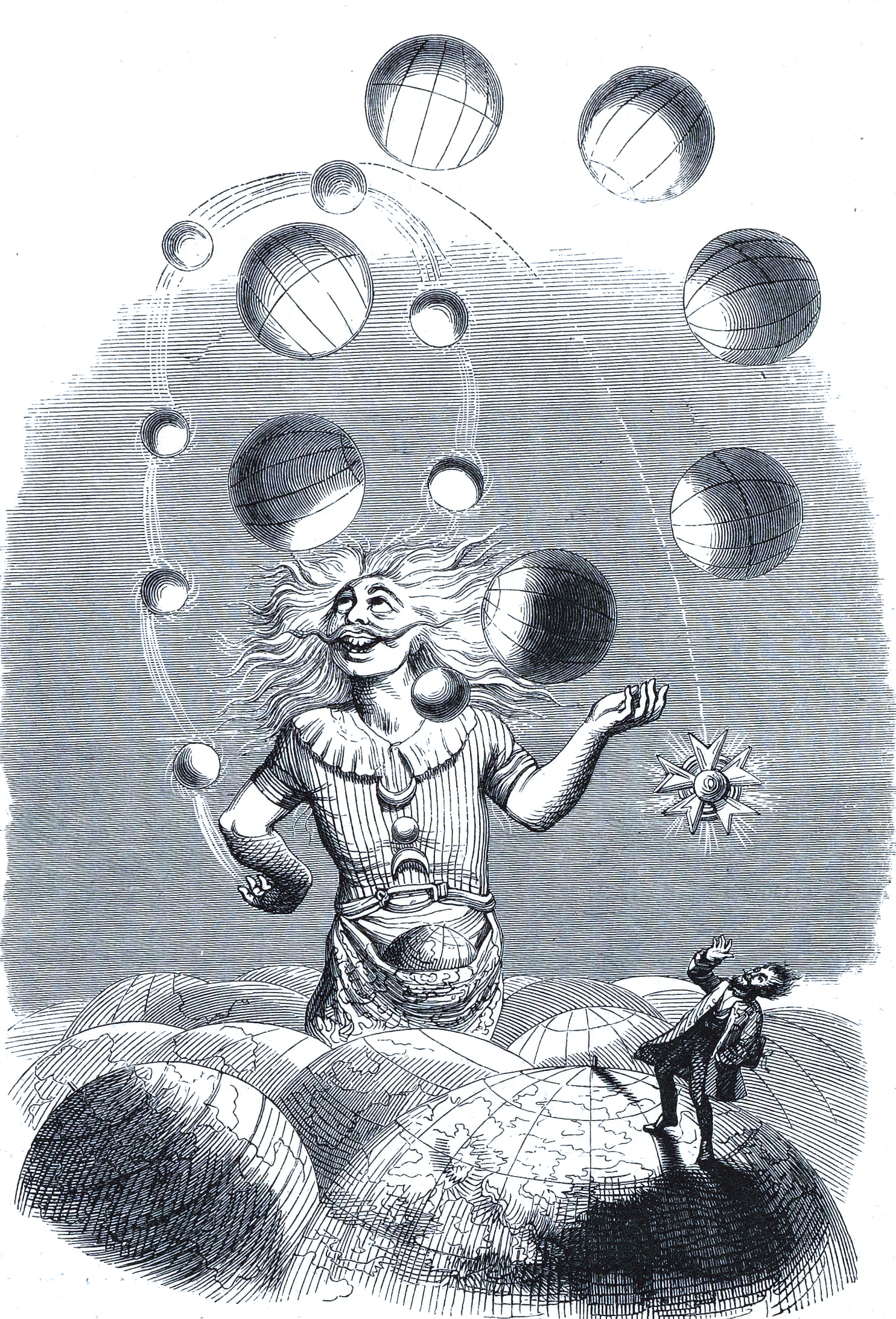
Un mag amb els planetes
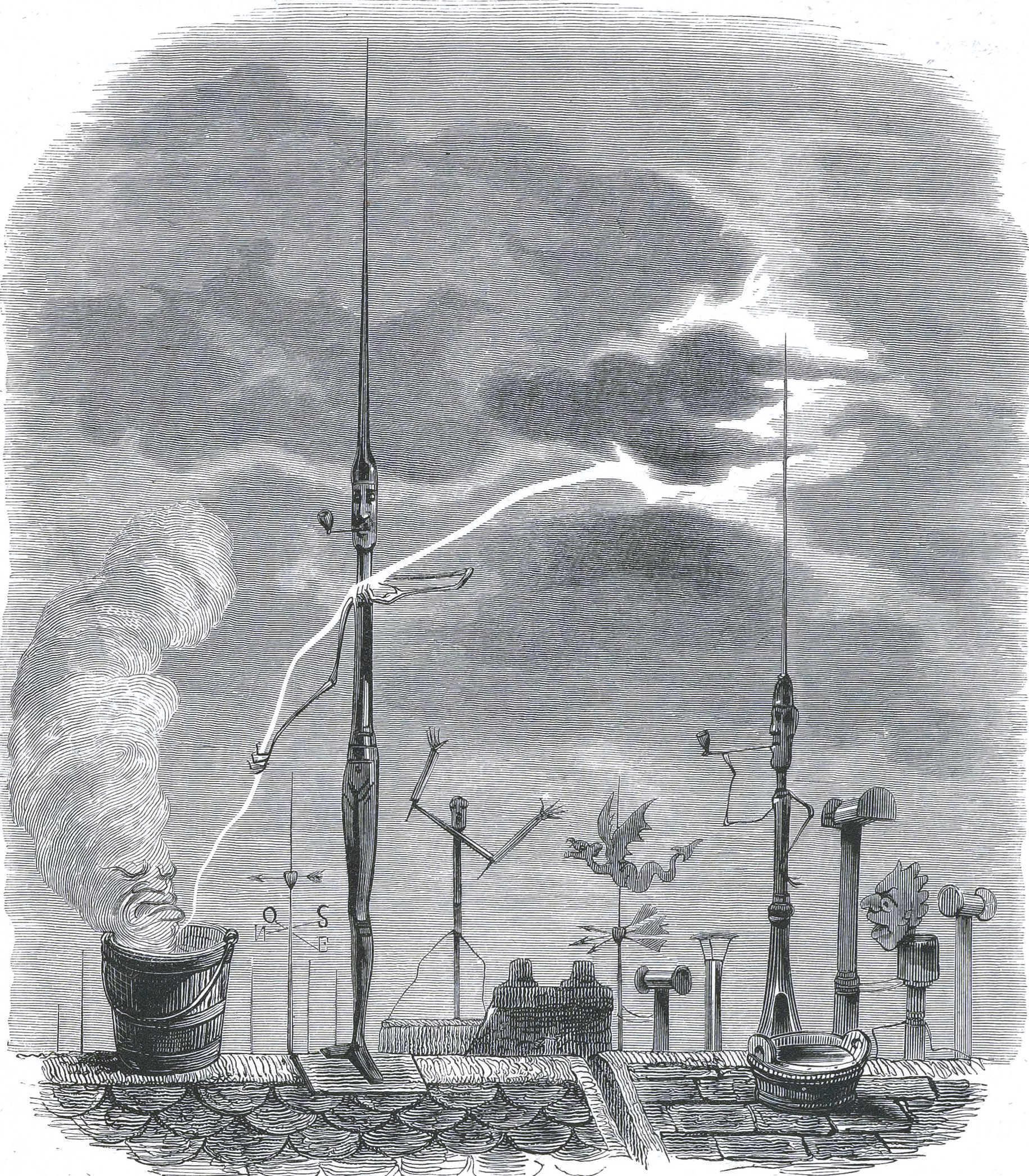
L'estiu va triar aquest lloc per fer el seu tro
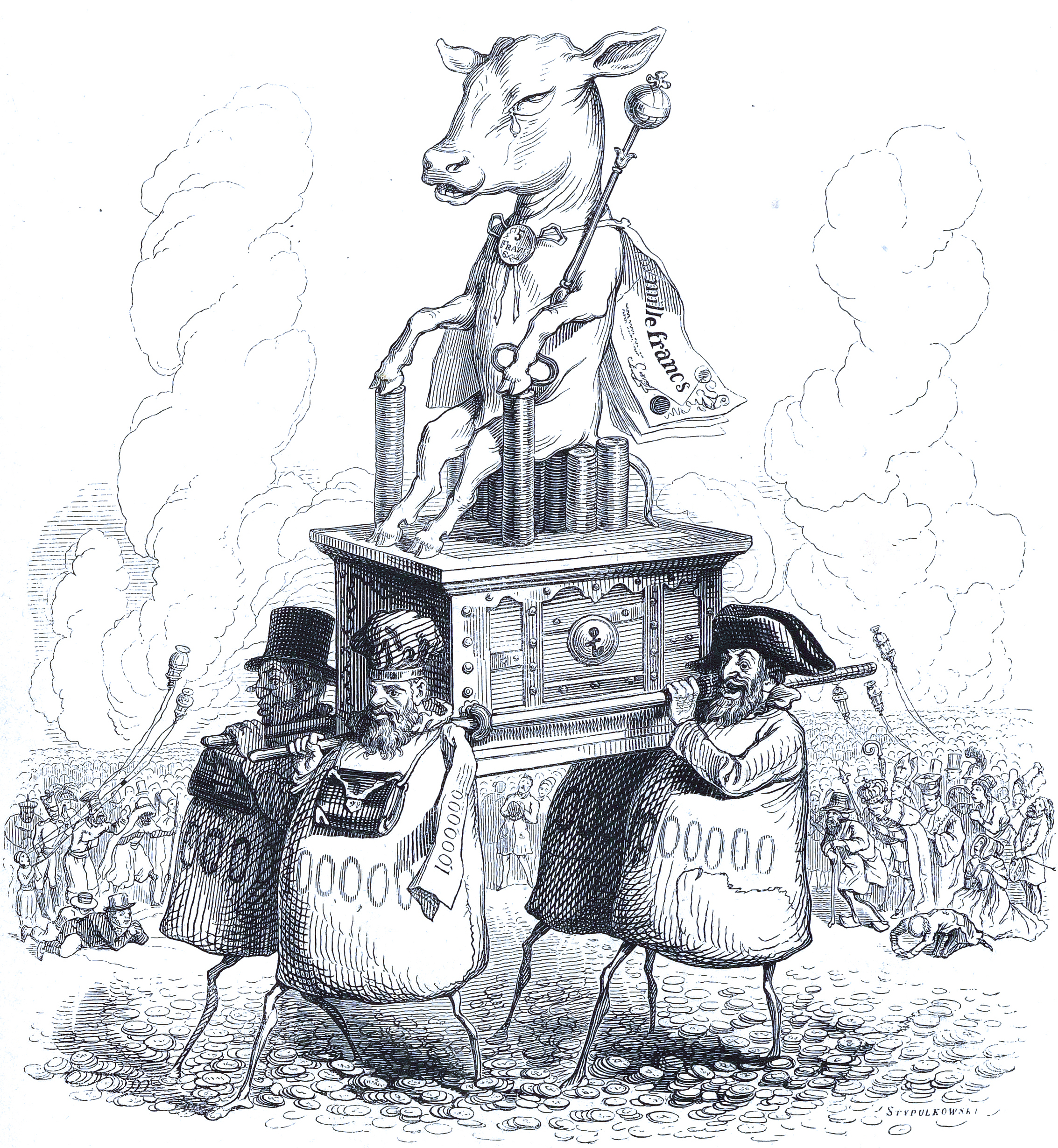
L'or és una quimera
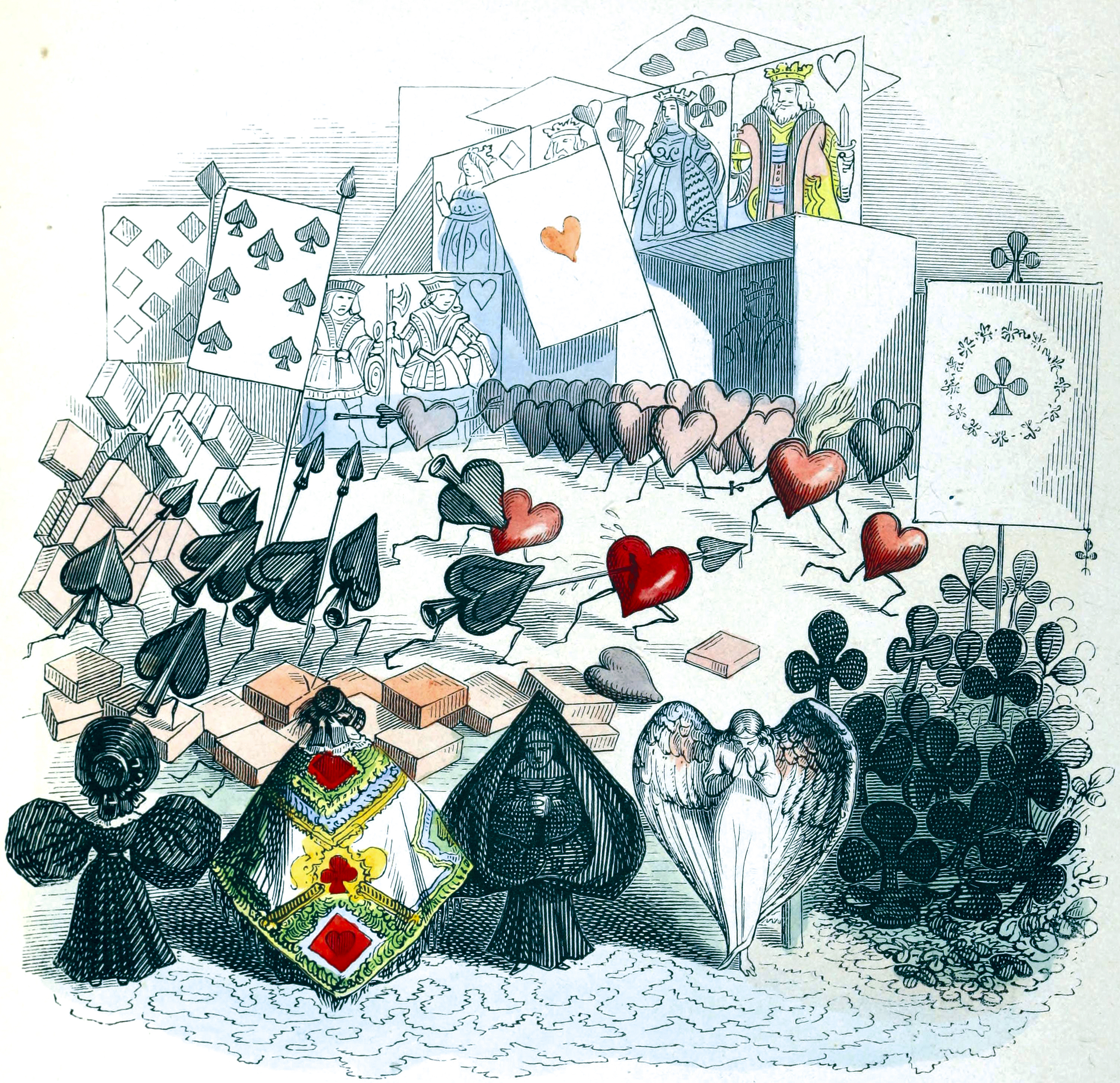
La batalla de les cartes
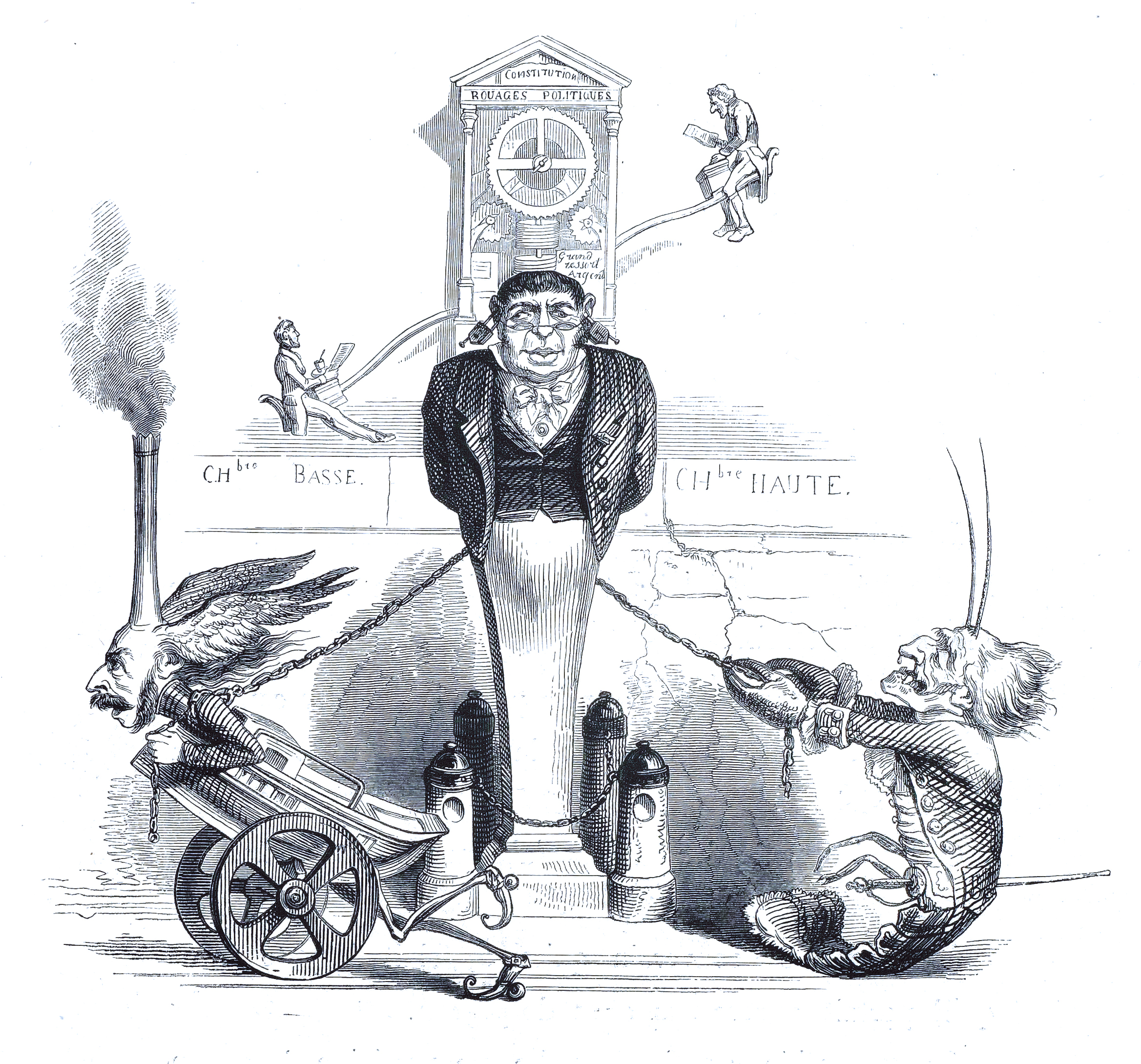
La seva habilitat consisteix a ser immòbil

Jérôme Paturot à la recherche d'une position sociale (1846), gravats en fusta

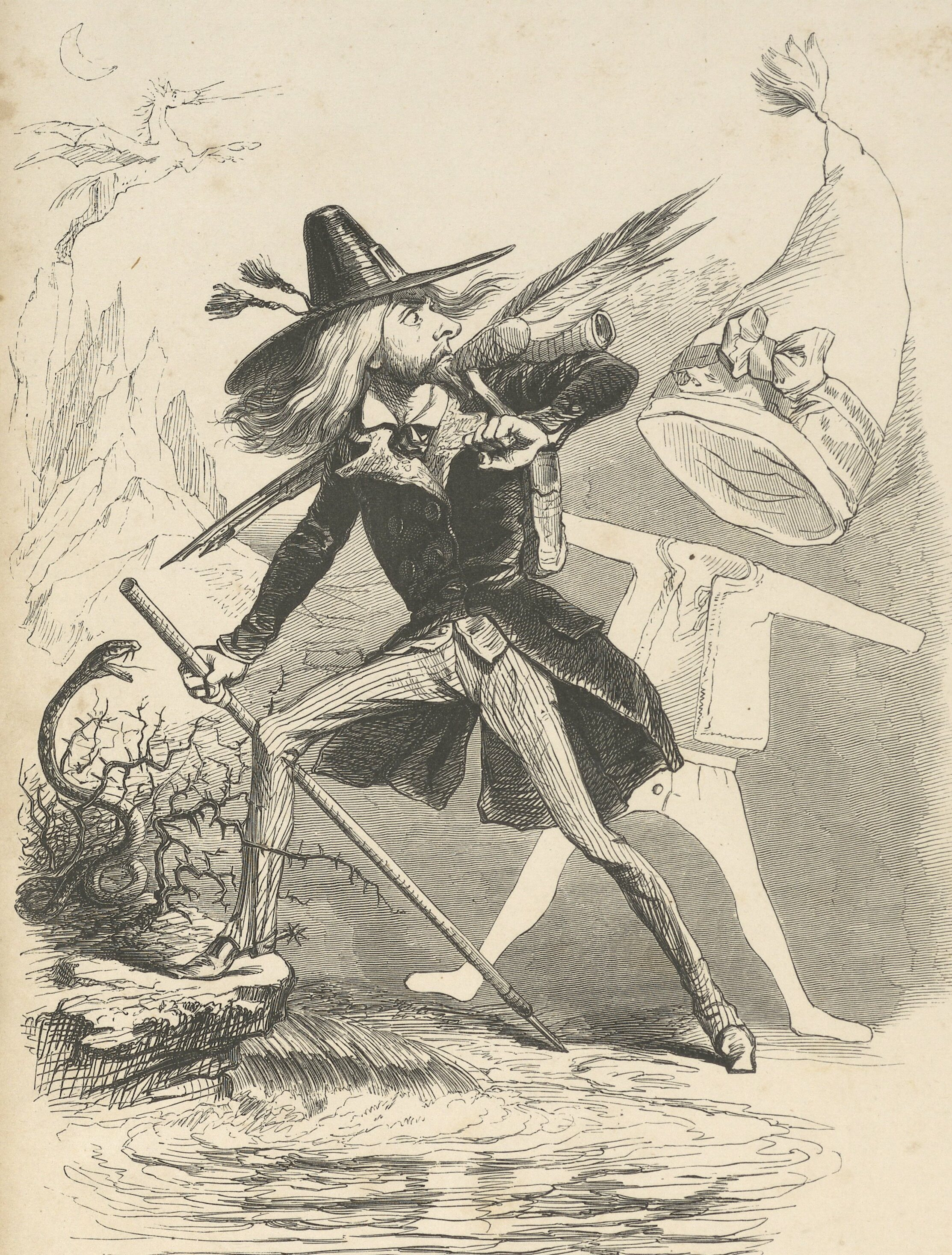
Portada
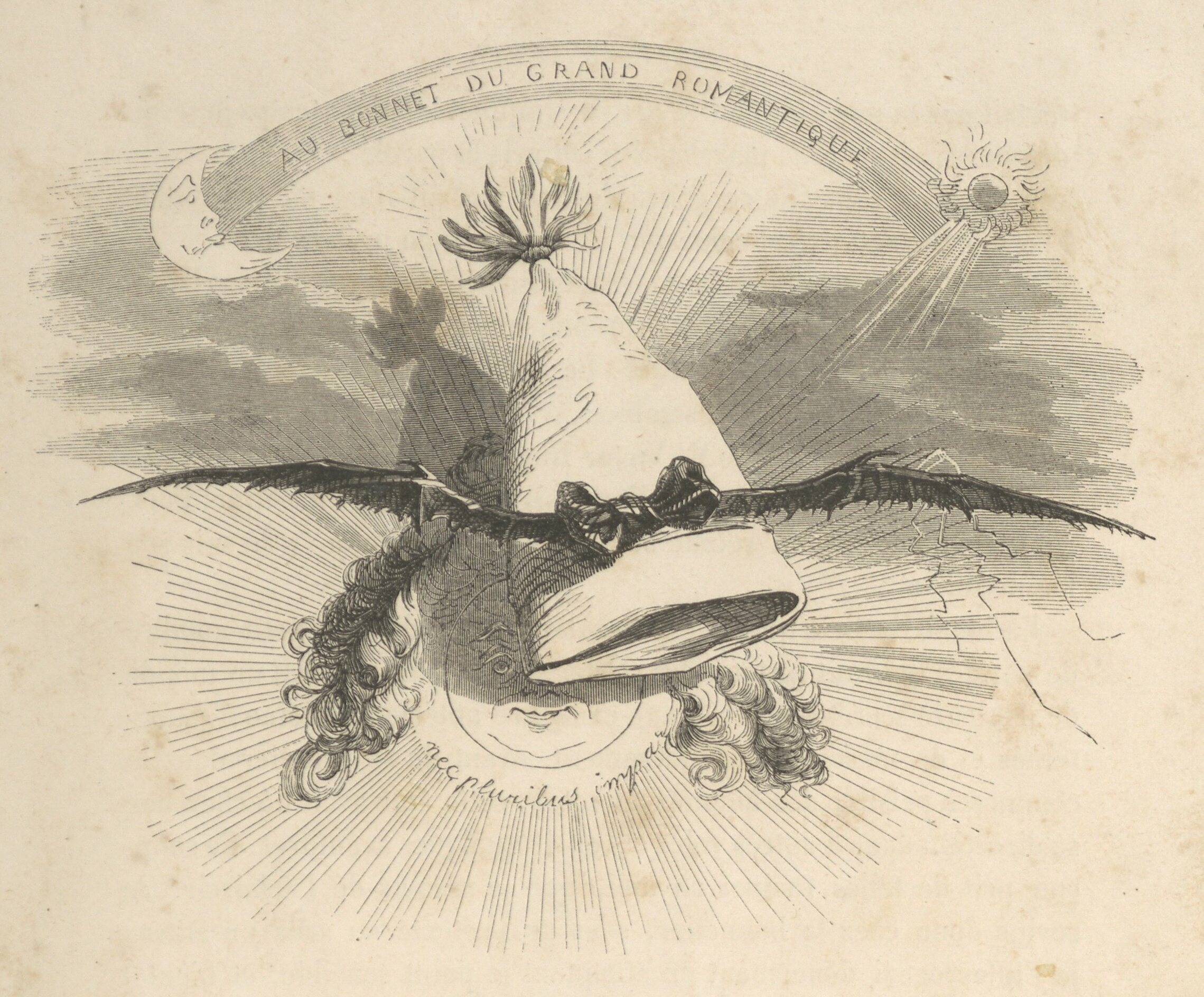
El Capó del Gran Romàntic
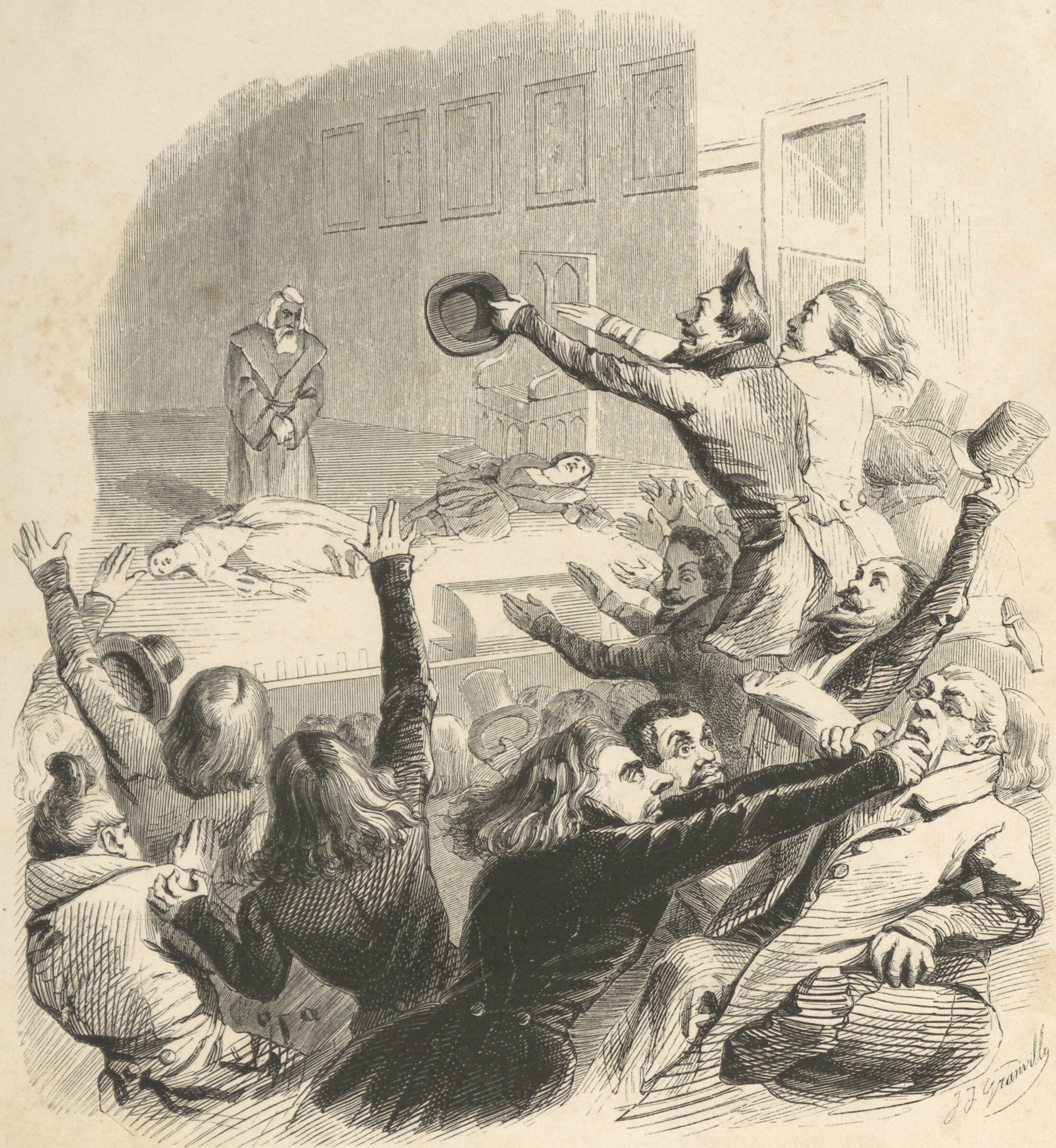
L'estrena d'Hernani
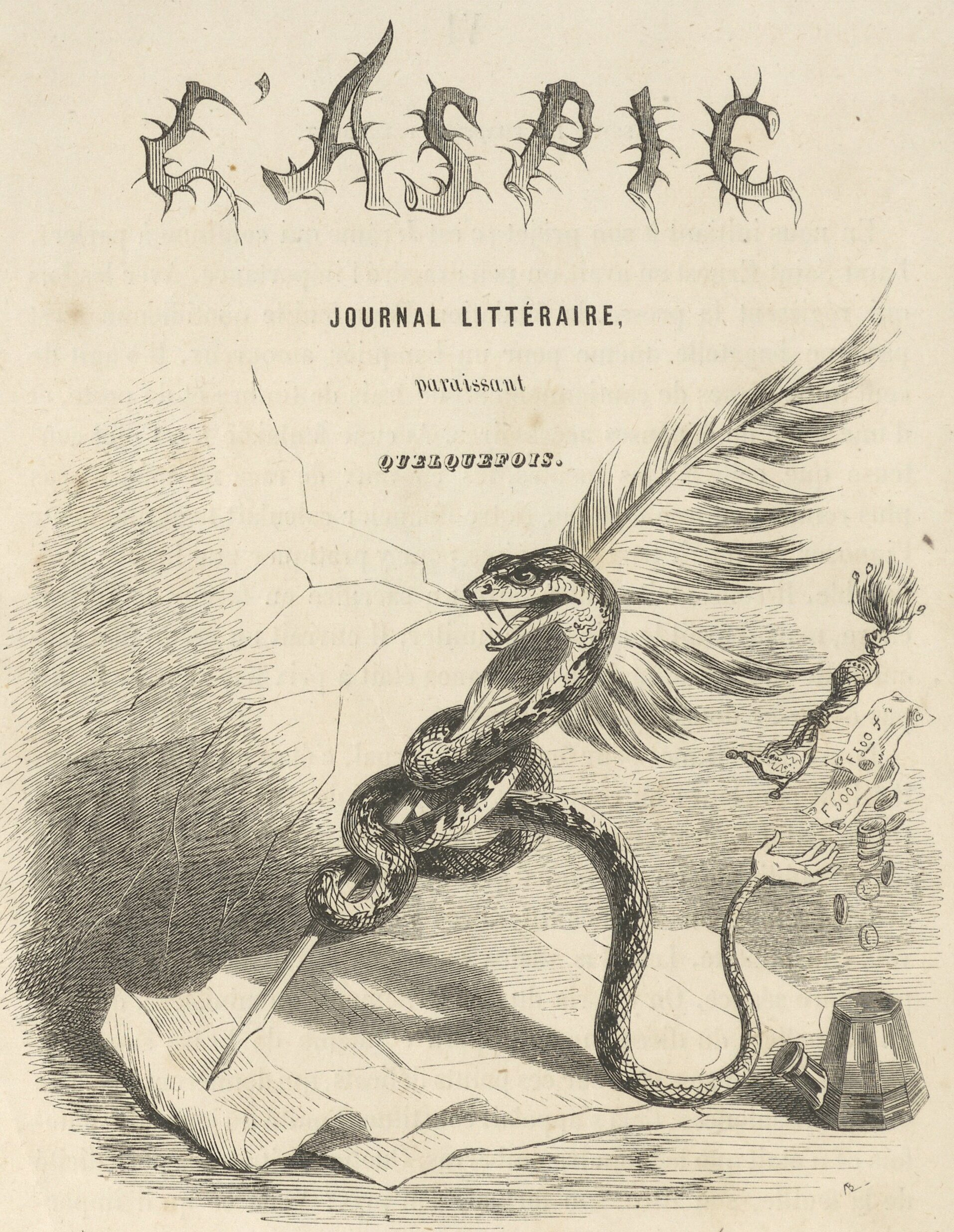
The Asp, Revista Literària
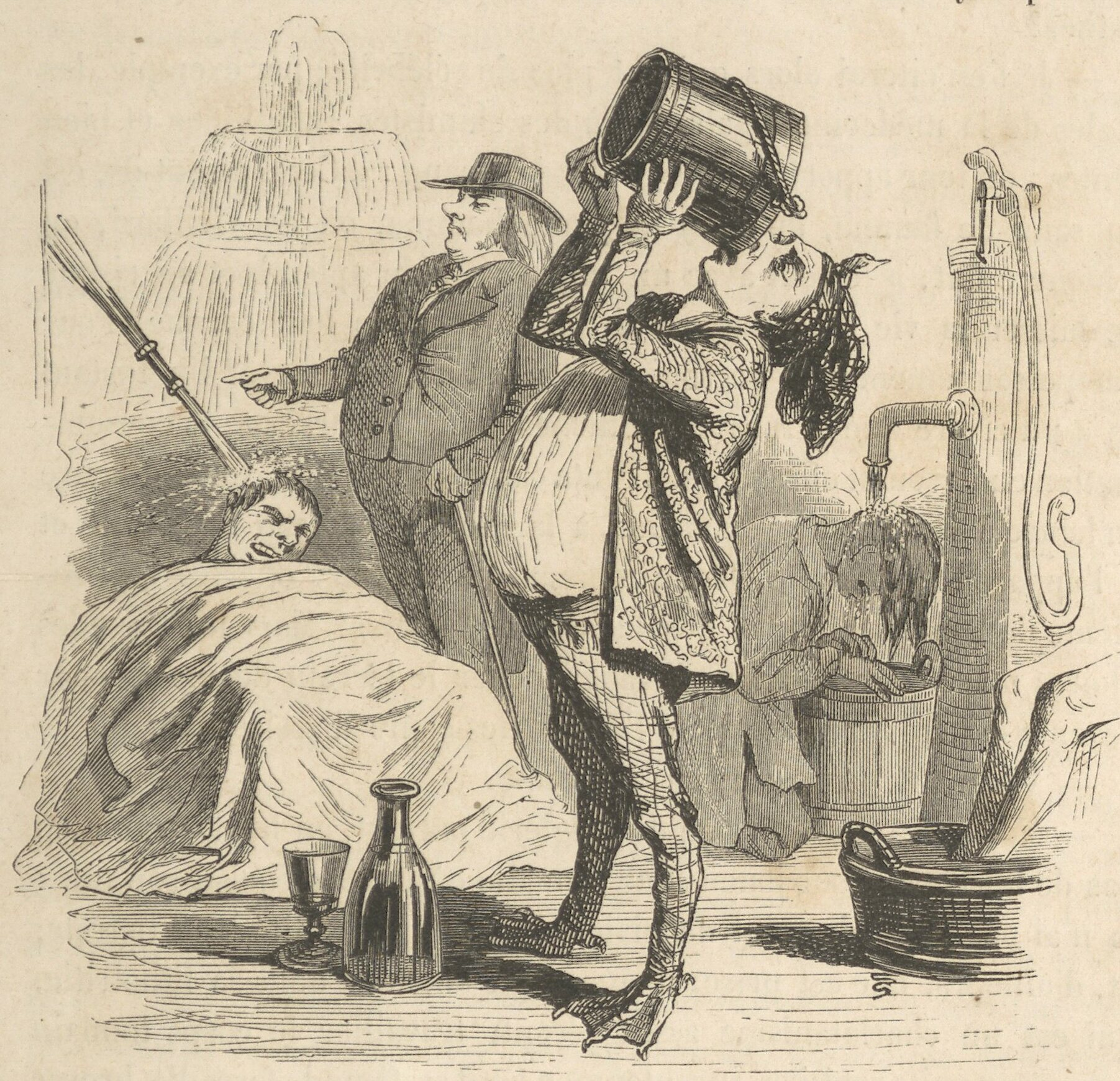
La cura de l'aigua
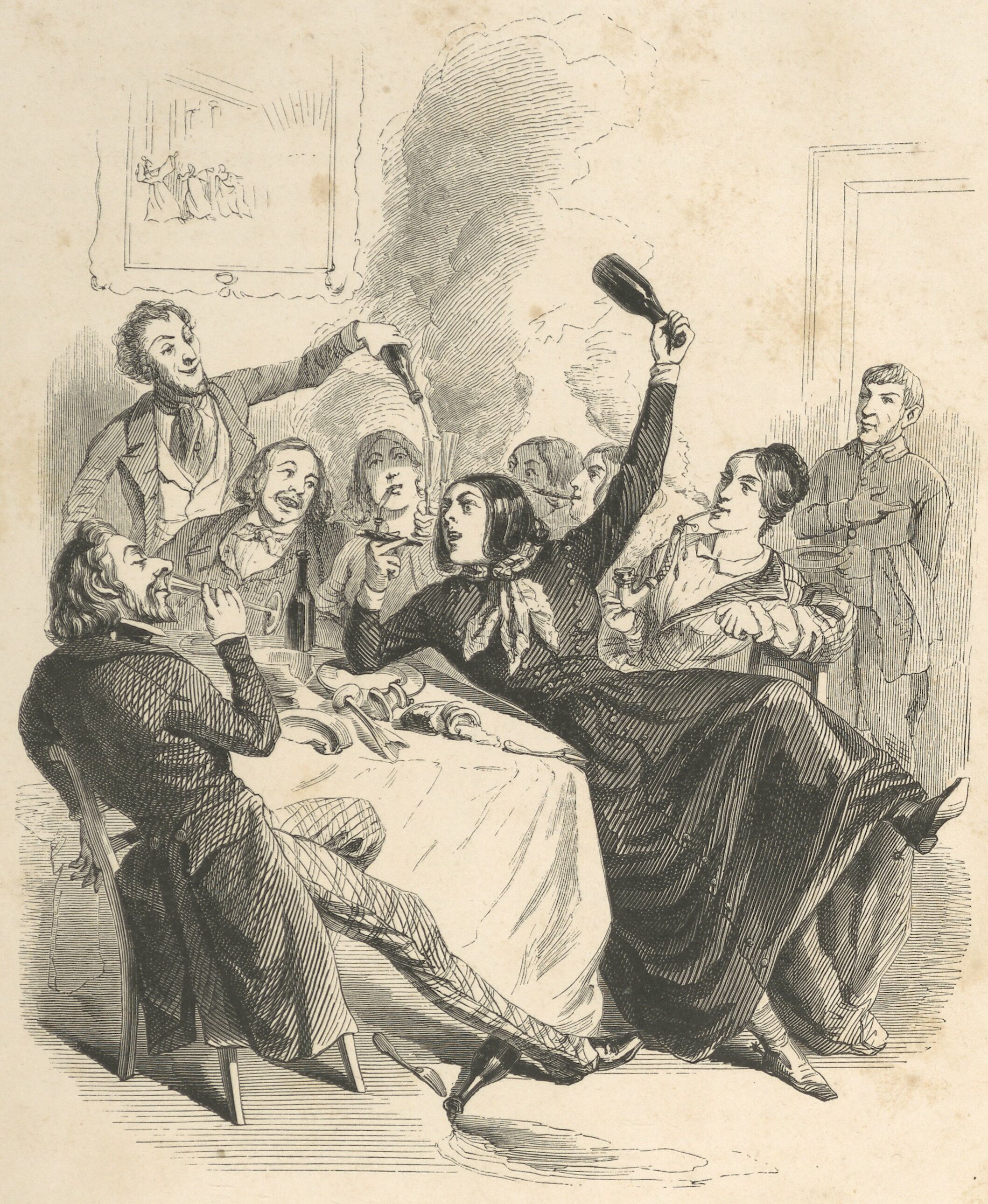
Esmorzar amb els emancipats
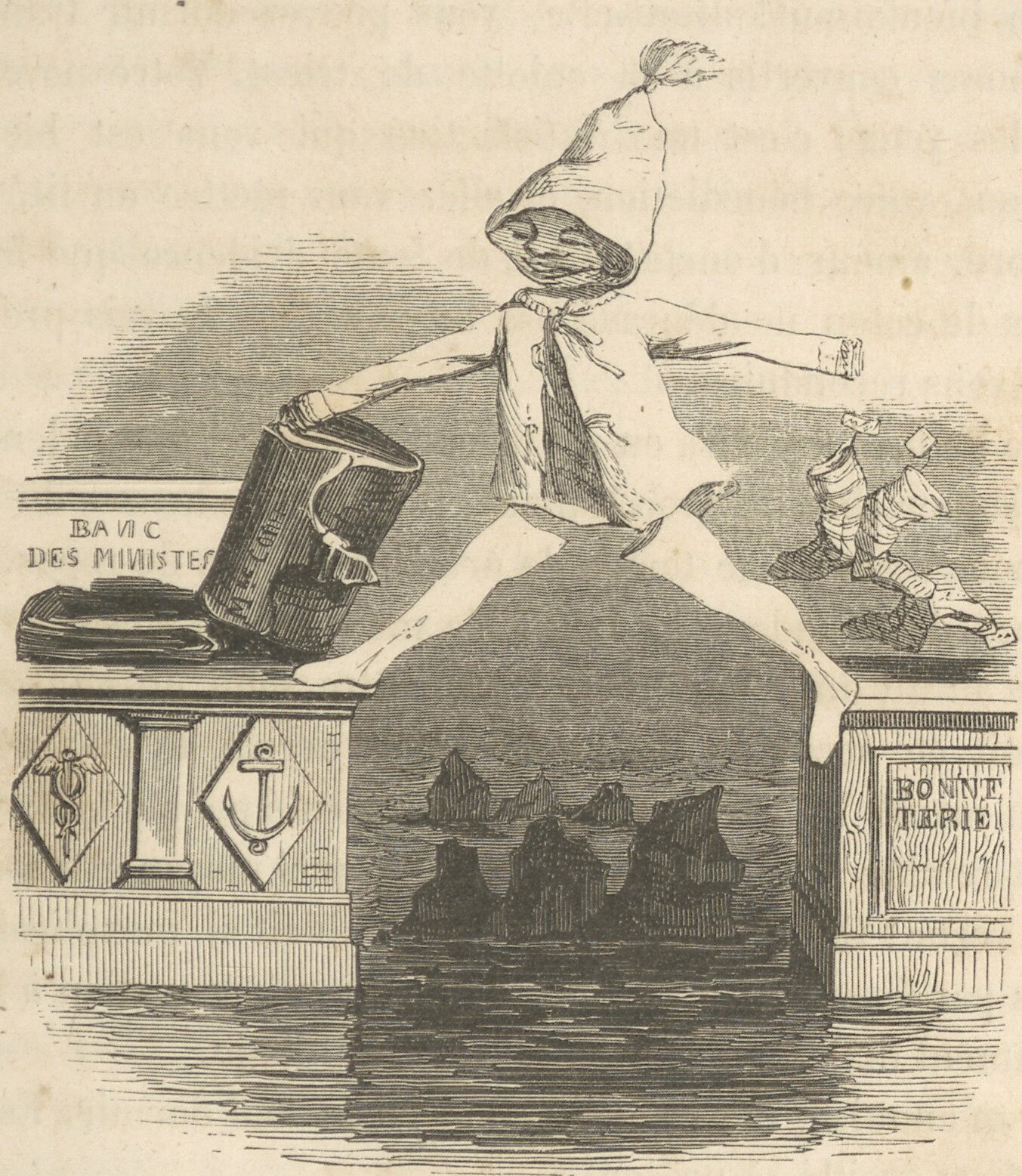
El barret en moviment
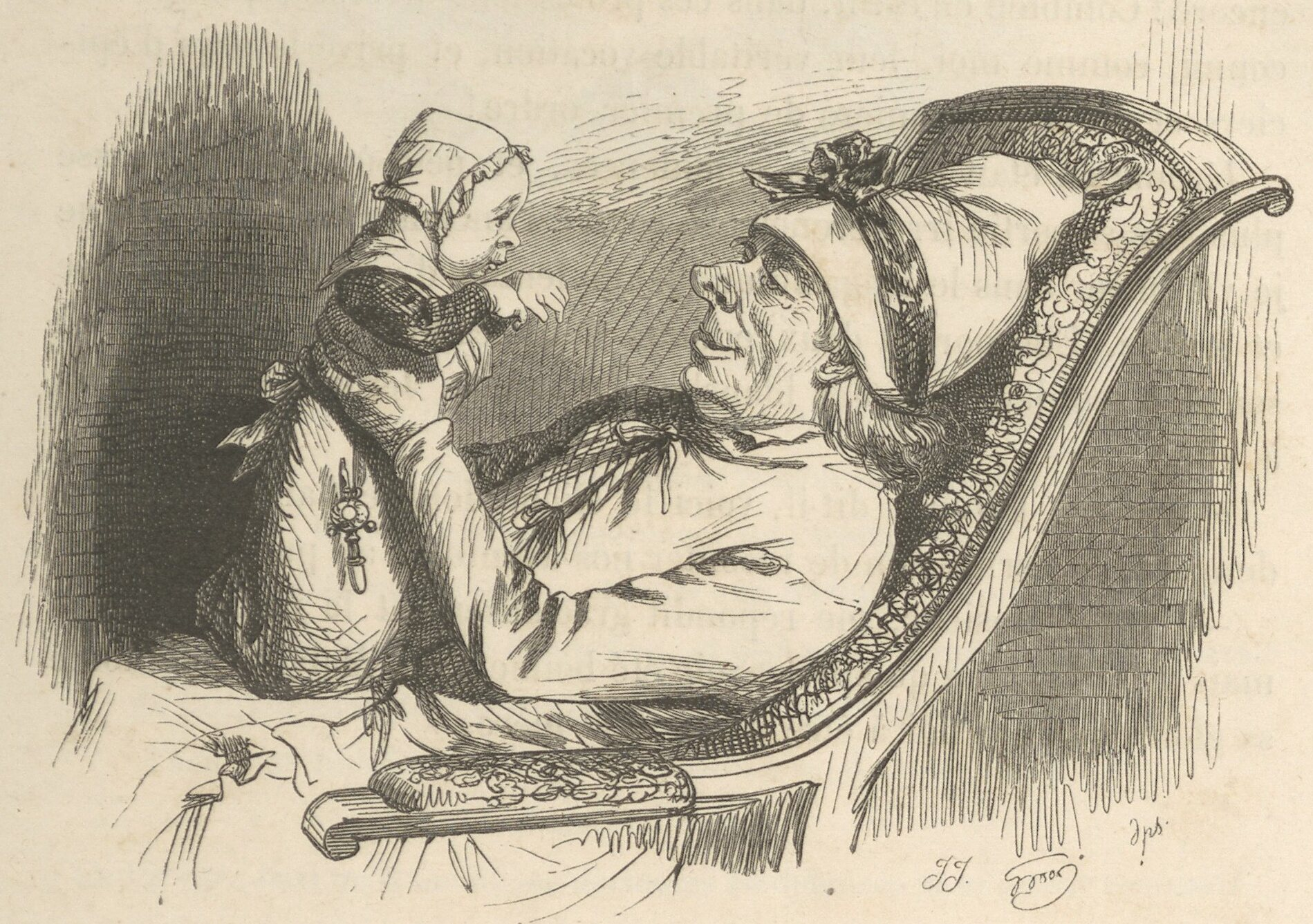
Un Petit Paturot
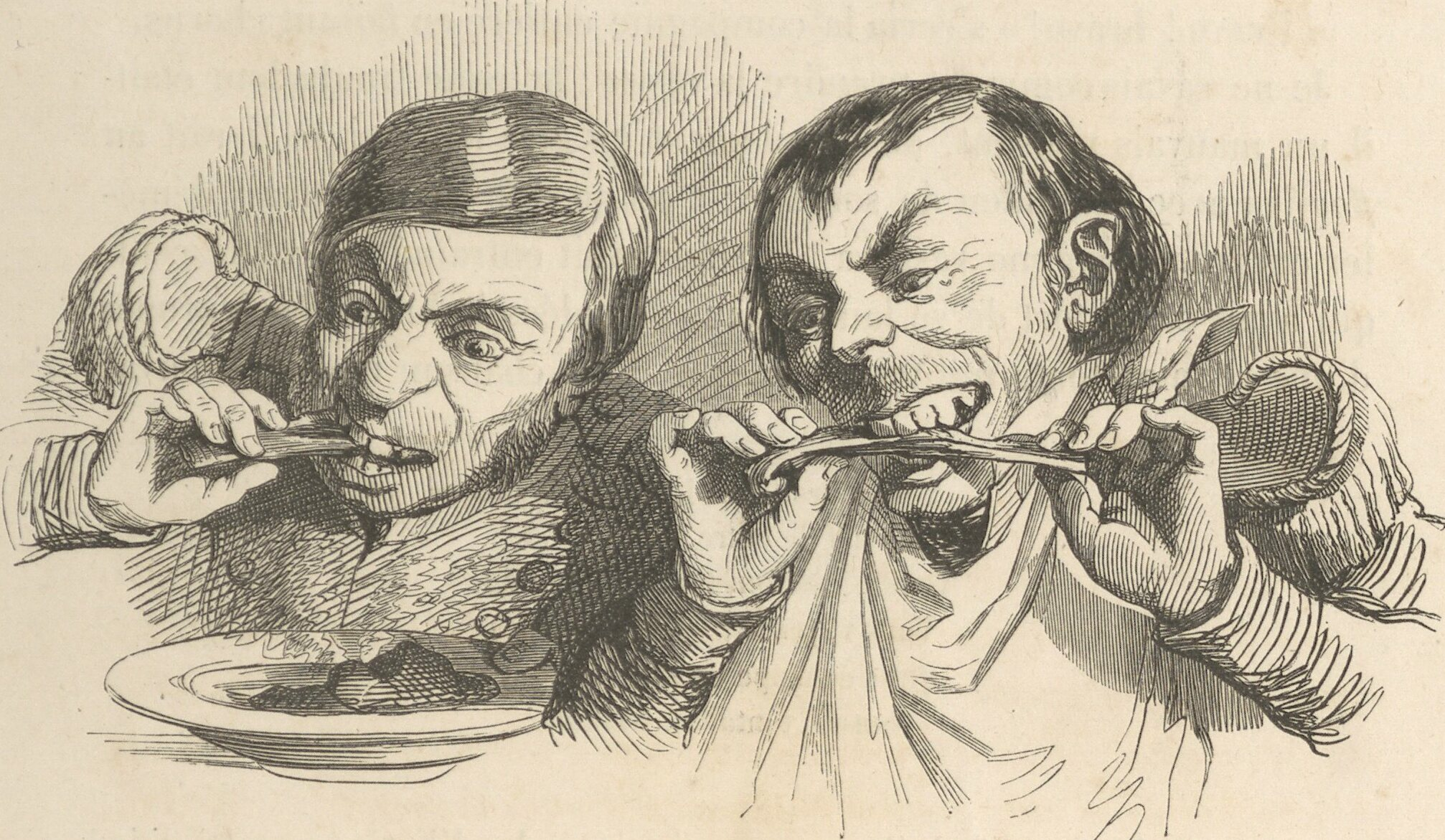
Els famolencs
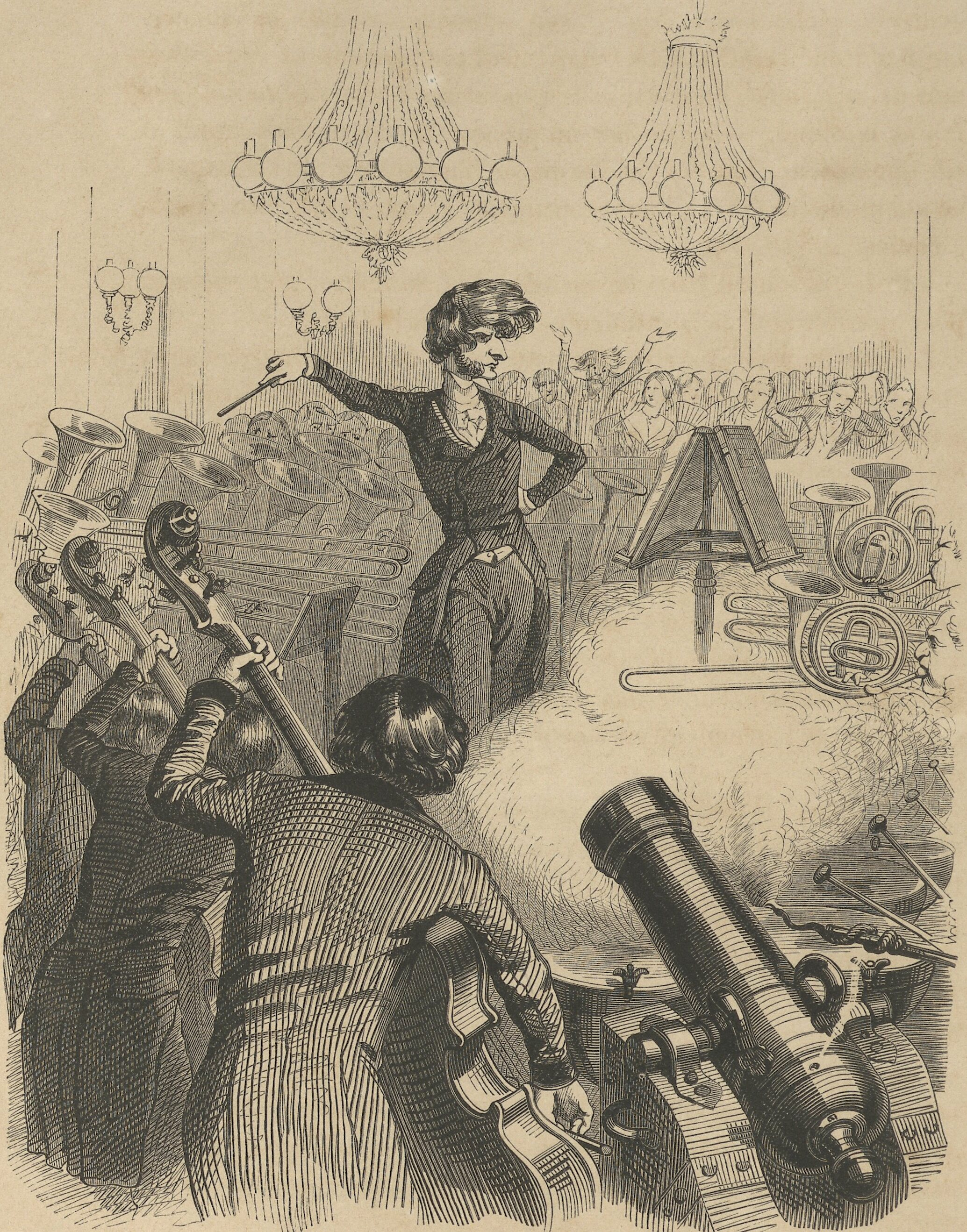
La sala és sòlida, pot suportar la tensió! (Berlioz)
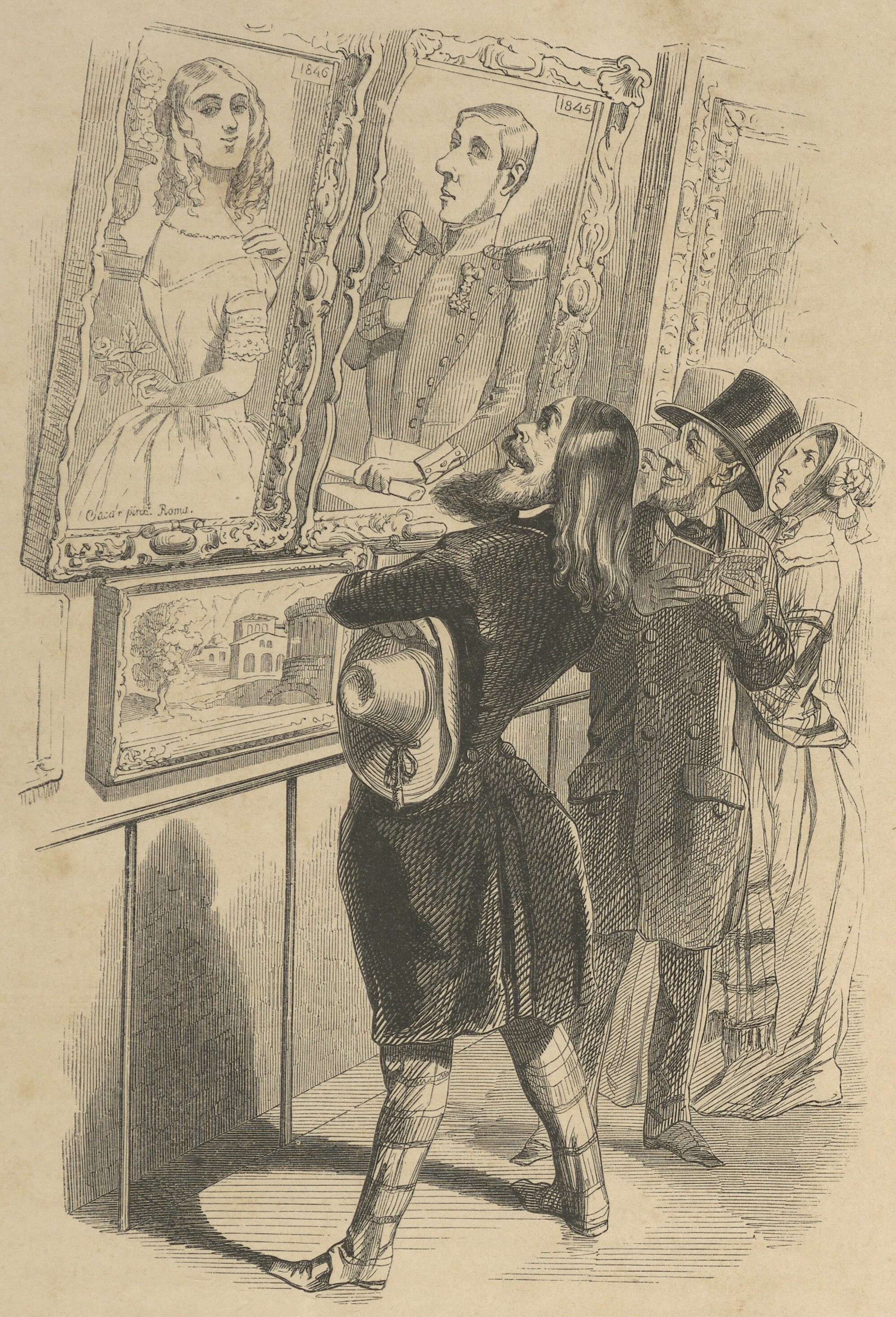
Artista admirant la seva obra
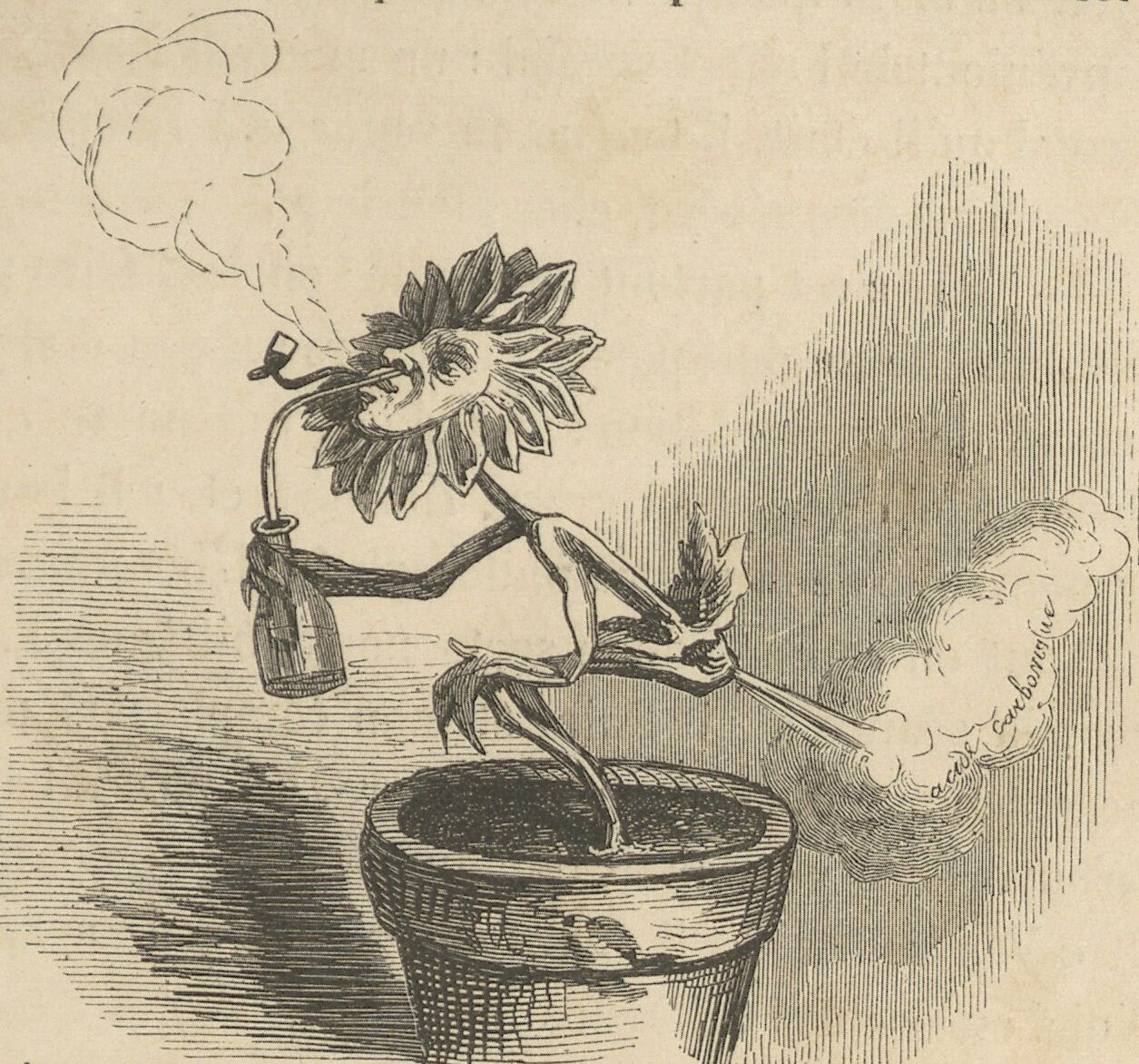
Tabac
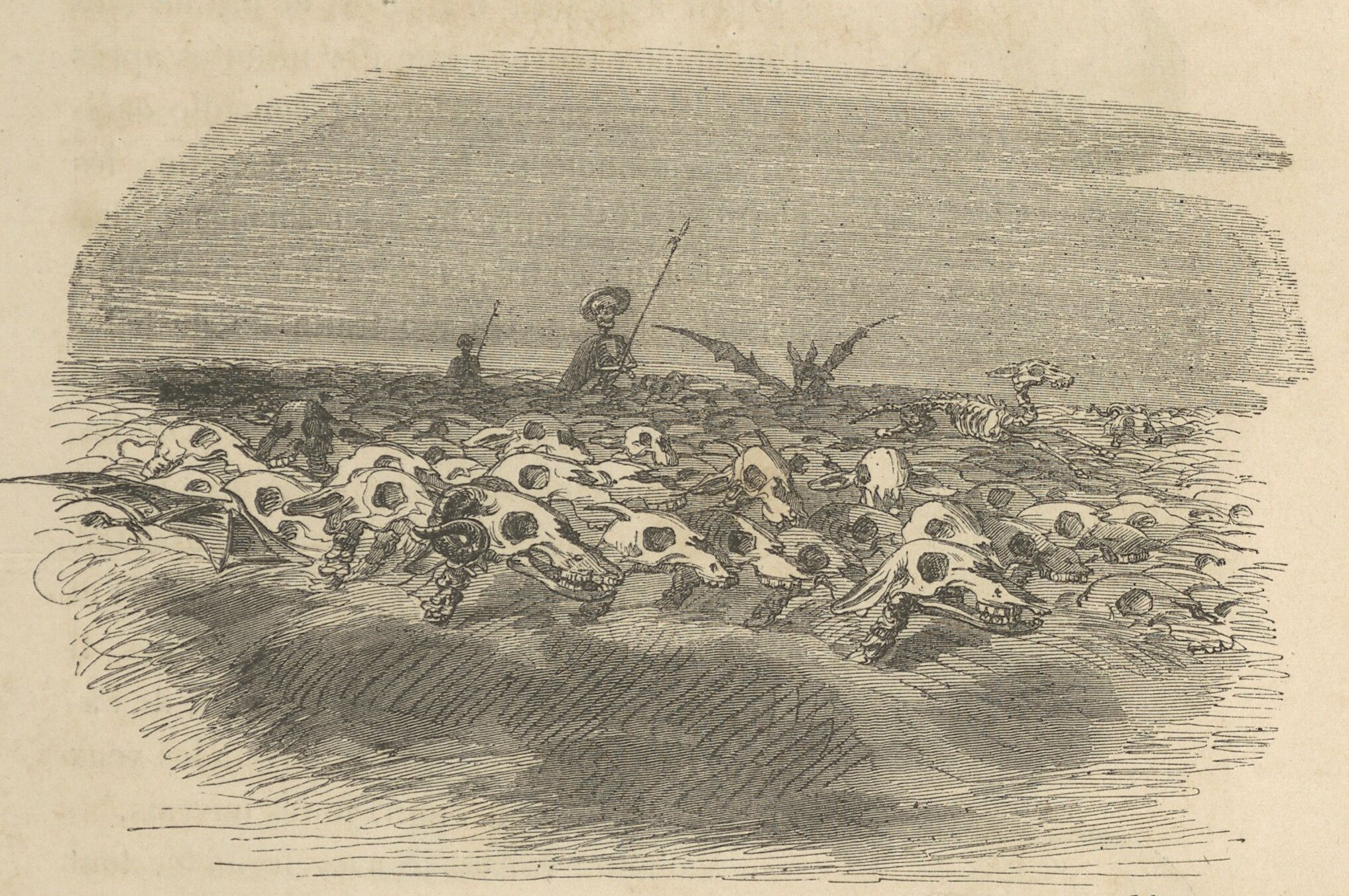
Esquelets de l'ovella de la Lluna
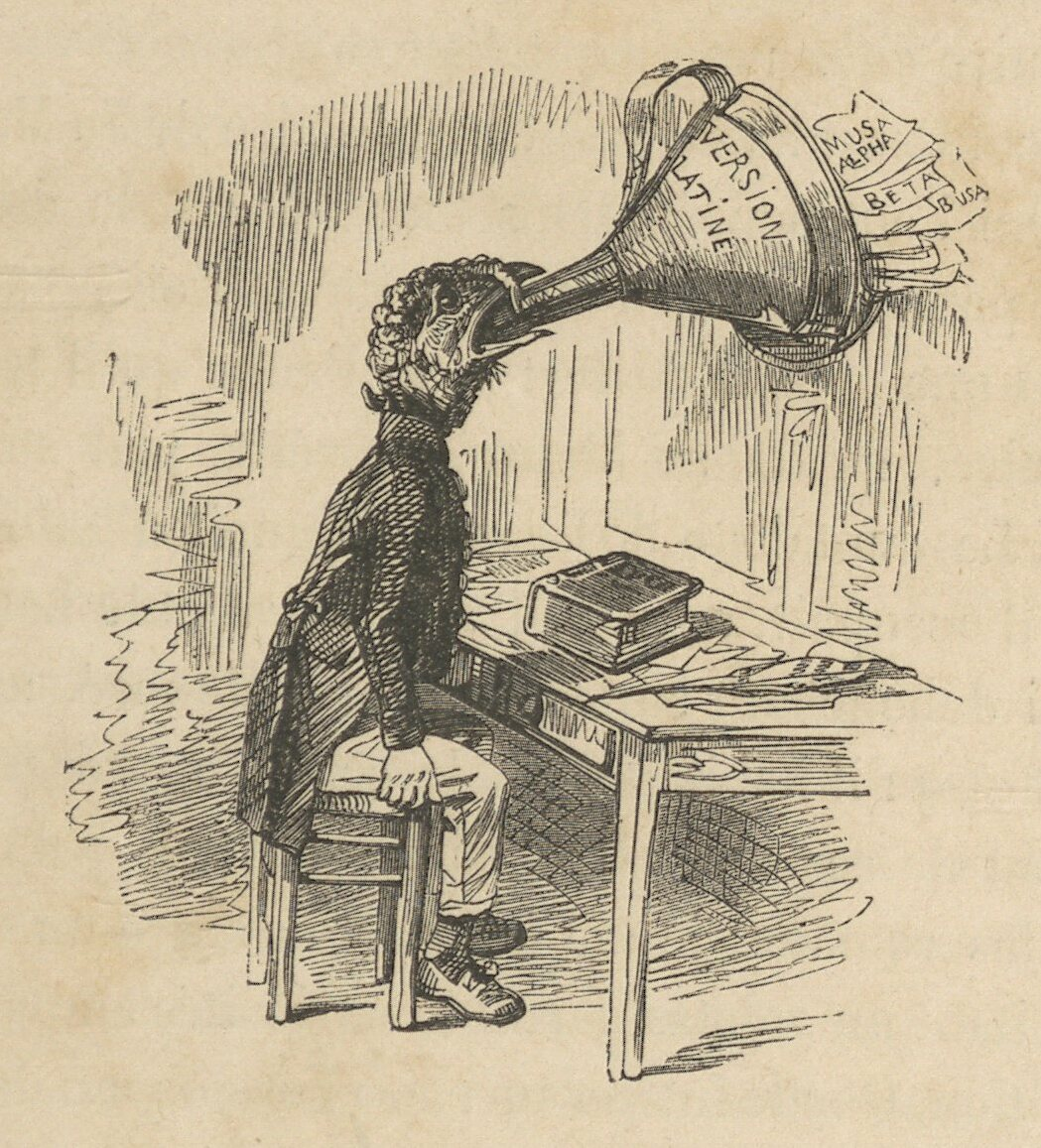
Un embut estrany
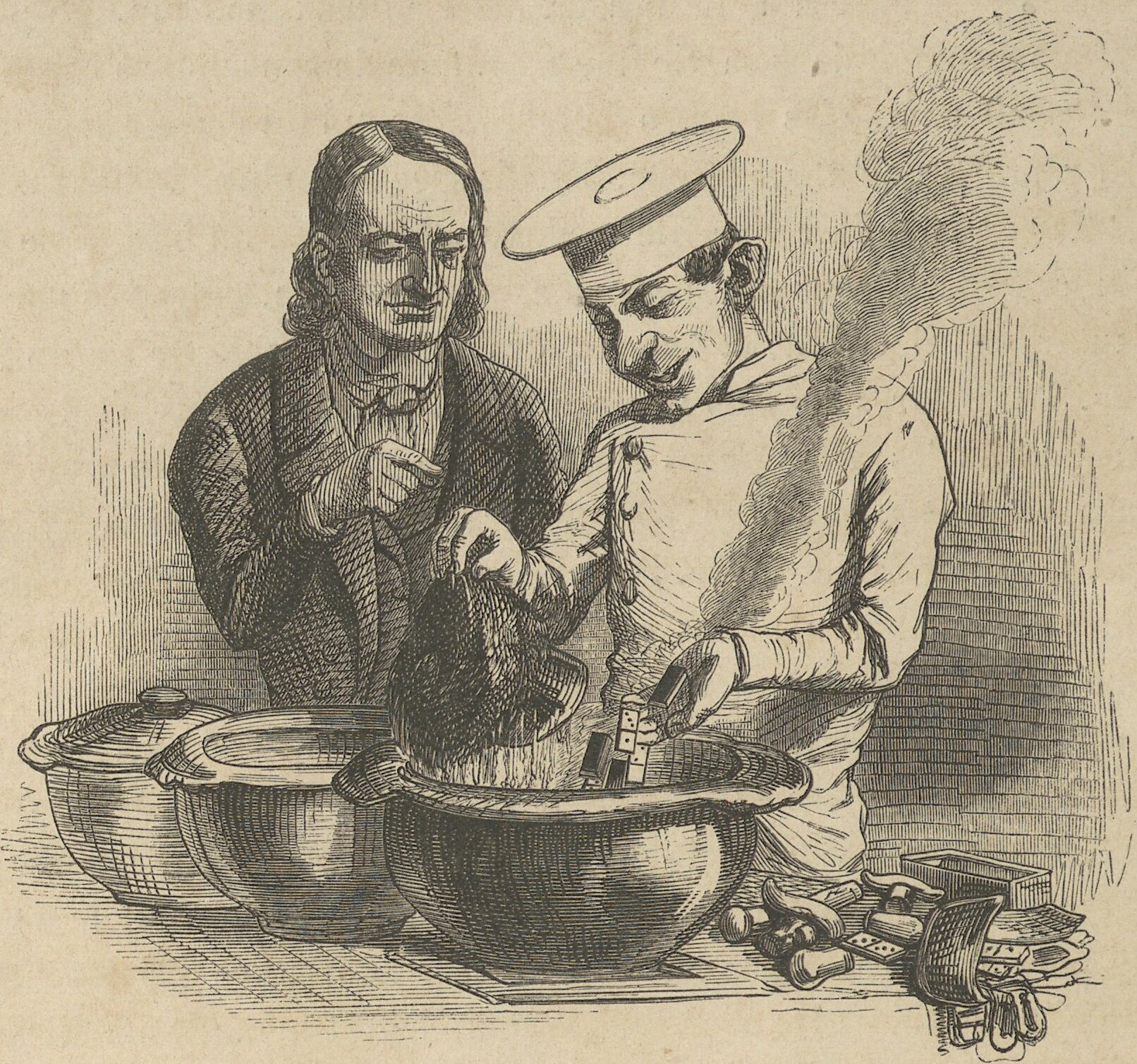
El geni cuina

## Obres seleccionades
- Les Métamorphoses du jour (Metamorfosis del dia), 73 litografies, Aubert, París, 1829
- Voyage pour l'éternité (Viatge a l'eternitat), 9 litografies, Aubert, París, 1830
- La Silhouette, 9 litografies, il·lustracions periòdiques, 1829-1831
- La Caricature, 120 litografies, il·lustracions periòdiques, 1830-1835
- Le Charivari (Le Charivari), 106 litografies, il·lustracions periòdiques, 1832-1835
- L'Association Mensuelle lithographique (L'Associació de litografies mensuals), 16 litografies, 1 aiguafort, 1 gravat, il·lustracions periòdiques, 1832-1834
- Le Magasin pittoresque (La botiga pintoresca), 67 xilografies, il·lustracions periòdiques, 1833-1857
- 24 breuvages de l'homme (24 begudes de l'home), 8 litografies, Bulla, París, 1835
- Oeuvres complétes de P. de Béranger (Obres completes de P. de Béranger), 38 gravats en fusta, Fournier et Perrotin, París, 1835 (100 gravats en fusta l'edició de 1837)
- Fables de La Fontaine (Faules de La Fontaine), 258 gravats en fusta, Fournier et Perrotin, París, 1838-1840
- Voyages de Gulliver (Els viatges de Gulliver), de Jonathan Swift, 346 gravats en fusta, Fournier et Furne, París, 1838
- Les Aventures de Robinson Crusoe (Les aventures de Robinson Crusoe), de Daniel Defoe, 206 gravats en fusta, Fournier, París, 1840
- Les Français peints par eux-mêmes (Els francesos pintats per ells mateixos), il·lustracions periòdiques, 18 gravats en fusta, 1840
- Fables de Lavalette (Faules de Lavalette), 21 aiguaforts, Paulin et Hetzel, París, 1841 (33 aiguaforts el 1847 ed.)
- Fables de Florian (Faules de Florian), 95 gravats en fusta, Dubochet, París, 1842
- Scènes de la vie privée et publique des animaux (Escenes de la vida privada i pública dels animals), 320 gravats en fusta, Hetzel et Paulin, París, 1842
- Petites misères de la vie humaine (Petites misèries de la vida humana), d'Old Nick & Grandville, 222 gravats en fusta, Fournier, París, 1843
- L'Il·lustration (La Il·lustració), 17 gravats en fusta, il·lustracions periòdiques, 1843-1845
- Un autre monde (Un altre món), text de Taxile Delord, 185 gravats en fusta, Fournier, París, 1844.
- Cent proverbes: par trois Tetes dans un bonnet (Cent proverbis: per Three Heads in a Bonnet), d'Old Nick, Taxile Delord i Amédée Achard, 105 gravats en fusta, Fournier, París, 1845
- Jérôme Paturot à la recherche d'une position sociale (Jérôme Paturot a la recerca d'una posició social), de Louis Reybaud, 186 gravats en fusta, Dubochet, París, 1846
- Les fleurs animées (Flors animades o flors personificades), text de Taxile Delord, 2 xilografies, 50 gravats, Gabriel de Gonet, París 1846
- L'Ingénieux hidalgo Don Quichotte de La Mancha (El enginioso hidalgo Don Quijote de la Mancha), de Cervantes, 18 gravats en fusta, 8 gravats, Ad Mame et Cie, Tours, 1848